# Boigny-sur-Bionne
Boigny-sur-Bionne est une commune française, située dans le département du Loiret en région Centre-Val de Loire.
Ses habitants sont appelés les Boignaciens.

## Géographie

### Localisation
La commune de Boigny-sur-Bionne se trouve dans le centre du département du Loiret, dans la région agricole du Val de Loire et l'aire d'attraction d'Orléans. À vol d'oiseau, elle se situe à 8,2 km d'Orléans.

### Communes limitrophes
Les communes les plus proches sont : Marigny-les-Usages (3 km), Combleux (3,7 km), Saint-Jean-de-Braye (4,3 km), Vennecy (4,3 km), Semoy (4,4 km), Chécy (4,4 km), Chanteau (4,9 km), Mardié (6,1 km), Rebréchien (6,8 km) et Fleury-les-Aubrais (6,8 km).
|                     | Marigny-les-Usages | Traînou Vennecy |
| Saint-Jean-de-Braye | Boigny-sur-Bionne  | Mardié          |
|                     | Chécy              |                 |

### Géologie et relief

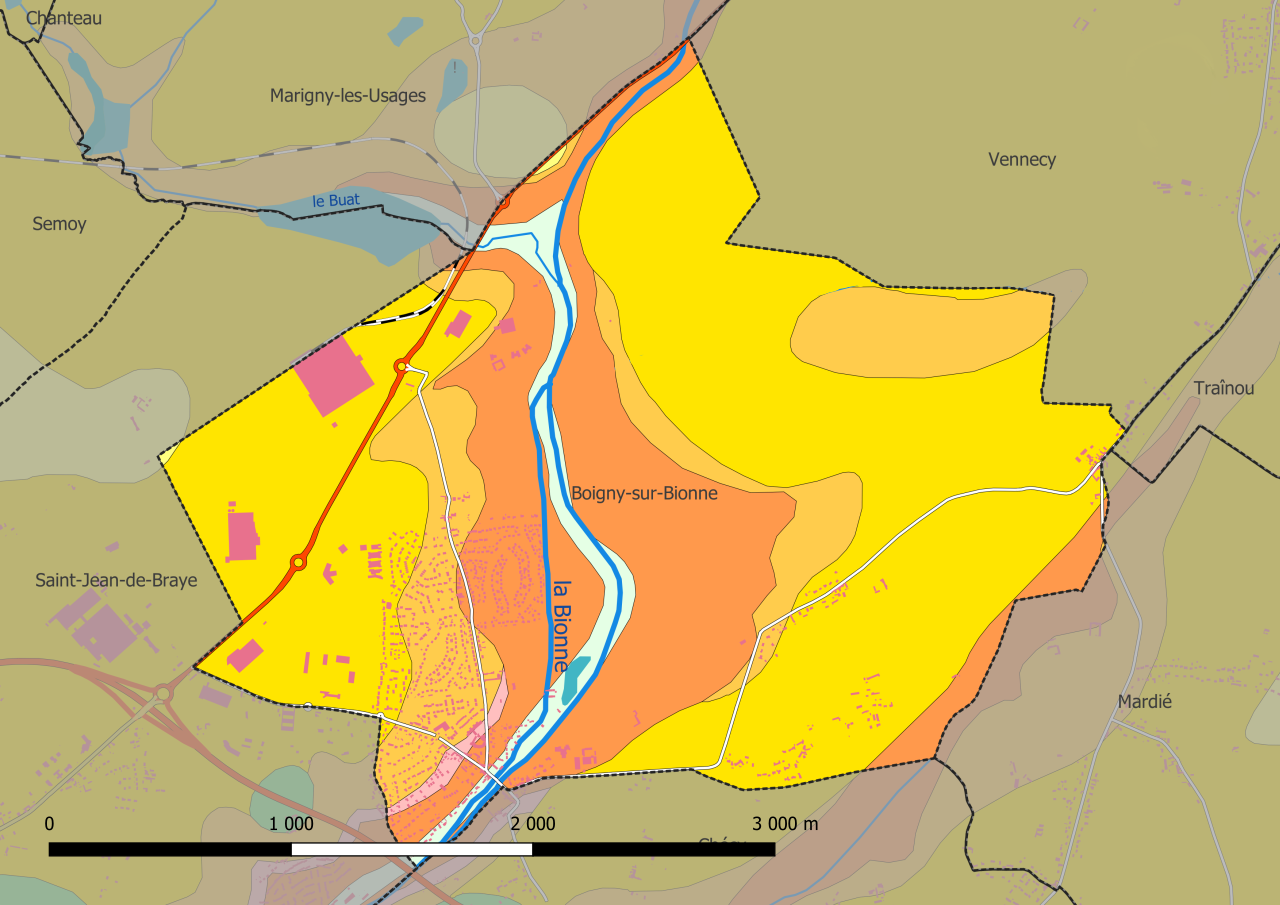
Carte géologique de la commune.
Fz : Alluvions récentes des lits mineurs (Holocène)
m3-p1SASo : Sables et argiles de Sologne (Langhien supérieur à Pliocène inférieur.)
m2MSO : Marnes et sables de l'Orléanais (Burdigalien)
m2MCO : Marnes et calcaires de l'Orléanais (Burdigalien)
m1MBI : Marnes de Blamont (Aquitanien)
m1CPi : Calcaires de Pithiviers (Aquitanien)

La région d'Orléans se situe dans le sud du Bassin parisien, vaste cuvette composée d'un empilement de couches sédimentaires d'origines essentiellement détritiques (issus de l'érosion d'anciennes chaînes de montagnes) et carbonatées (précipitation de carbonate de calcium). Ces dépôts s'étagent du Trias (- 250 millions d'années) au Pliocène (- 23 millions d'années) et se font surtout en contexte marin, mais aussi en milieu lacustre. Les successions de périodes glaciaires et interglaciaires au Quaternaire aboutissent à la configuration géomorphologique actuelle : altération plus ou moins profonde des roches en place, terrasses alluviales anciennes perchées sur les plateaux et incision de la vallée actuelle de la Loire,.
Les calcaires de Beauce, qui constituent le socle du territoire communal, se forment à l'Aquitanien (de - 23 à - 20,5 millions d’années). Leur partie supérieure, les calcaires de Pithiviers (m1CPi), les marnes de Blamont (m1MBI) et les marnes et calcaires de l'Orléanais (m2MCO), affleure sur les flancs de la Bionne. Les marnes et sables de l’Orléanais (m2MSO), premiers dépôts burdigaliens (de – 20,44 à – 15,97 millions d'années) recouvrant les calcaires de Beauce, occupent les parties est et ouest du territoire communal. Ces sables sont essentiellement composés de grains de quartz émoussés, accompagnés de feldspaths kaolinisés et friables, de silex à patine noire et de graviers calcaires particulièrement fréquents à la base de la formation,. Le lit mineur de la Bionne est quant à lui constitué d'alluvions récentes (Fz) datant de l'Holocène, des sables quartzeux émoussés repris des Sables de l'Orléanais sous-jacents érodés par le cours d'eau.
Fragmentés et fissurés, les calcaires peuvent être le siège de phénomènes karstiques : les circulations préférentielles d’eaux souterraines érodent ces calcaires en profondeur. Les manifestations en surface de ces fragilités sont courantes dans la région orléanaise. En 2003, le BRGM a inventorié vingt-neuf cavités sur la commune, dont neuf gouffres et des dolines (dépressions circulaires ou elliptiques).
Le territoire communal est relativement plat, avec un dénivelé maximal de 25 mètres. L'altitude du territoire varie en effet de 98 mètres, extrémité sud de la vallée de la Bionne, à 123 mètres, près du lieu-dit Charbonnière à l'ouest de la commune,. Le talweg du Grand Bouland, au nord de la commune, recueille les eaux de pluie du secteur.

### Hydrographie

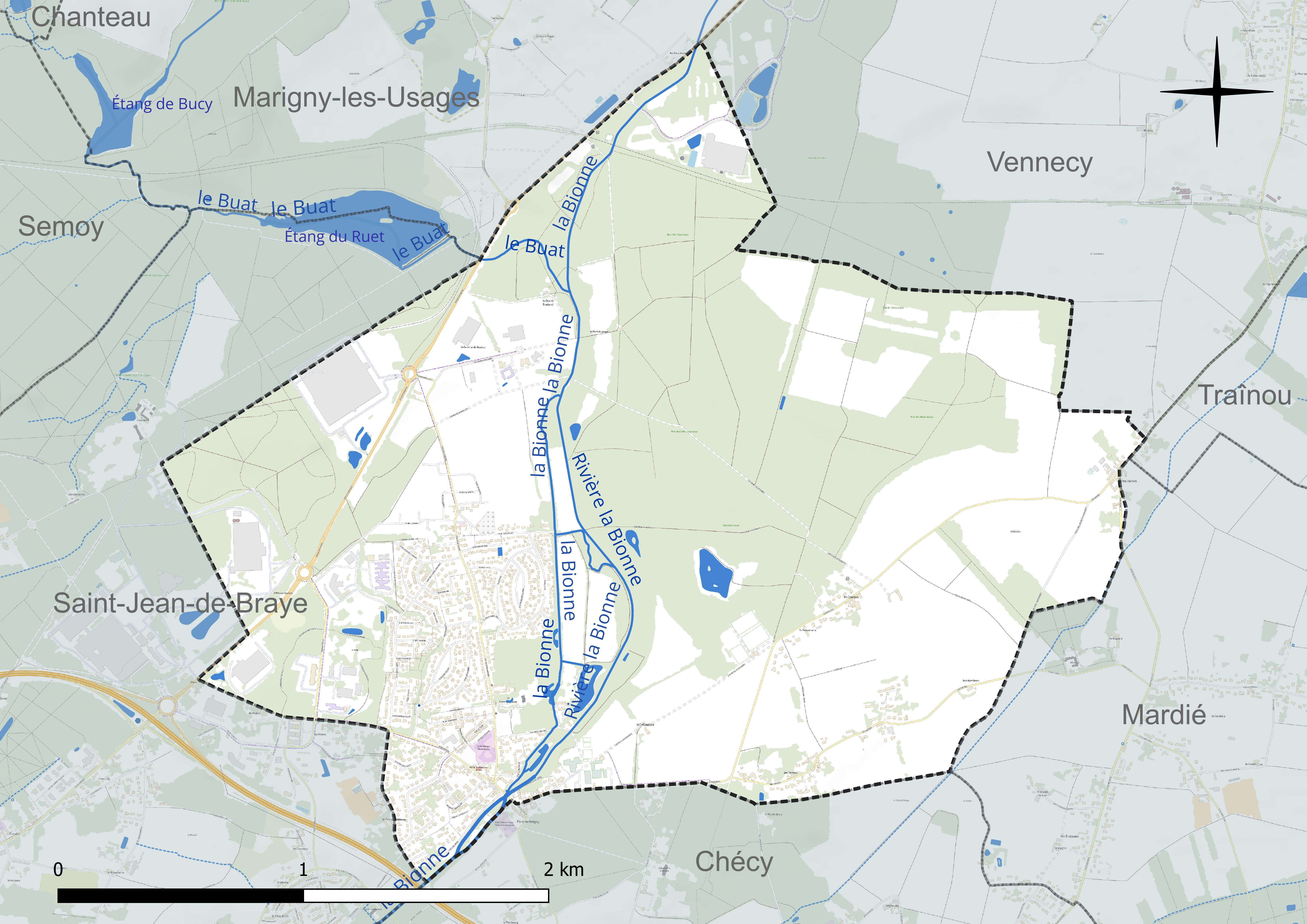
Réseau hydrographique de Boigny-sur-Bionne.

Le réseau hydrographique communal, d'une longueur totale de 7,97 km, comprend un cours d'eau notable, la Bionne (3,847 km), et divers petits cours d'eau dont le Buat (0,501 km).
La Bionne, issue de la confluence des ruisseaux des Esses et du Ruet, présente une longueur totale de 18,9 km. Elle prend sa source dans la commune de Loury et se jette dans le Canal d'Orléans à Saint-Jean-de-Braye, après avoir traversé 7 communes.
Sur le plan piscicole, la Bionne est classée en deuxième catégorie. L'espèce dominante est constituée essentiellement de poissons blancs (cyprinidés) et de carnassiers (brochet, sandre et perche).

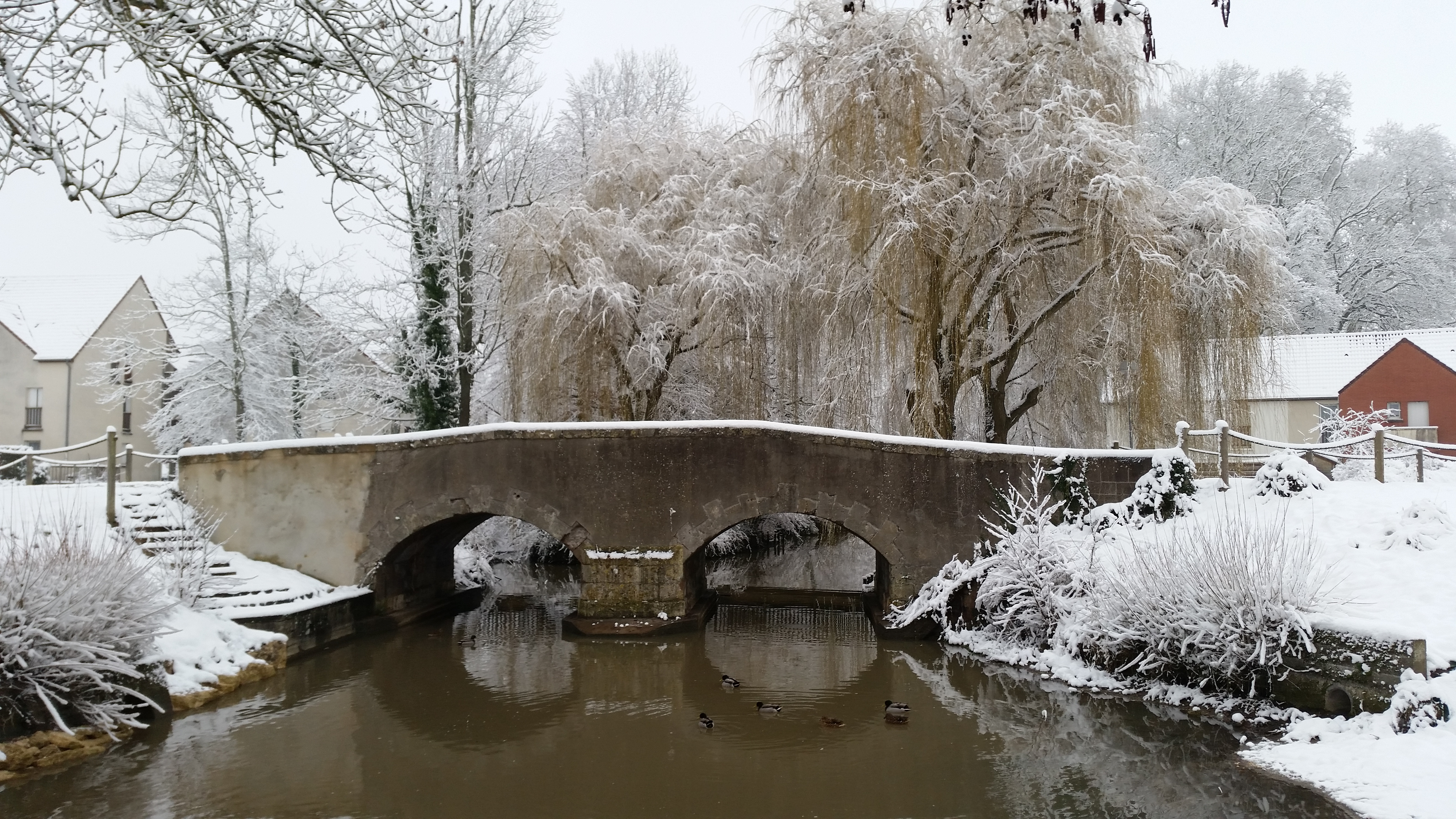
La Bionne en hiver, dans sa traversée de Boigny.

### Climat
Pour des articles plus généraux, voir Climat du Centre-Val de Loire et Climat du Loiret.
En 2010, le climat de la commune est de type climat océanique dégradé des plaines du Centre et du Nord, selon une étude du CNRS s'appuyant sur une série de données couvrant la période 1971-2000. En 2020, Météo-France publie une typologie des climats de la France métropolitaine dans laquelle la commune est exposée à un climat océanique altéré et est dans la région climatique Moyenne vallée de la Loire, caractérisée par une bonne insolation (1 850 h/an) et un été peu pluvieux.
Pour la période 1971-2000, la température annuelle moyenne est de 11 °C, avec une amplitude thermique annuelle de 15,4 °C. Le cumul annuel moyen de précipitations est de 676 mm, avec 10,8 jours de précipitations en janvier et 7,1 jours en juillet. Pour la période 1991-2020, la température moyenne annuelle observée sur la station météorologique de Météo-France la plus proche, sur la commune de Fleury-les-Aubrais à 7 km à vol d'oiseau, est de 11,7 °C et le cumul annuel moyen de précipitations est de 728,8 mm,. Pour l'avenir, les paramètres climatiques de la commune estimés pour 2050 selon différents scénarios d'émission de gaz à effet de serre sont consultables sur un site dédié publié par Météo-France en novembre 2022.

## Environnement

### Milieux naturels et biodiversité
Bois et forêts
La commune compte une proportion importante d'espaces boisés, notamment l'ensemble formé par le bois des Glands, le bois du Chêne de la volée, le bois des Monbrauches, et le bois des Trois arches (bois privés).
Sur sa frontière ouest, en limite de la forêt d'Orléans, la commune comprend une petite portion du parc (public) du château de Charbonnière (180 ha), partagé avec Saint-Jean-de-Braye et Marigny-les-Usages. Plus de quatre-vingts espèces d’oiseaux y ont été recensées : pics, mésanges, fauvette, geai, chouette, bondrée. Les grands mammifères y sont également présents : cerf élaphe, sanglier. La flore du parc comprend orchidées protégées, charme, chêne, châtaignier, noisetier, pin sylvestre, lierre, millepertuis, muguet, fougère, bruyère, callune.

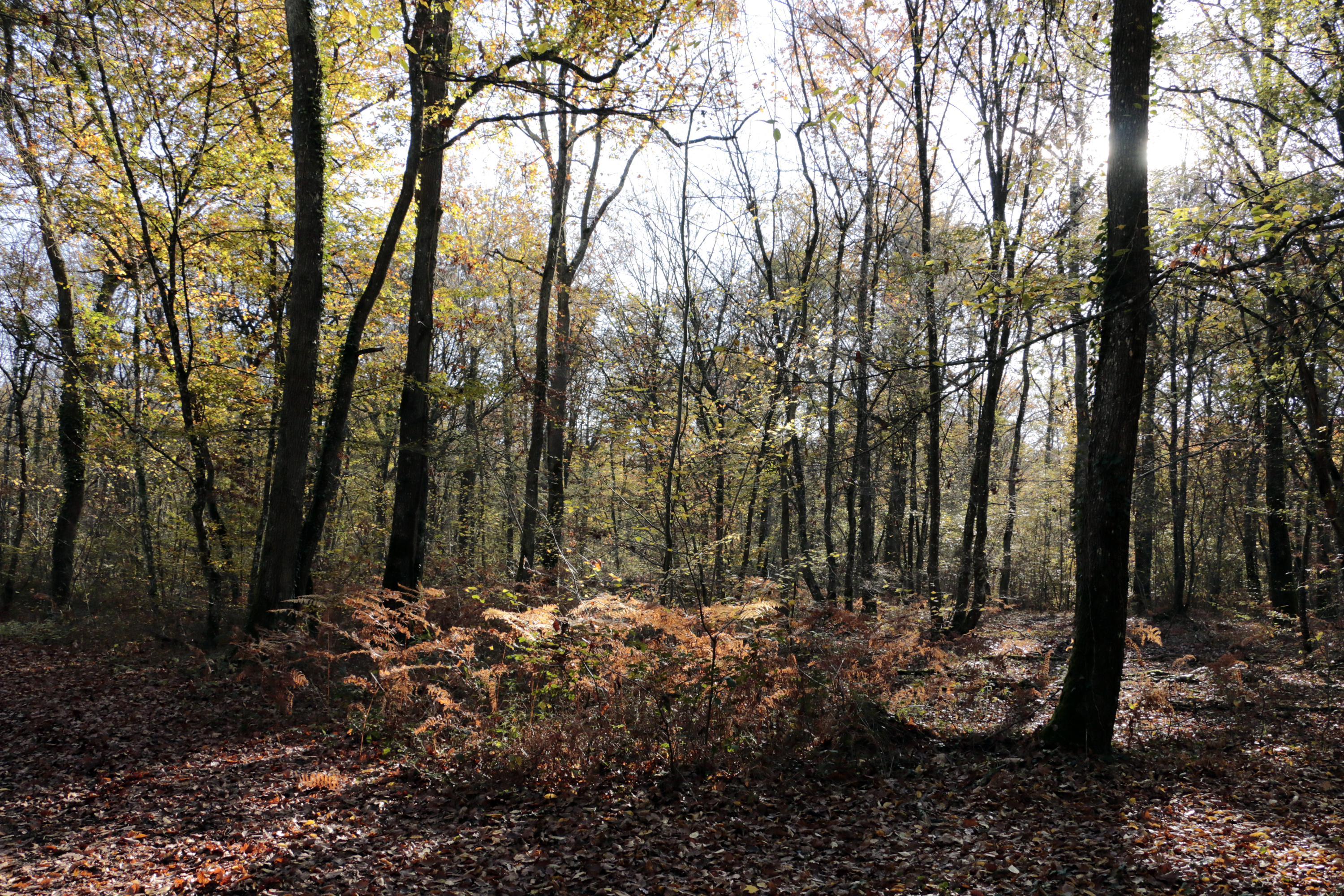
Forêt de Charbonnière
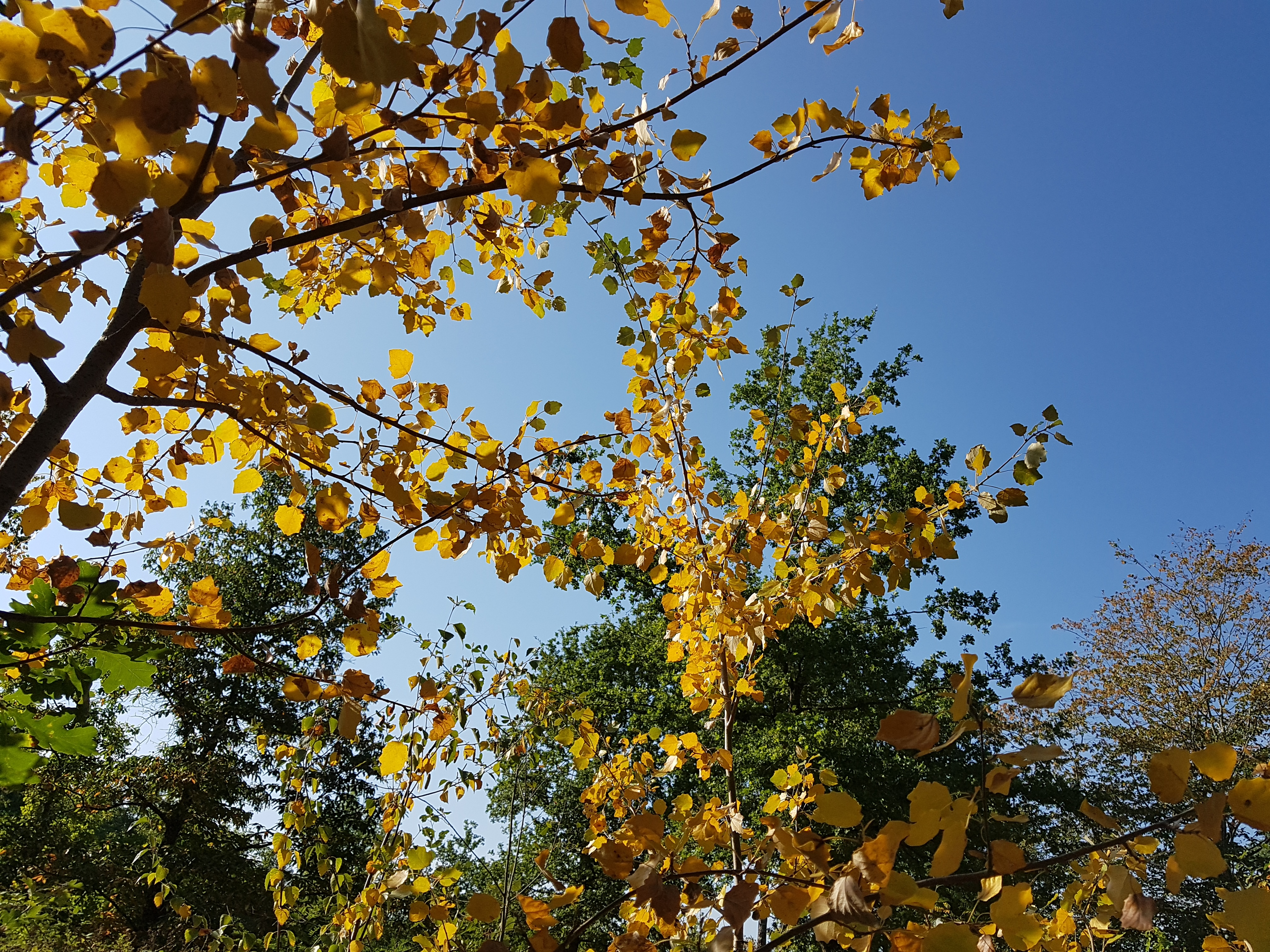
Tremble dans le bois du Chêne de la volée
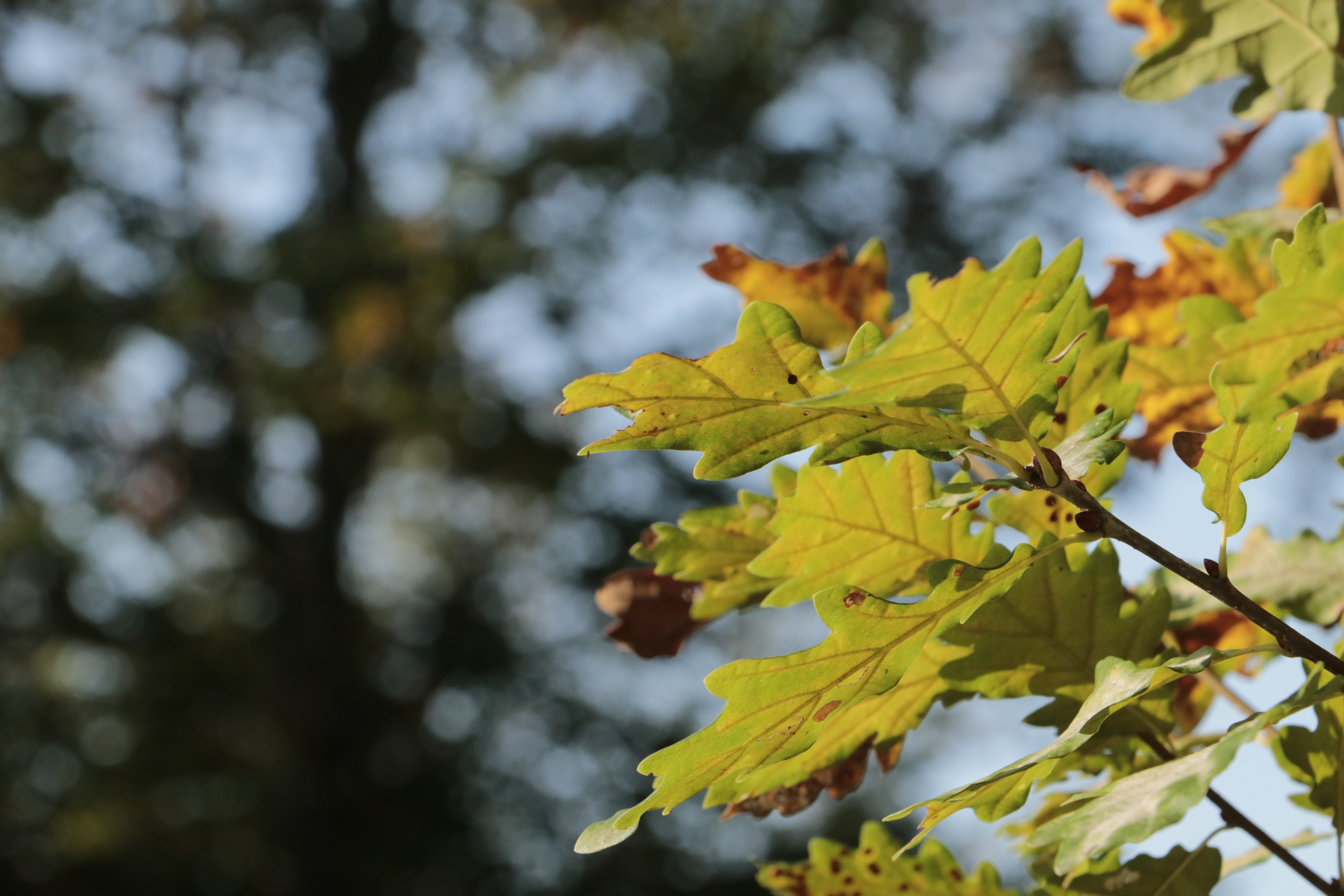
Chêne
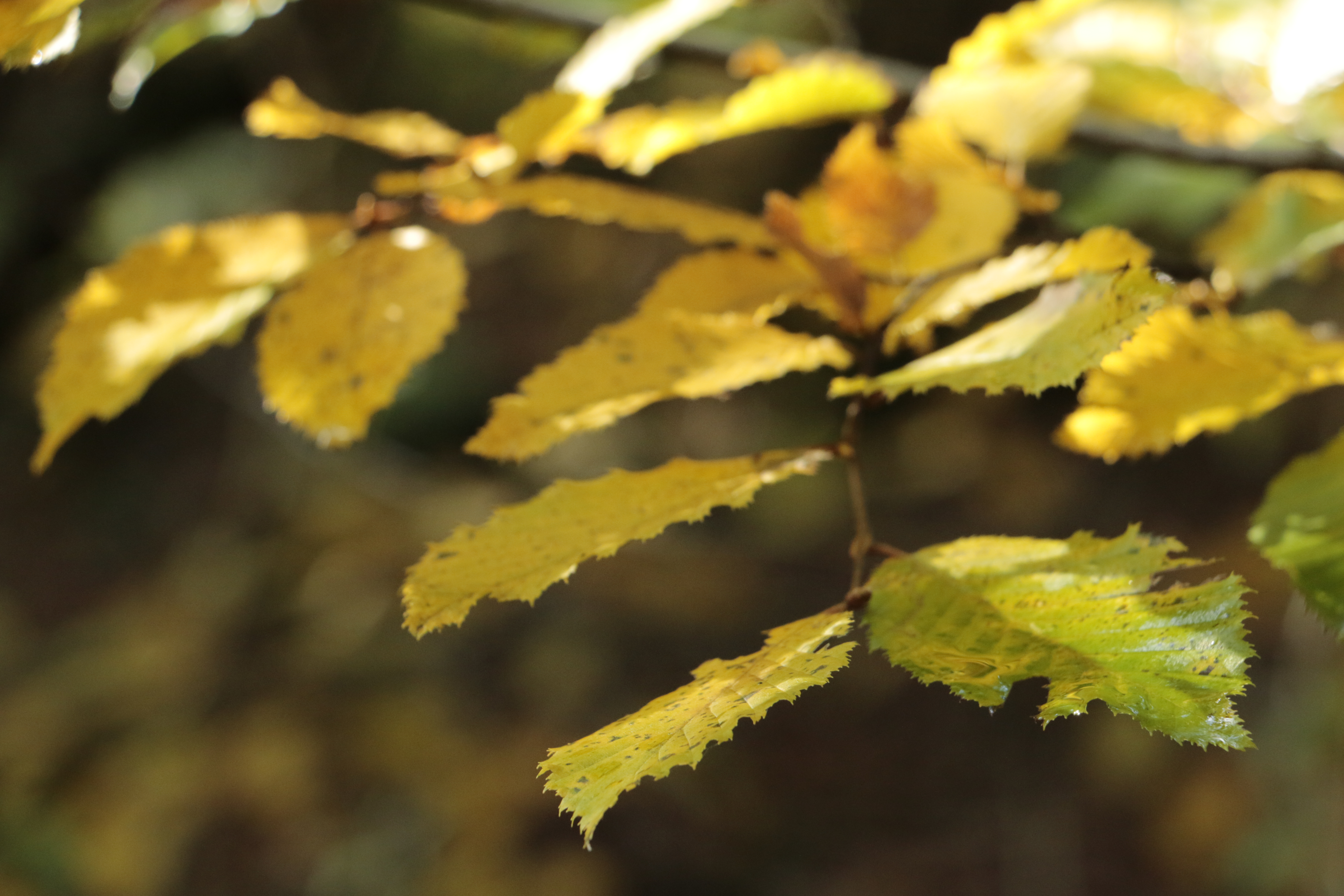
Charme
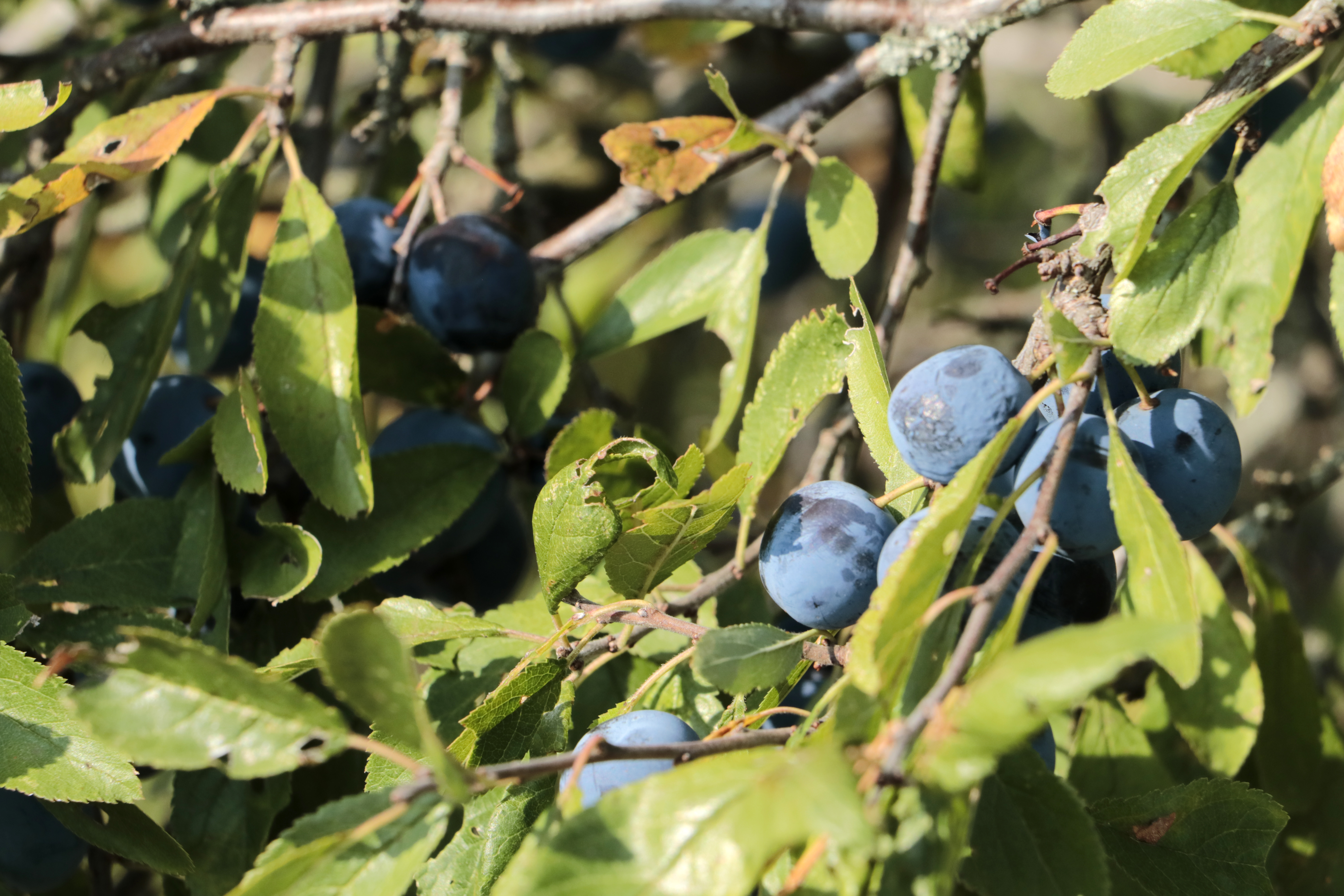
Prunelier

Arbres remarquables

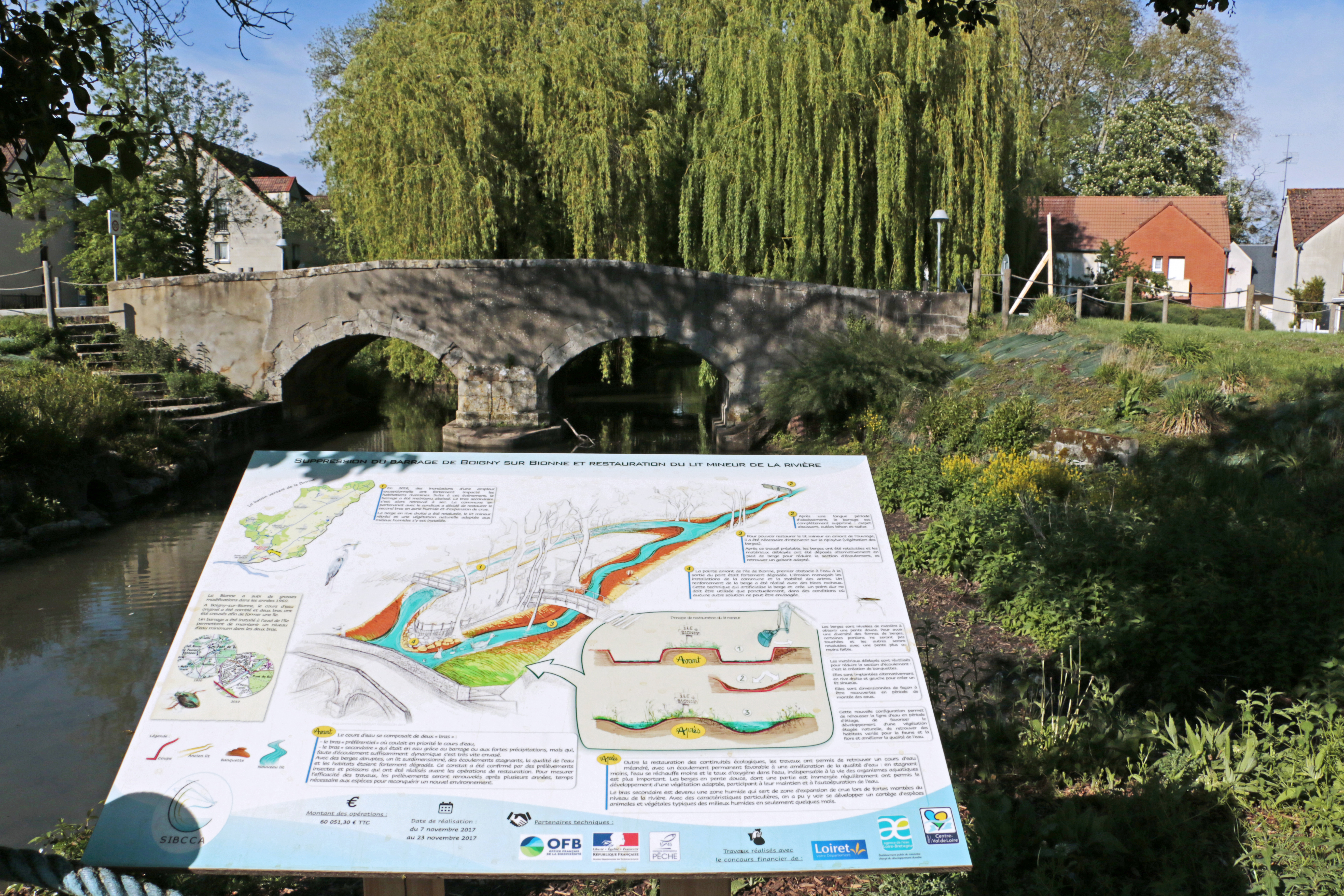
Renaturation de la Bionne à Boigny.

Le parc de Charbonnière et le bois du Chêne de la volée comptent plusieurs chênes de grande taille.
L'étang de l'ancien parc du château de La Salle (disparu) compte un spécimen de cyprès chauve de 4,30 m de circonférence pour environ 30 m de haut, qui a développé des pneumatophores (racines aériennes). Deux autres spécimens, dont l'un atteint 5,40 m de circonférence, sont visibles non loin de là, au bord de l'étang du château de Charbonnière, sur la commune de Saint-Jean-de-Braye.
Milieux humides
La Bionne et ses rives sont aussi un milieu écologiquement riche.
Entre 2019 et 2022, la rivière a fait l'objet d'une opération de renaturation, visant à restaurer son lit mineur, sa ripisylve et ses berges, et à rétablir sa continuité écologique,,,.

### Politique environnementale
Deux fleurs ont été attribuées à la commune par le Conseil national de villes et villages fleuris pour le fleurissemnent et pour l'attention prêtée au cadre de vie et à la biodiversité,.
En 2021, et à nouveau en 2024, la commune a été reconnue « Territoire engagé pour la nature »,.
À la limite sud de la commune, l'île de la Bionne est partiellement aménagée (chemin, passerelles, bancs, fontaine, jeux pour enfants), et partiellement laissée dans son état naturel. Un nouveau cheminement le long de la Bionne, en amont de l'île, baptisé « Chemin des ponts », a été aménagé en 2021.
Gestion des eaux pluviales
Plusieurs bassins de rétention des eaux pluviales ont été traités d'une façon novatrice, de façon à favoriser la biodiversité,.
En 2022, la cour de l'école a été réaménagée en cour végétalisée, avec plusieurs dispositifs innovants, dont un revêtement absorbant les eaux pluviales,,.

## Urbanisme

### Typologie
Au 1er janvier 2024, Boigny-sur-Bionne est catégorisée ceinture urbaine, selon la nouvelle grille communale de densité à sept niveaux définie par l'Insee en 2022.
Elle appartient à l'unité urbaine d'Orléans, une agglomération intra-départementale regroupant 19  communes, dont elle est une commune de la banlieue,,. Par ailleurs la commune fait partie de l'aire d'attraction d'Orléans, dont elle est une commune de la couronne,. Cette aire, qui regroupe 136 communes, est catégorisée dans les aires de 200 000 à moins de 700 000 habitants,.

### Occupation des sols
L'occupation des sols de la commune, telle qu'elle ressort de la base de données européenne d’occupation biophysique des sols Corine Land Cover (CLC), est marquée par l'importance des territoires agricoles (42,8 % en 2018), en diminution par rapport à 1990 (50,1 %). La répartition détaillée en 2018 est la suivante :
- forêts (38,3 %),
- terres arables (31 %),
- zones agricoles hétérogènes (11,8 %),
- zones urbanisées (11 %),
- zones industrielles ou commerciales et réseaux de communication (7,9 %)[40].

L’évolution de l’occupation des sols de la commune et de ses infrastructures peut être observée sur les différentes représentations cartographiques du territoire : la carte de Cassini (XVIIIe siècle), la carte d'état-major (1820-1866) et les cartes ou photos aériennes de l'IGN pour la période actuelle (1950 à aujourd'hui).

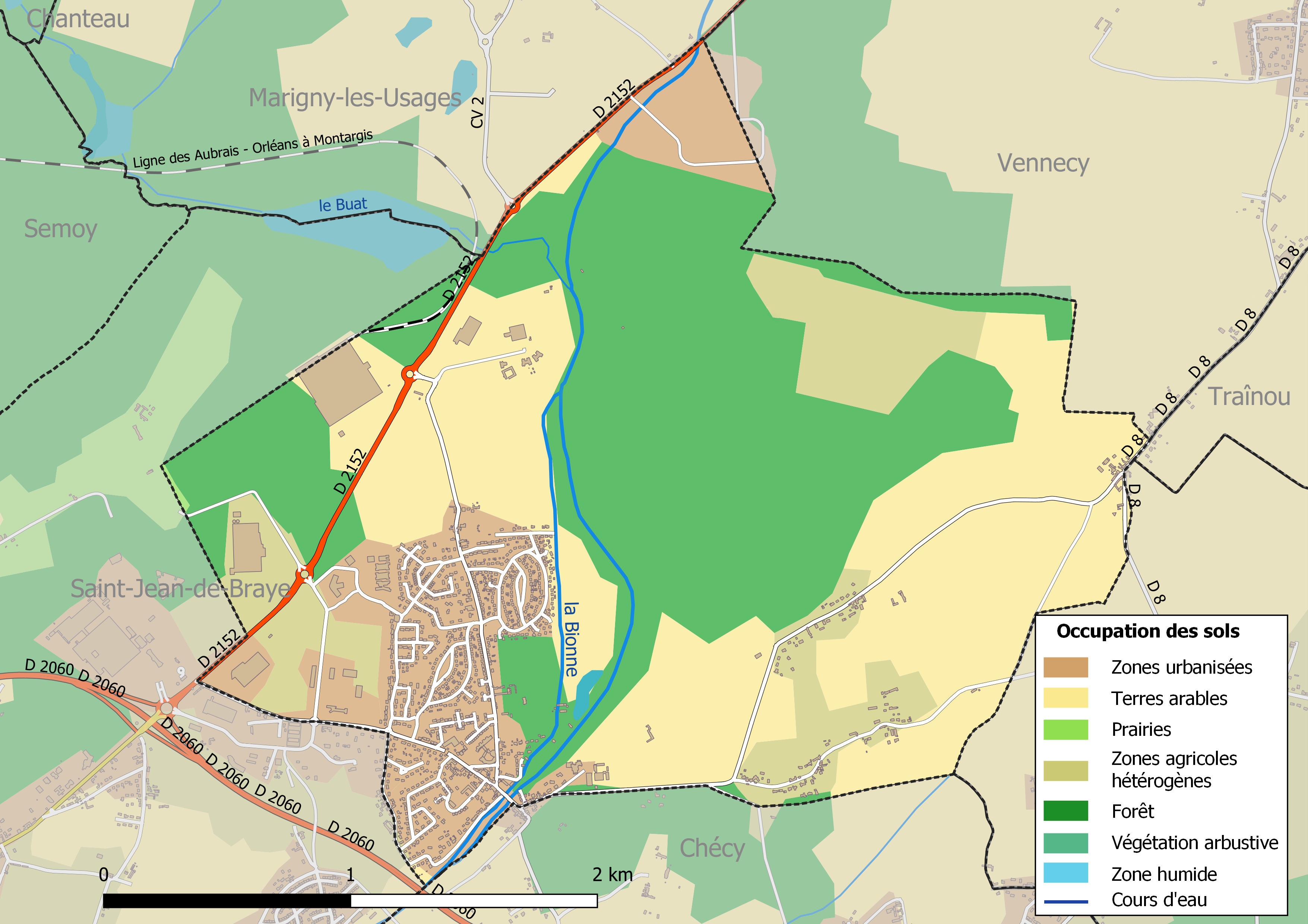
Carte des infrastructures et de l'occupation des sols (CLC) de la commune en 2018.
Carte orthophotographique de la commune en 2016.

### Voies de communication et transports

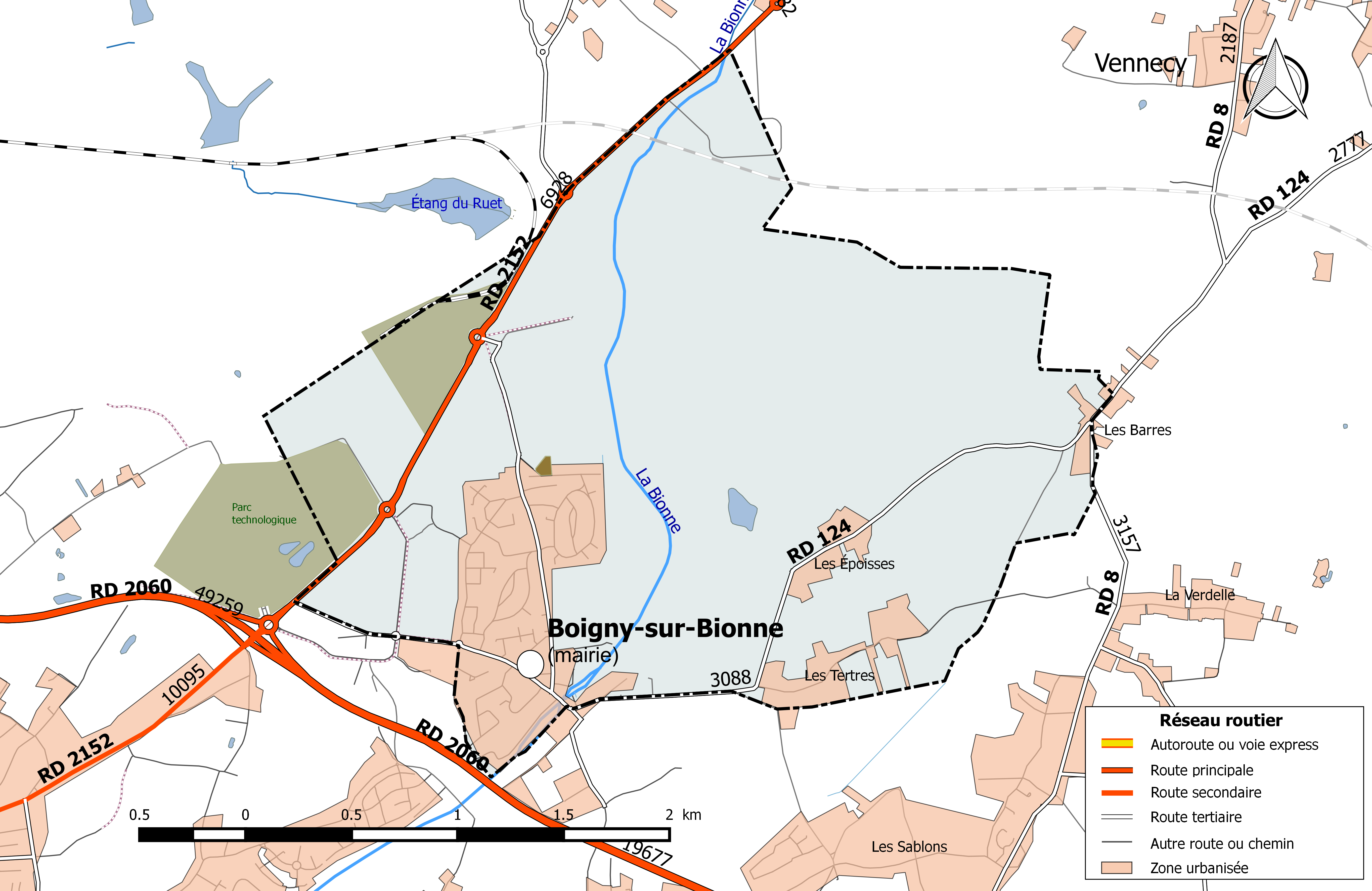
Réseau routier principal de la commune de Boigny-sur-Bionne (avec indication du trafic routier 2014).

#### Réseau routier
Boigny-sur-Bionne est desservie par deux grands axes routiers :
- la route départementale 2060, à deux fois deux voies et d'axe est-ouest (Montargis-Orléans), qui effleure le sud de la commune,
- la route départementale 2152, d'axe nord-sud (Pithiviers-Orléans), qui borde l'ouest de la commune.

La commune est en outre traversée par la route départementale 124.
La commune est desservie par les lignes de bus 12, 15 et la ligne scolaire 57, et depuis 2022 par le service de bus à la demande Résa'Tao.

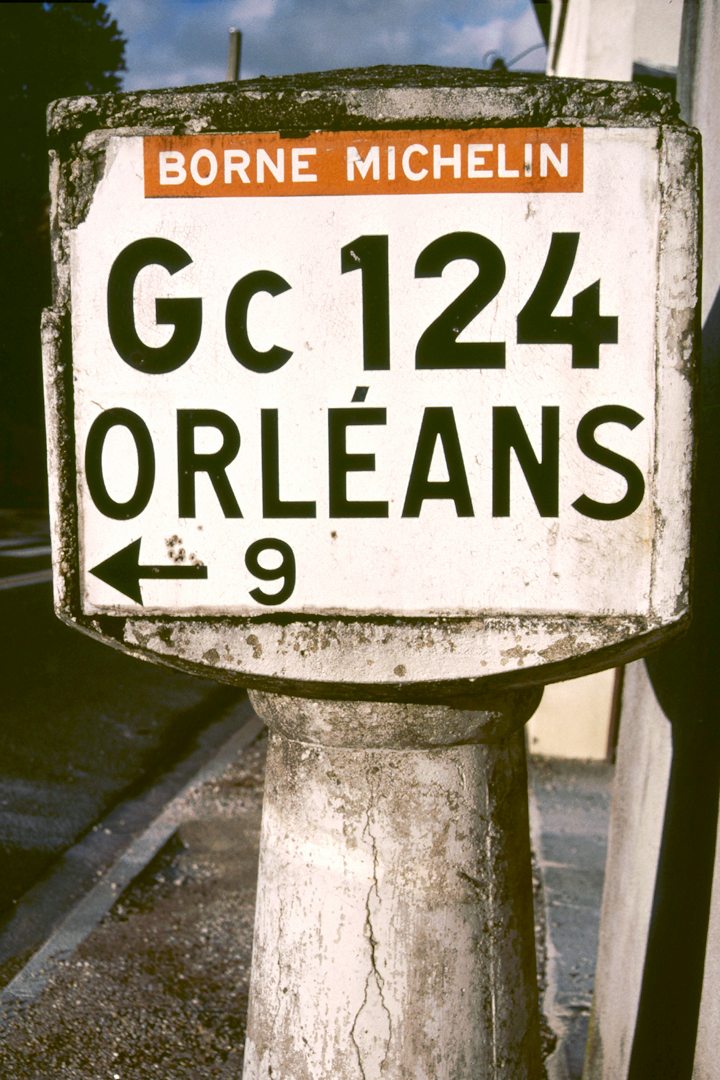
Borne Michelin à l'entrée de Boigny (aujourd'hui disparue)
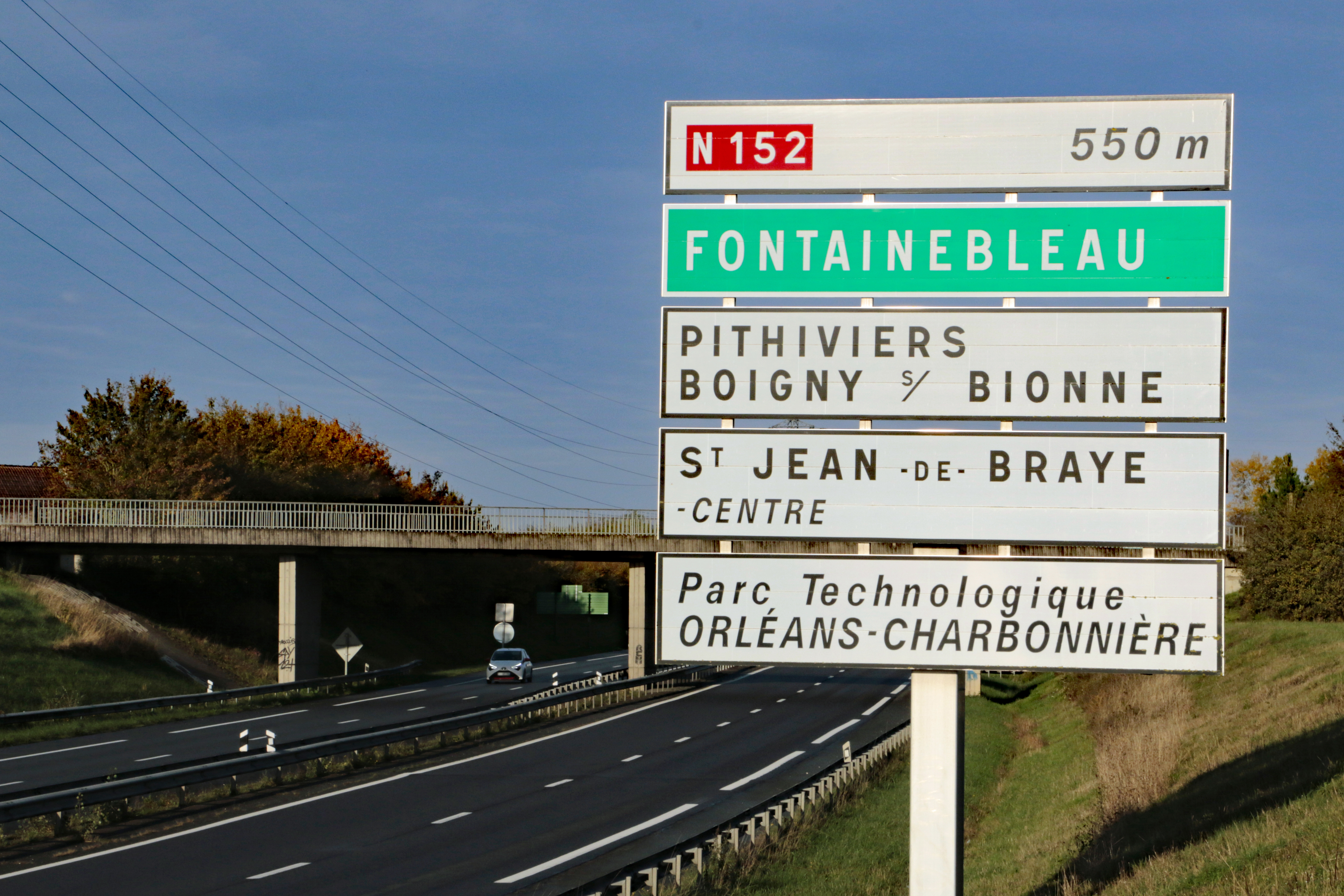
Sortie Boigny sur la RD 2060 (ancienne RN 60)
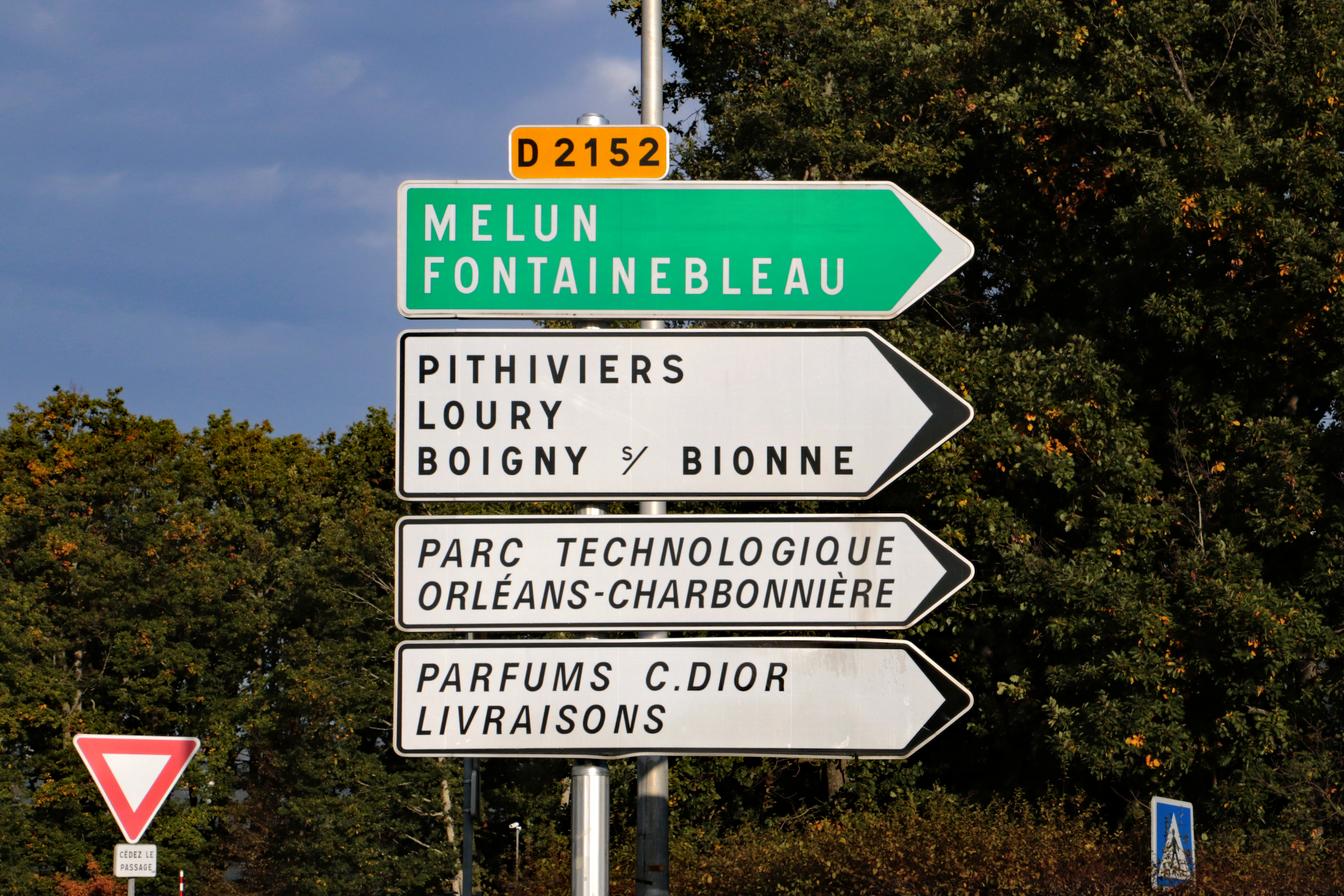
Route départementale 2152 (ancienne RN 152)
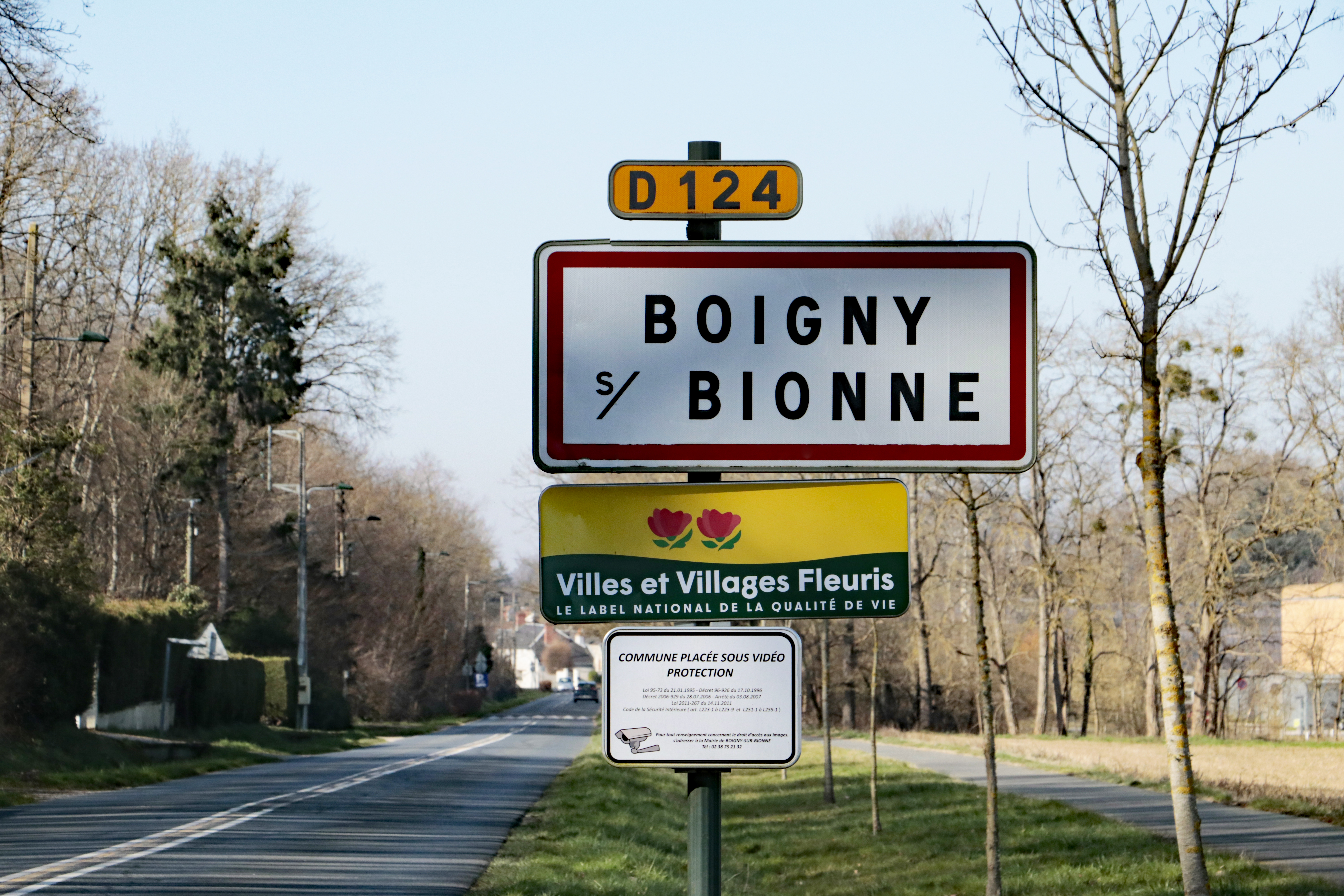
Route départementale 124

#### Réseau ferré
La voie ferrée Les Aubrais-Montargis, désaffectée dans les années 1970, passait à la limite nord de la commune.
Vestige de cette ligne, une voie réservée au fret dessert l'entreprise de transport et de logistique GXO. Elle voit circuler environ quatre-vingt-dix trains par an.

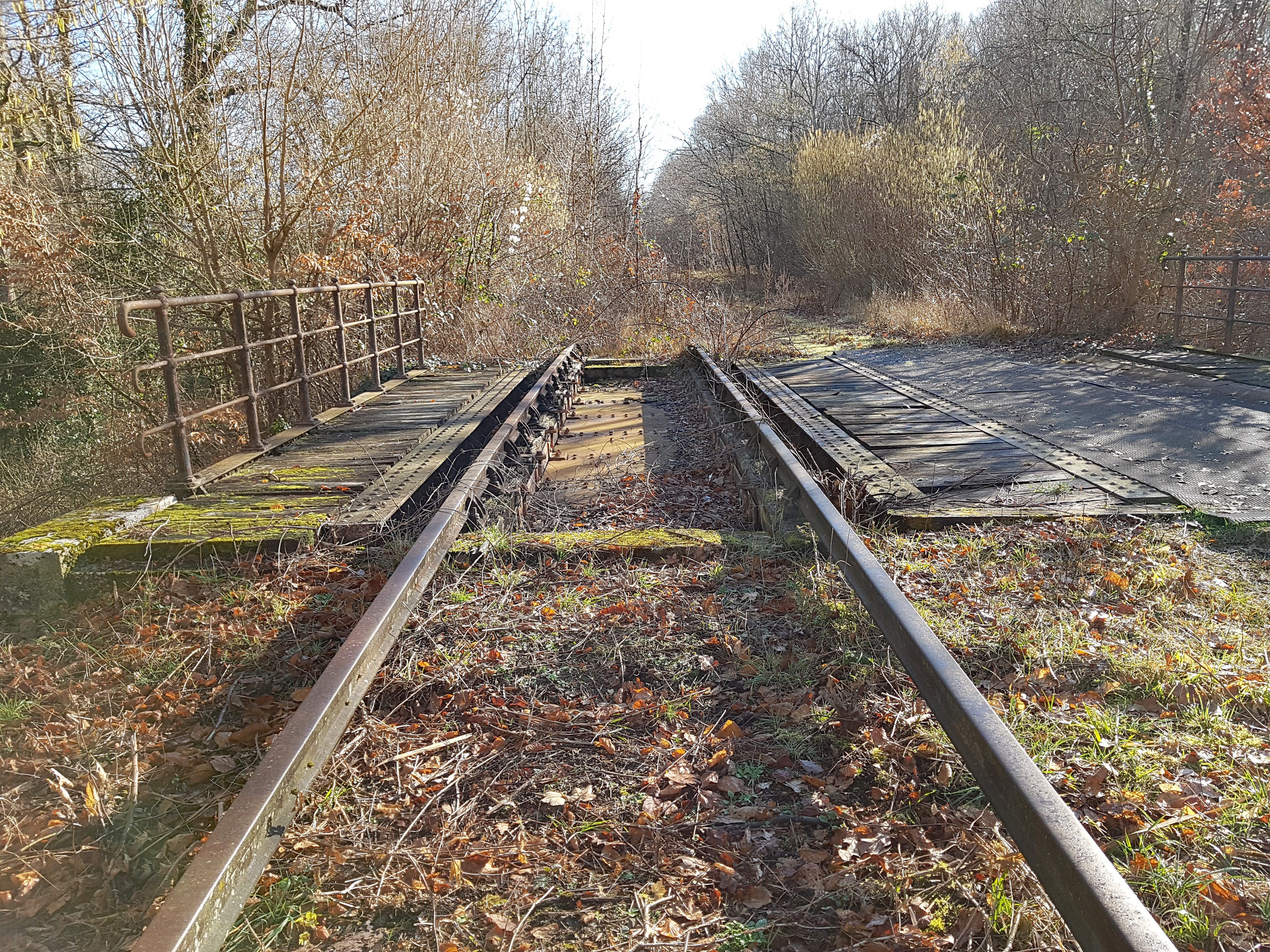
Voie ferrée désaffectée au nord de Boigny
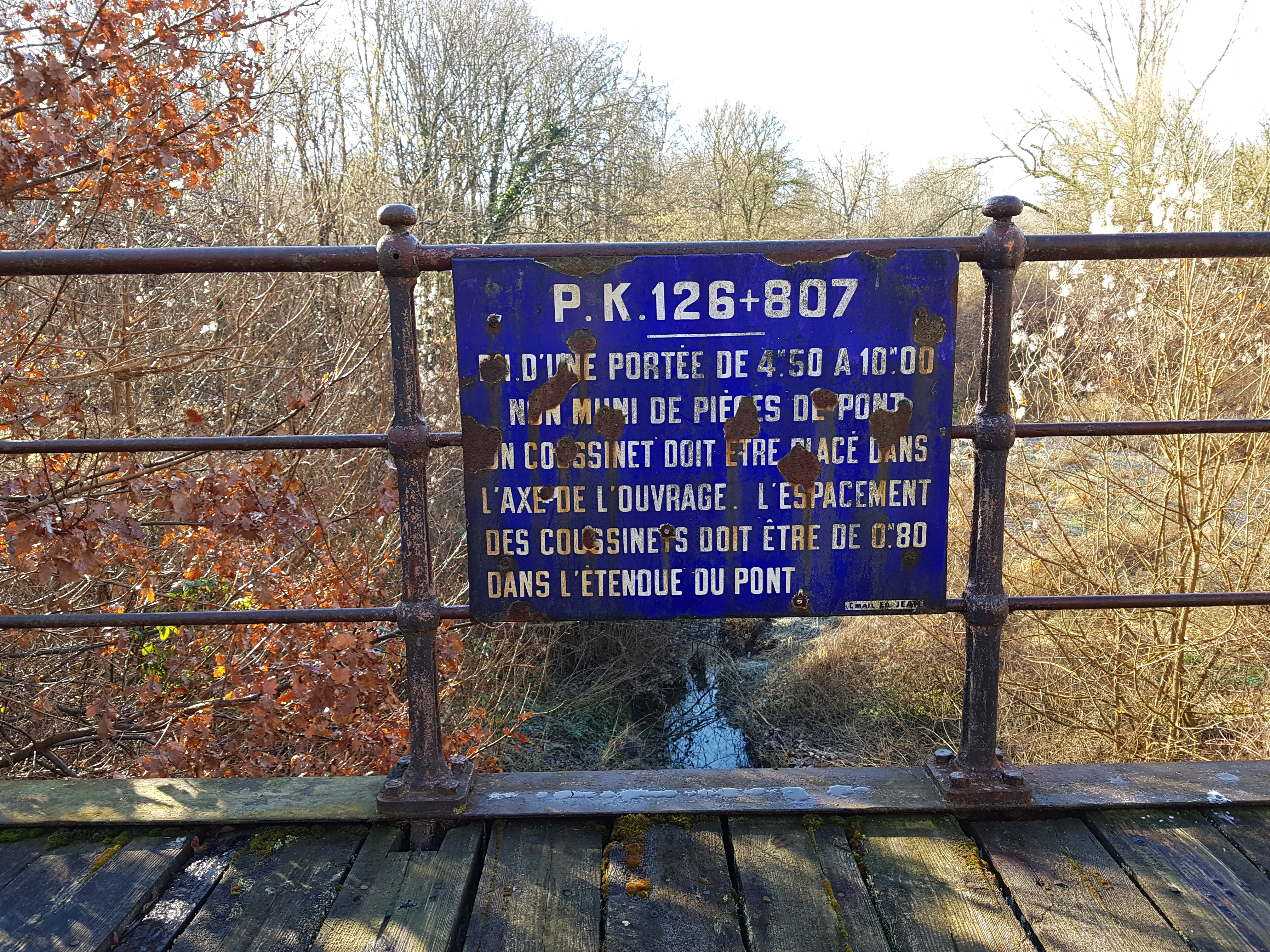
Voie ferrée désaffectée, au point kilométrique 126.807

### Risques naturels et technologiques
La commune de Boigny-sur-Bionne est vulnérable à différents aléas naturels : climatiques (hiver exceptionnel, canicule, inondation), mouvements de terrain ou sismique (sismicité très faible).
Elle est également exposée à un risque technologique : le risque de transport de matières dangereuses

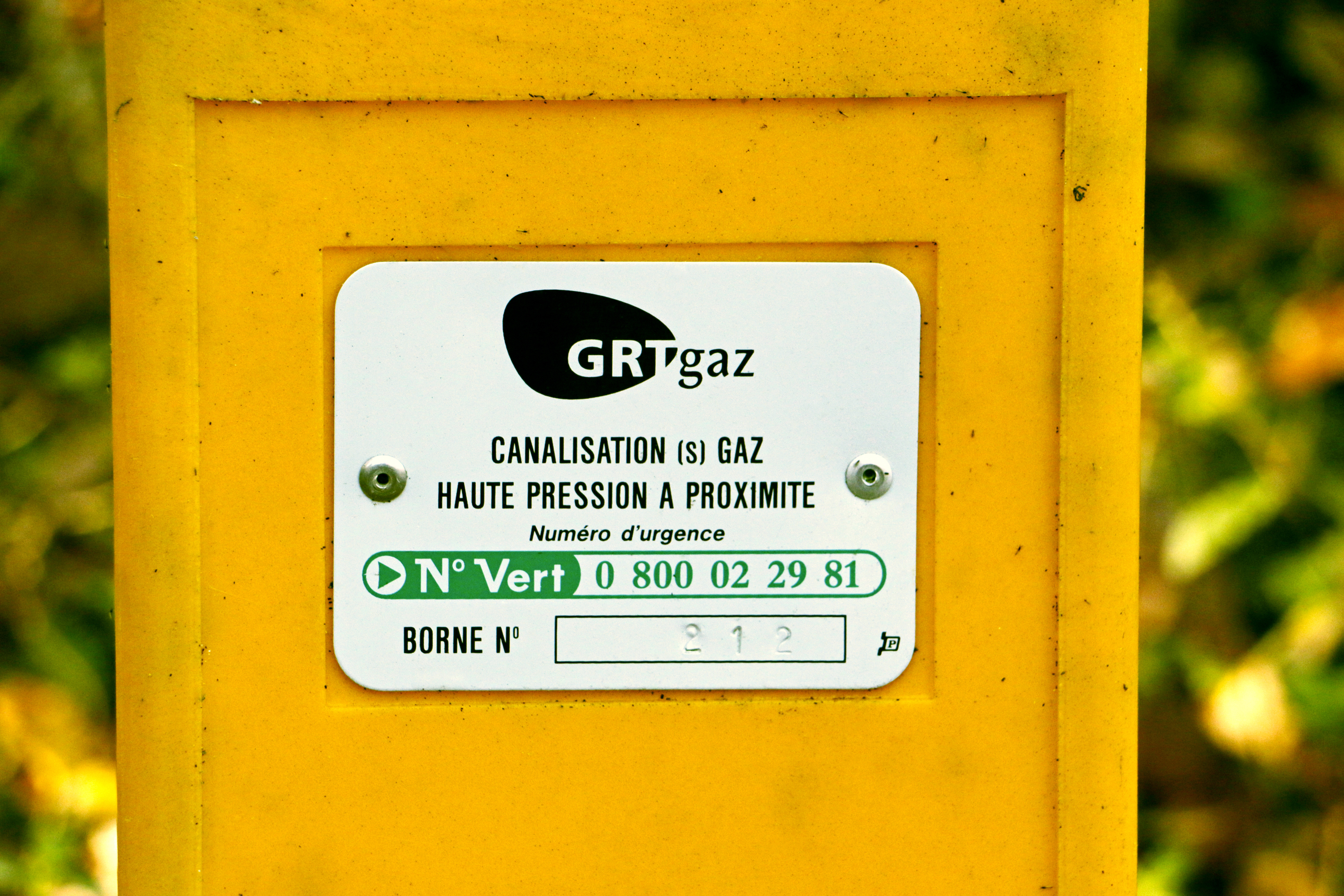
Canalisation de gaz sous haute pression près de Boigny.

.

#### Risques naturels
Entre 1989 et 2021, neuf arrêtés ministériels ayant porté reconnaissance de catastrophe naturelle ont été pris pour le territoire de la commune : quatre pour des inondations et coulées de boue et cinq pour des mouvements de terrain.
Le sol du territoire communal peut faire l'objet de mouvements de terrain liés à la sécheresse. Le phénomène de retrait-gonflement des argiles est la conséquence d'un changement d'humidité des sols argileux. Les argiles sont capables de fixer l'eau disponible mais aussi de la perdre en se rétractant en cas de sécheresse. Ce phénomène peut provoquer des dégâts très importants sur les constructions (fissures, déformations des ouvertures) pouvant rendre inhabitables certains locaux. Celui-ci a particulièrement affecté le Loiret après la canicule de l'été 2003. Une grande partie du territoire de la commune est soumis à un aléa « moyen » face à ce risque, selon l'échelle définie par le Bureau de recherches géologiques et minières (BRGM).
Le territoire de la commune peut être concerné par un risque d'effondrement de cavités souterraines non connues. Une cartographie départementale de l'inventaire des cavités souterraines et des désordres de surface a été réalisée. Il a été recensé sur la commune plusieurs effondrements de cavités.
Depuis le 22 octobre 2010, la France dispose d’un nouveau zonage sismique divisant le territoire national en cinq zones de sismicité croissante. La commune, à l’instar de l’ensemble du département, est concernée par un risque très faible.

#### Risques technologiques
La commune est exposée au risque de transport de matières dangereuses, en raison du passage sur son territoire d'une canalisation de gaz naturel et d'itinéraires routiers structurants supportant un fort trafic (les routes départementales 2152 et 2060),.

## Toponymie

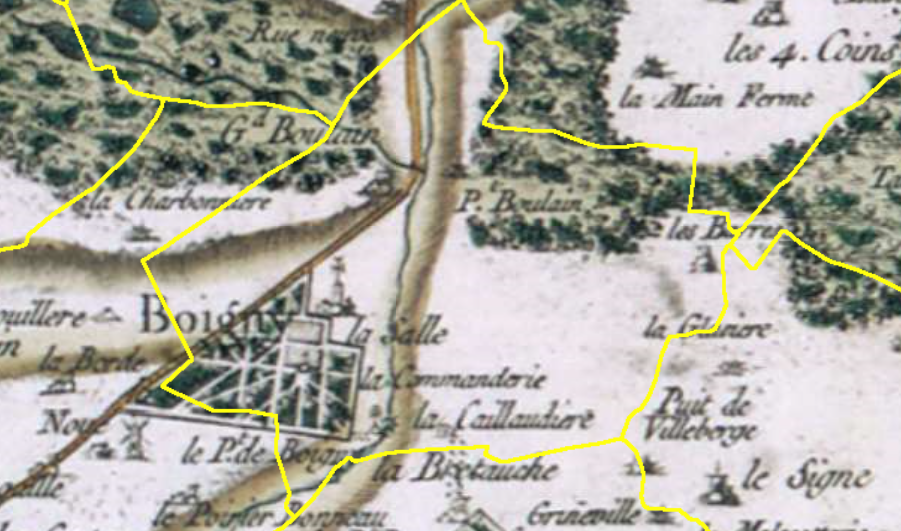
Boigny-sur-Bionne sur la carte de Cassini (limites communales modernes en jaune).

Boigny pourrait être dérivé du bas latin Boniacus, formé à partir du gentilice Bonius — issu de Bonus, « Le Bon », ou du gaulois Bonos —, et du suffixe acus,.
La première mention du lieu apparaît en 1321 dans le cartulaire de Sainte-Croix sous le terme Bonhiaco (Ecclesia de Bonhiaco, 1321, Cartulaire de Sainte-Croix, p. 540) et  Boigniaco  (Presbiter de Boigniaco, 1321, ibid., p. 541). La graphie actuelle est attestée à partir de 1401, puis apparaît en 1466, en 1740 ou au XVIIIe siècle sur la carte de Cassini.
Le 7 juin 1918 le Préfet du Loiret fait savoir aux maires du département que le gouvernement a été saisi d'une demande de la chambre de commerce de Paris « tendant à ce qu'un nom de complément soit donné aux localités qui portent une dénomination identique » afin d'éviter toute confusion dans les transmissions postales et le transport des marchandises. Boigny fait partie des communes concernées, puisqu'elle porte le même nom qu'un hameau de la commune de Baulne et un lieu-dit de Méréville, tous deux dans l'Essonne, et qu'un lieu-dit de Villermain (Loir-et-Cher) ; la confusion est également évoquée avec Bonny (Loiret). À l'époque, le conseil municipal ne donne pas suite. Finalement, en 1931, le conseil municipal de Boigny se prononce en faveur de l'adoption du nom de Boigny-sur-Bionne. Le changement de nom est acté par décret préfectoral en date du 21 février 1933.

## Histoire

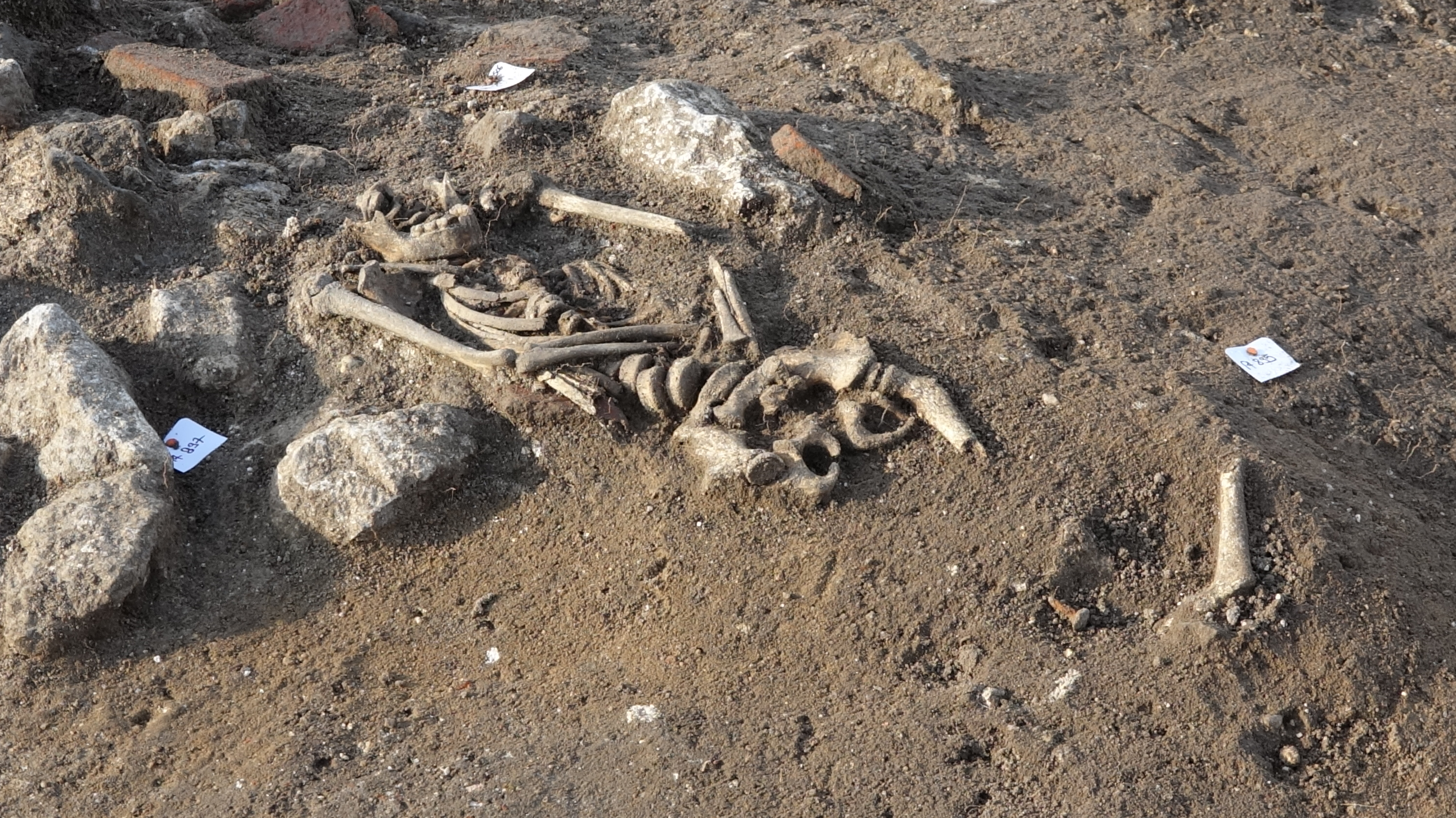
Sépulture mise au jour lors des fouilles archéologiques.

### Antiquité et Moyen Âge
L'occupation de Boigny remonte à l'âge du fer. Des fouilles archéologiques menées en 2019 et en 2021 au nord de l'église ont mis au jour les traces d'une ferme gauloise, les vestiges d'une importante villa gallo-romaine, et des signes d'occupation médiévale,,,,,.

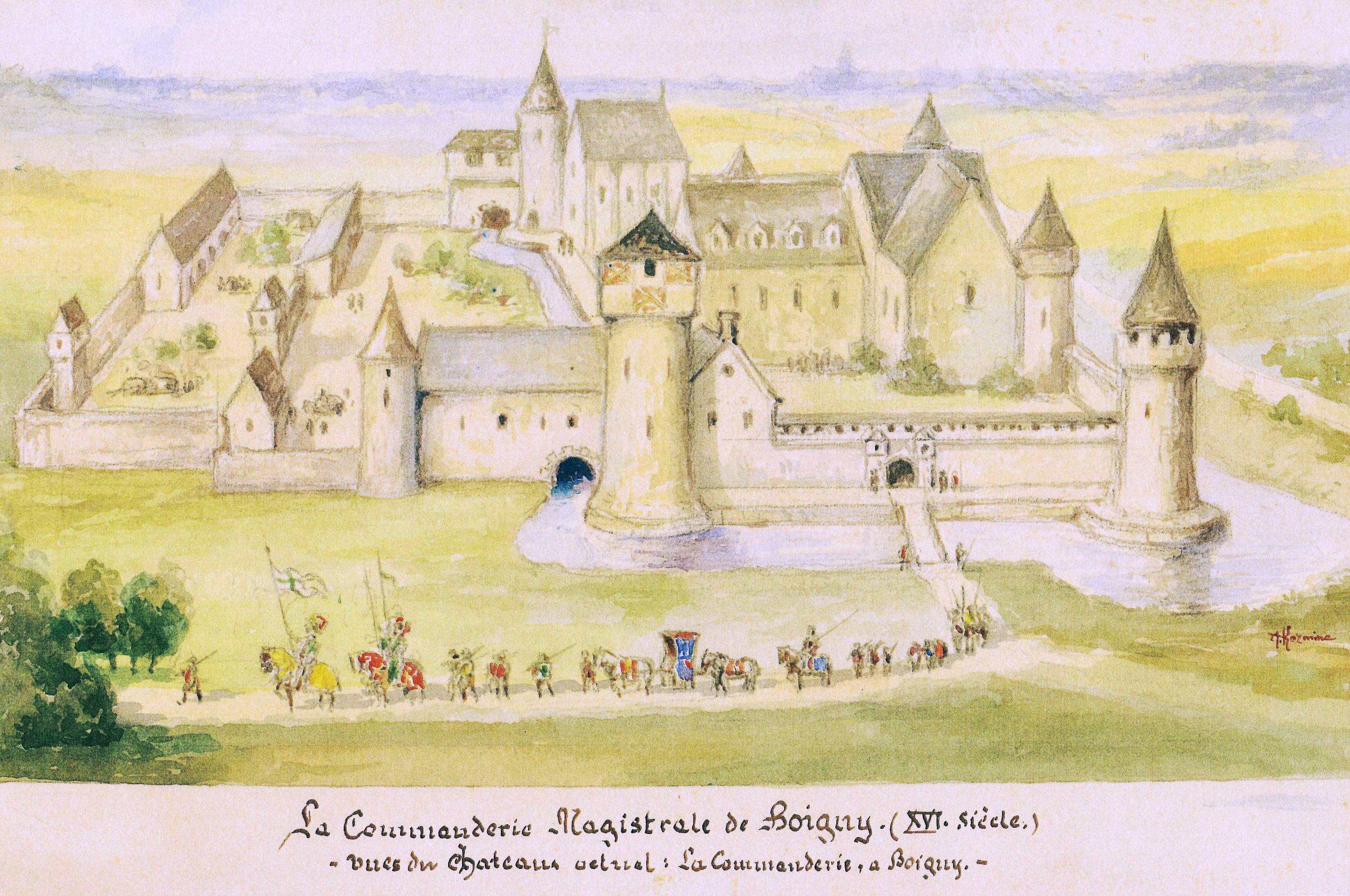
La Commanderie Magistrale de Boigny (XVIe siècle).
Vue d'artiste, par A. Kozmine
(début du XXe siècle).

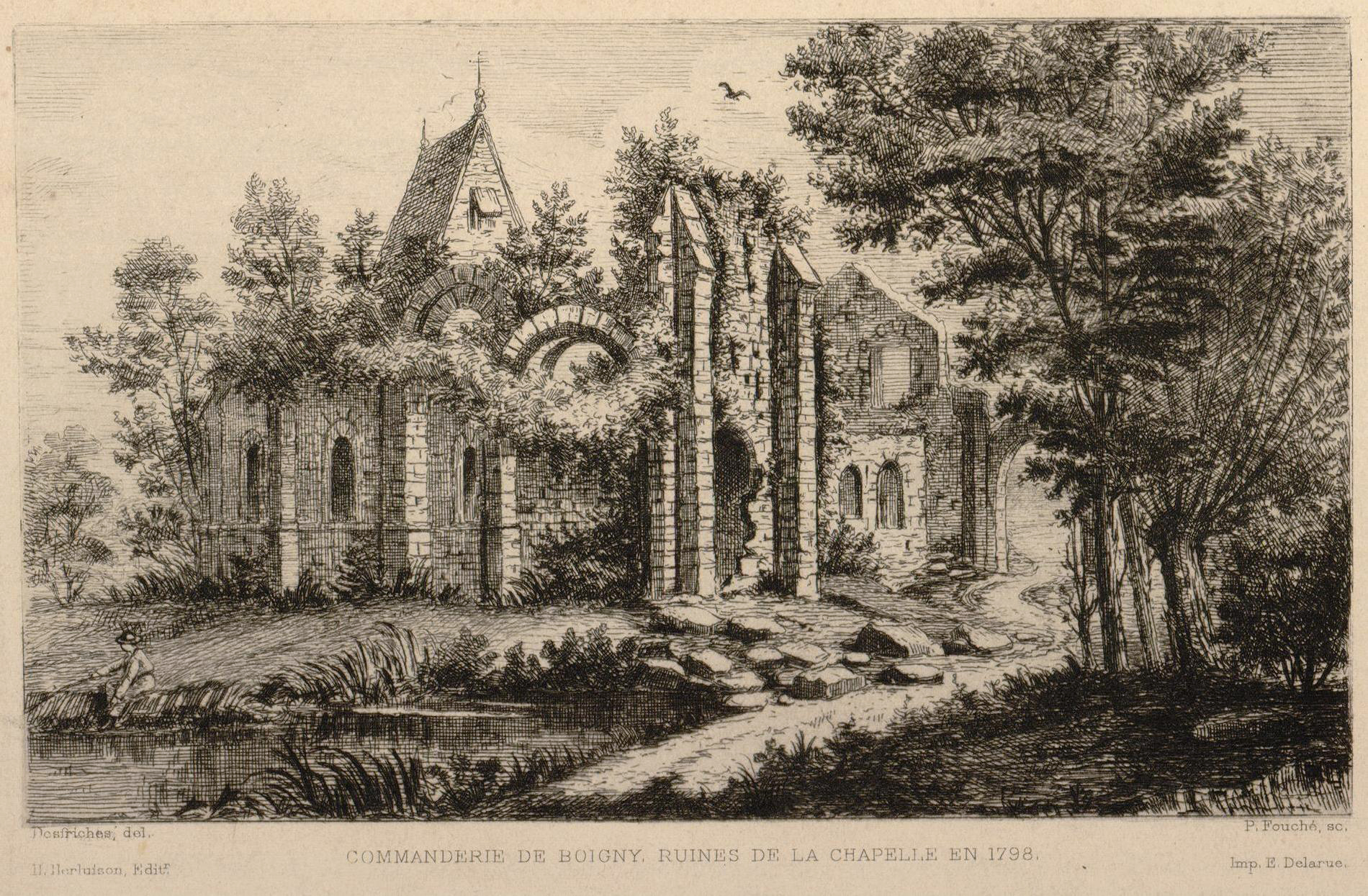
Commanderie de Boigny,
ruines de la chapelle en 1798.
Aignan-Thomas Desfriches.

En 1154, le mariage de Louis VII dit le jeune avec Constance de Castille est célébré à Orléans — ou à Boigny-sur-Bionne selon certaines sources. La même année, Louis VII fait don du domaine royal de Boigny à l’Ordre de Saint-Lazare de Jérusalem, qui y installe une léproserie.
En 1254, Louis IX dit Saint Louis confirme les donations de ses prédécesseurs. La commanderie de Boigny devient le siège de l’Ordre des Chevaliers de Saint-Lazare. Aujourd'hui encore, le château de Boigny reste la commanderie magistrale de l'Ordre militaire et hospitalier de Saint-Lazare.

### Révolution française,XIXesiècle
L'année 1790 voit l’élection du premier maire, qui n’est autre que le curé, et la vente du château et du presbytère comme biens nationaux.
En 1865, à la suite des lois de Jules Ferry, l’école est construite. Elle deviendra plus tard une annexe de la mairie, puis la salle du conseil municipal.
Pendant la guerre franco-allemande de 1870, Boigny est occupé par les Prussiens. Le village doit verser une indemnité de guerre de 200 francs.

### XXeetXXIesiècles
Première Guerre mondiale

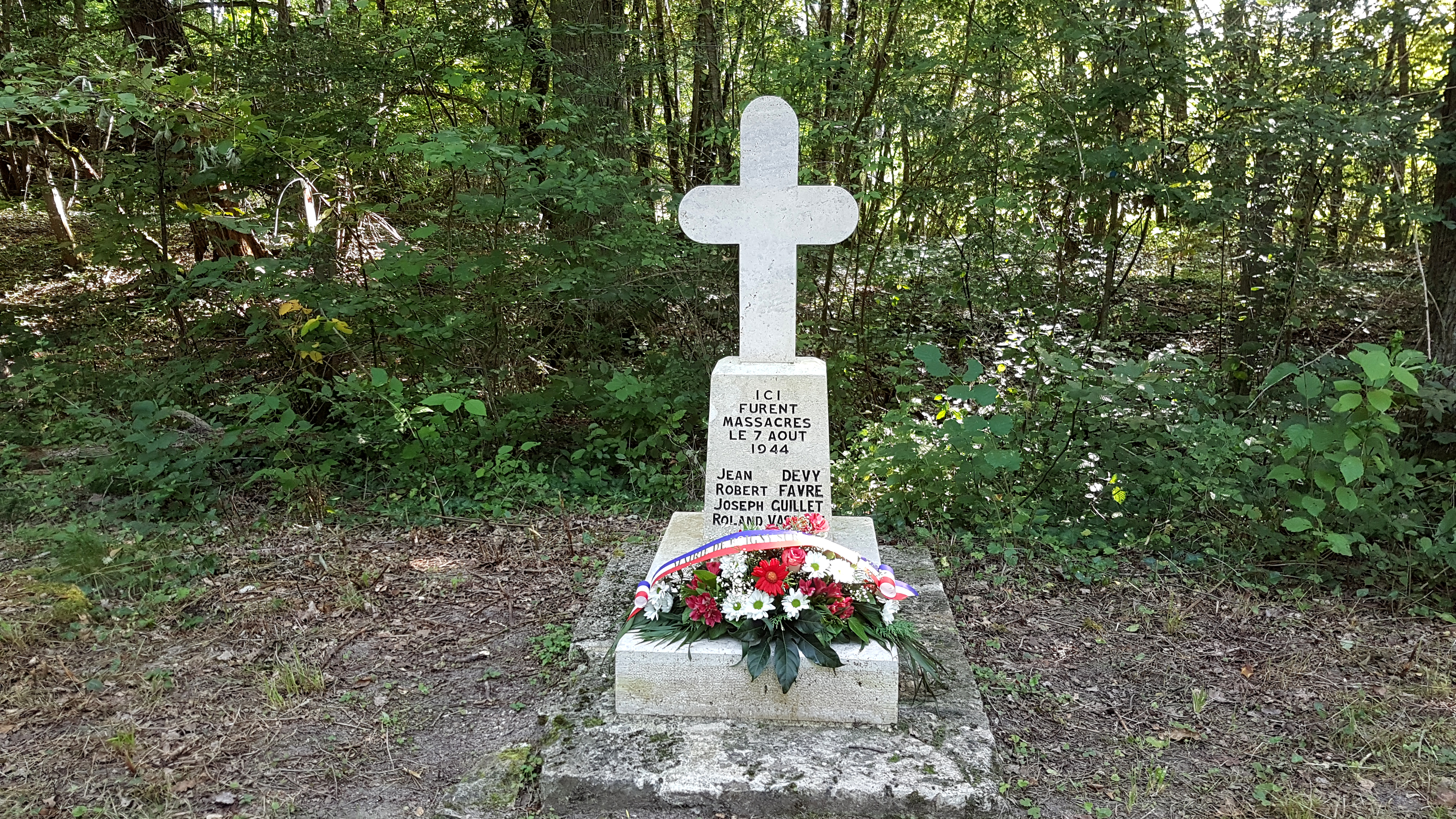
Monument aux fusillés du 7 août 1944 dans la forêt de Charbonnière.

Le parc du château de la Salle accueille le 138e régiment d'infanterie territoriale pendant son entraînement.
Dix-sept habitants de Boigny meurent sous l'uniforme.
Après la guerre, à la suite d'une erreur dans le rapatriement des corps, un soldat de Rang, dans le Doubs, se retrouve inhumé dans le cimetière communal.
Seconde Guerre mondiale
Cinq hommes sont faits prisonniers de guerre, un travailleur est requis par l'occupant allemand.
Au printemps 1944, un inconnu est fusillé dans le bois des Trois Arches.
Le 7 août 1944, quatre ouvriers agricoles — pris en otages près de Vendôme — sont fusillés dans la forêt de Charbonnière.
Le 17 août 1944, un détachement de la 3e armée du général Patton franchit le pont sur la Bionne.

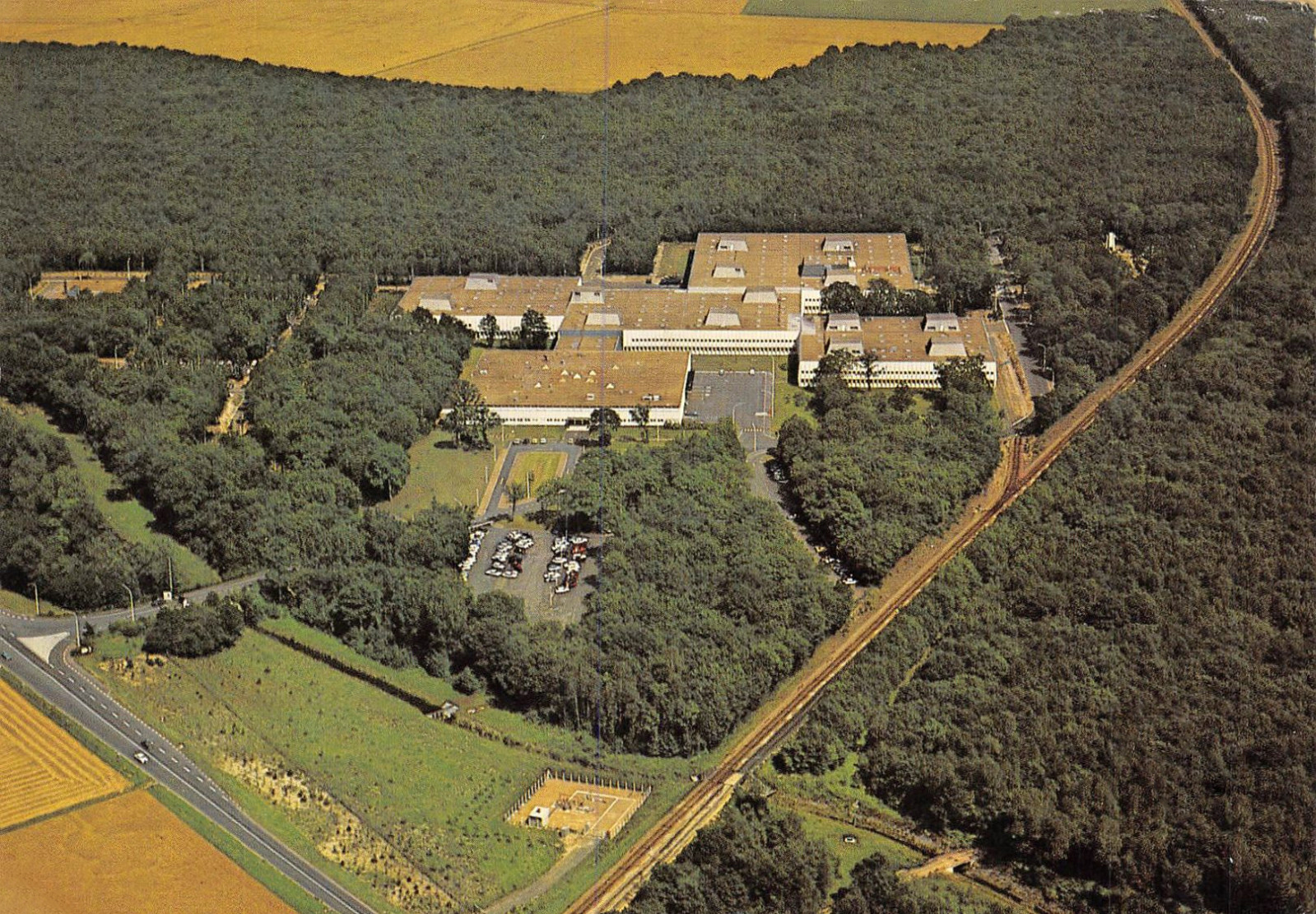
Ancien site IBM-Lexmark, et premier entrepôt d'Amazon France.

Le tournant économique et démographique des années 1970
Les années 1970 marquent un tournant majeur pour la commune : en seulement quelques années, avec la construction de plusieurs lotissements, la population passe de 200 à 1 500 habitants.
Le principal moteur de ce développement est l'implantation d'un important site d'IBM au nord de la commune. Dans les années 1990, IBM transfère son activité imprimantes à Lexmark, toujours sur le même site,. Lexmark finit par délocaliser sa production et cesse son activité à Boigny.
XXIe siècle
En 2000, Boigny participe à un autre tournant économique et sociétal, celui du commerce en ligne. L'ancien site IBM/Lexmark — Les Trois Arches — est choisi par Amazon pour devenir sa première plateforme logistique en France,,. Se trouvant à l'étroit, Amazon a déménagé à Saran, toujours dans la métropole orléanaise, en 2007.

### Galeries

Bourg, église
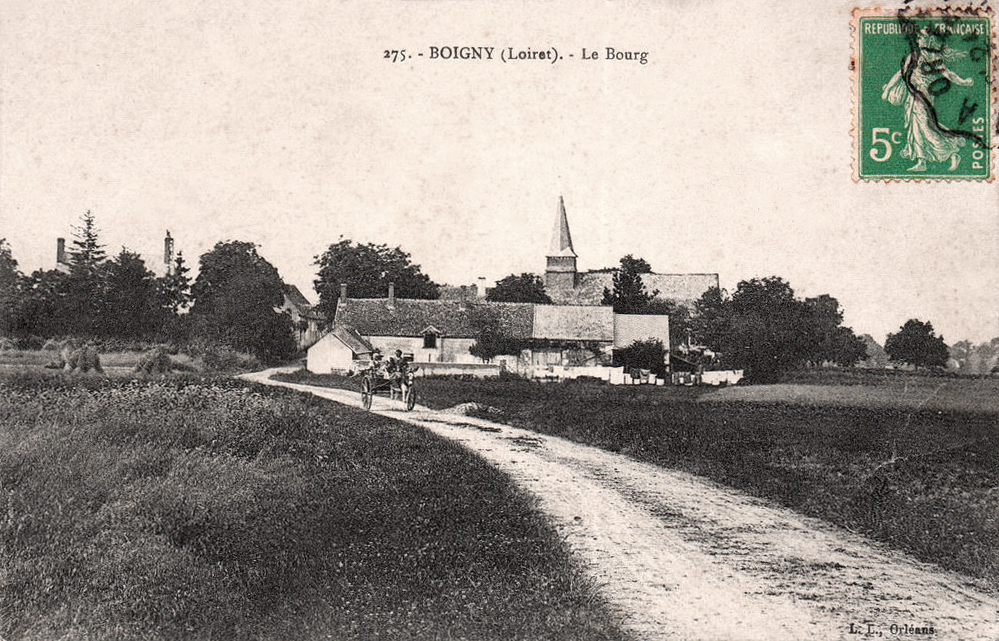
Le bourg et l'église vers 1910
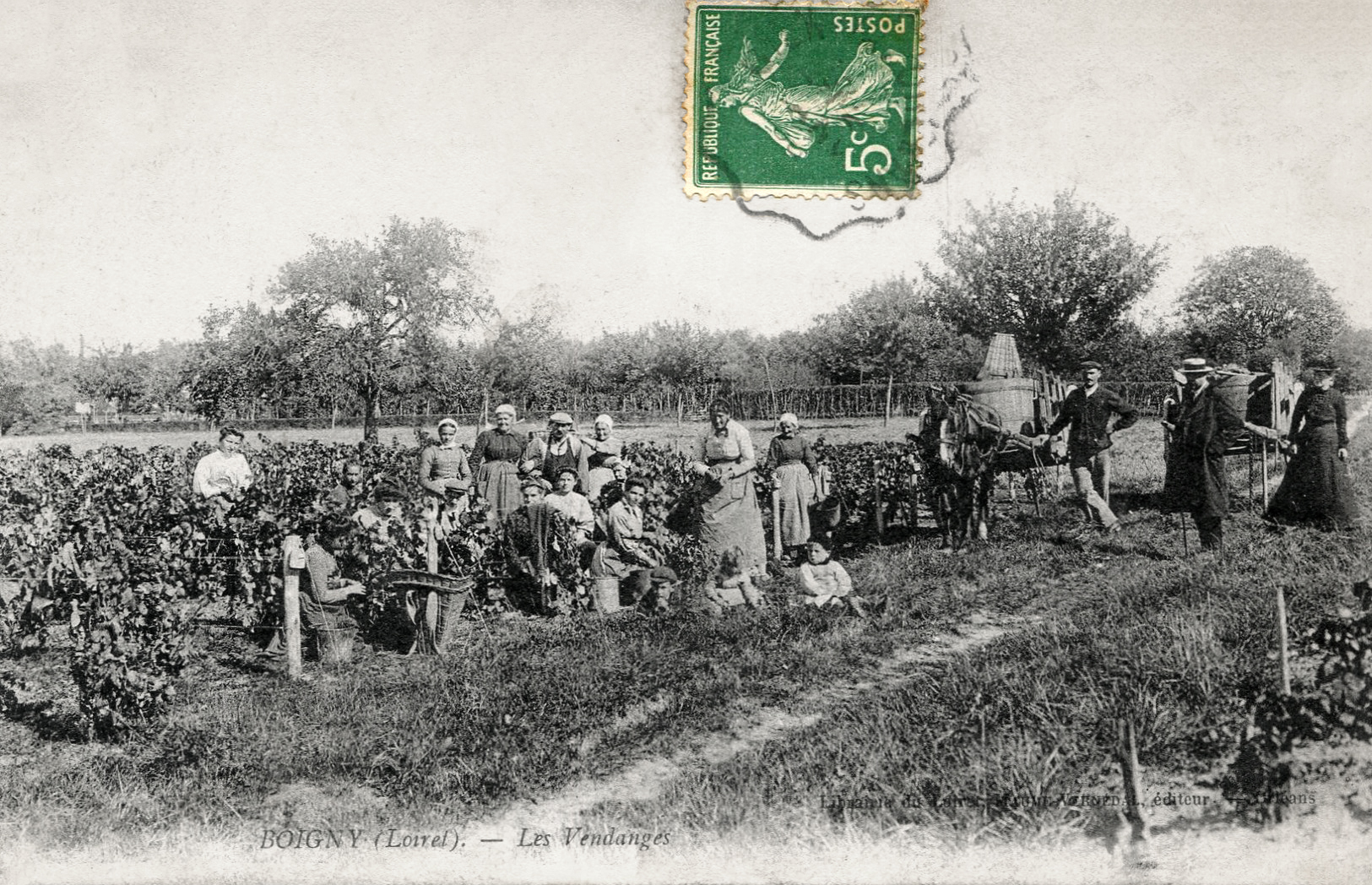
Les vendanges vers 1910

Pont sur la Bionne
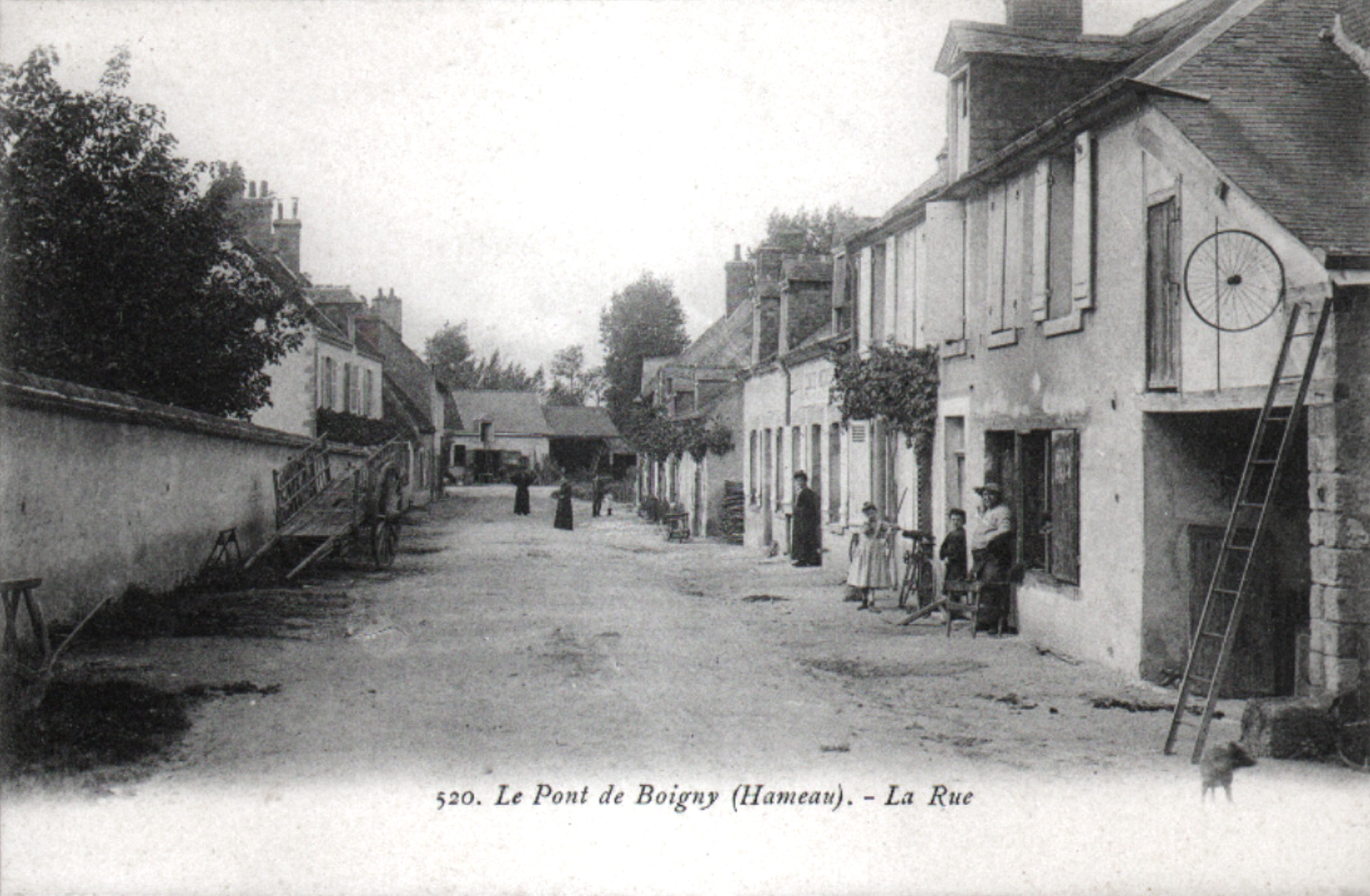
Lieu-dit Pont de Boigny (aujourd'hui rue de Ponchapt)
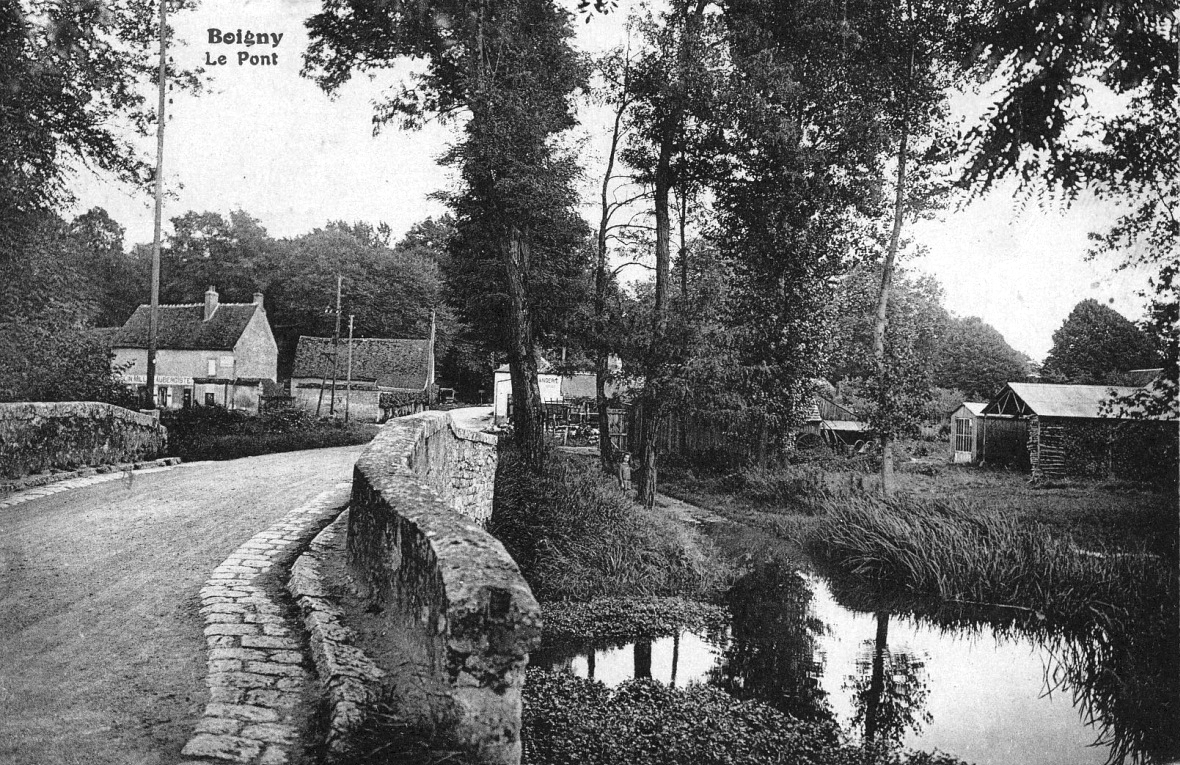
Le pont sur la Bionne, en direction de Chécy
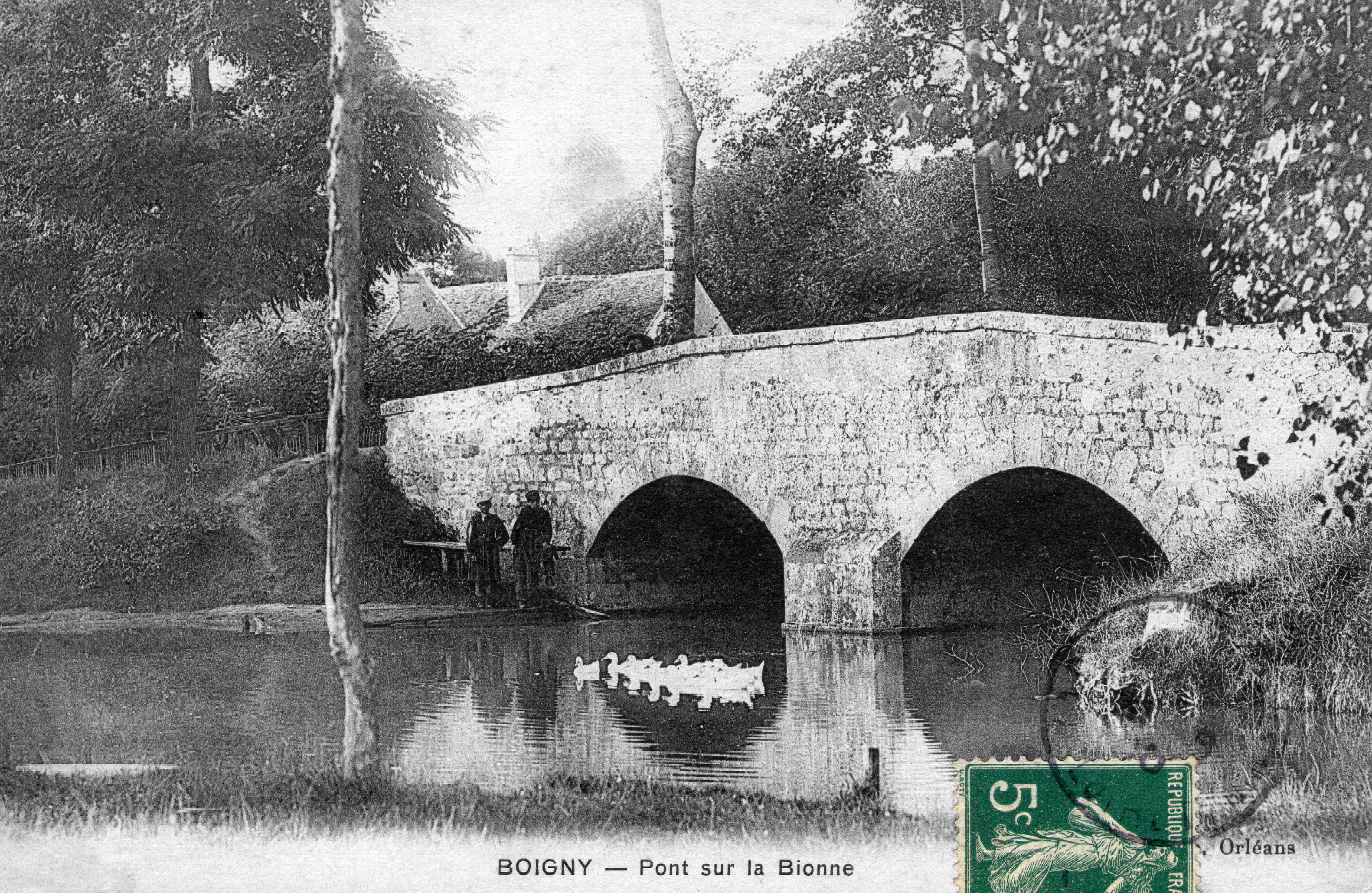
Le pont sur la Bionne vers 1910
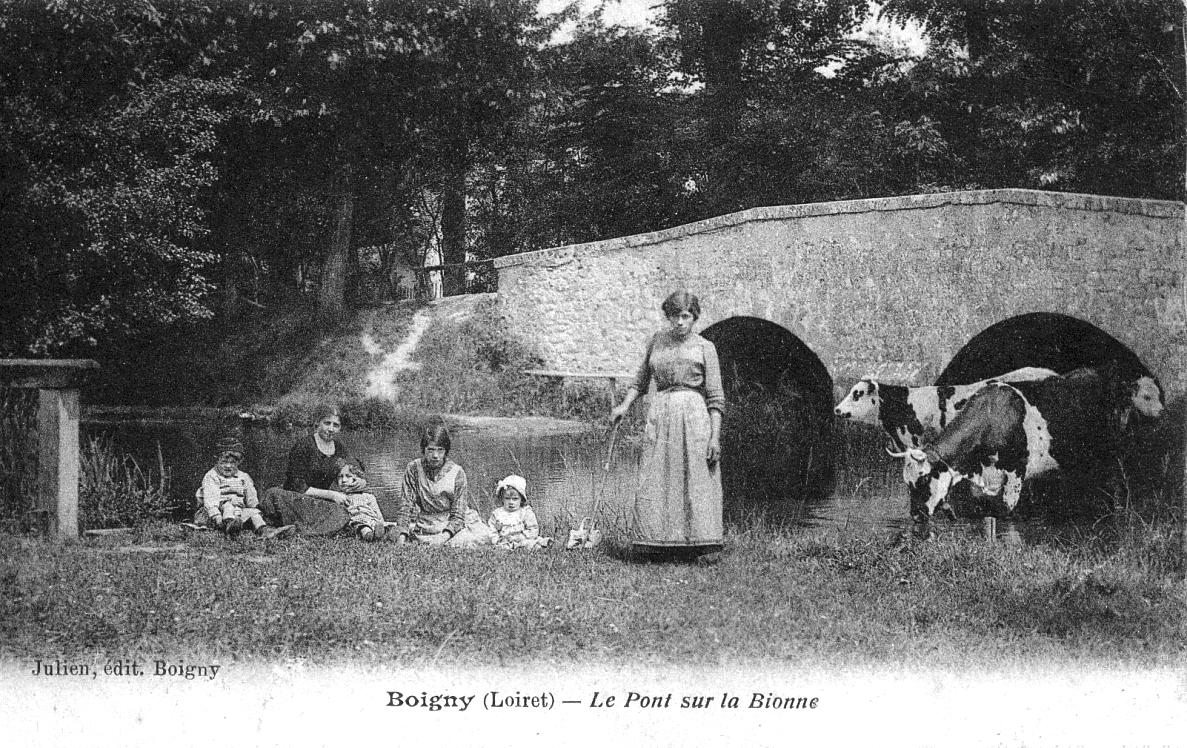
Le pont sur la Bionne
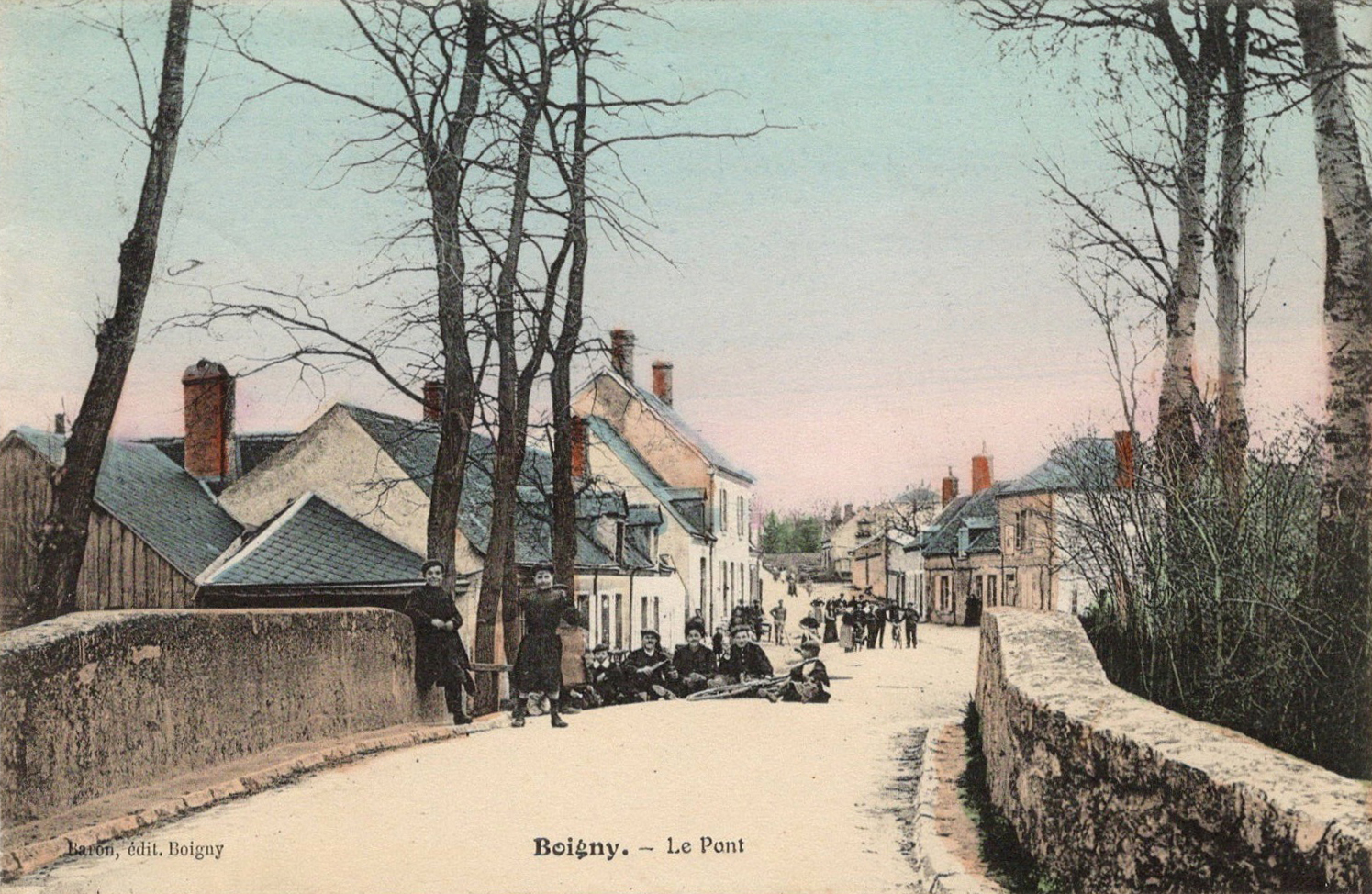
Le pont et la place

Café de la Place (devenu café de l'Espérance puis café des Sports)
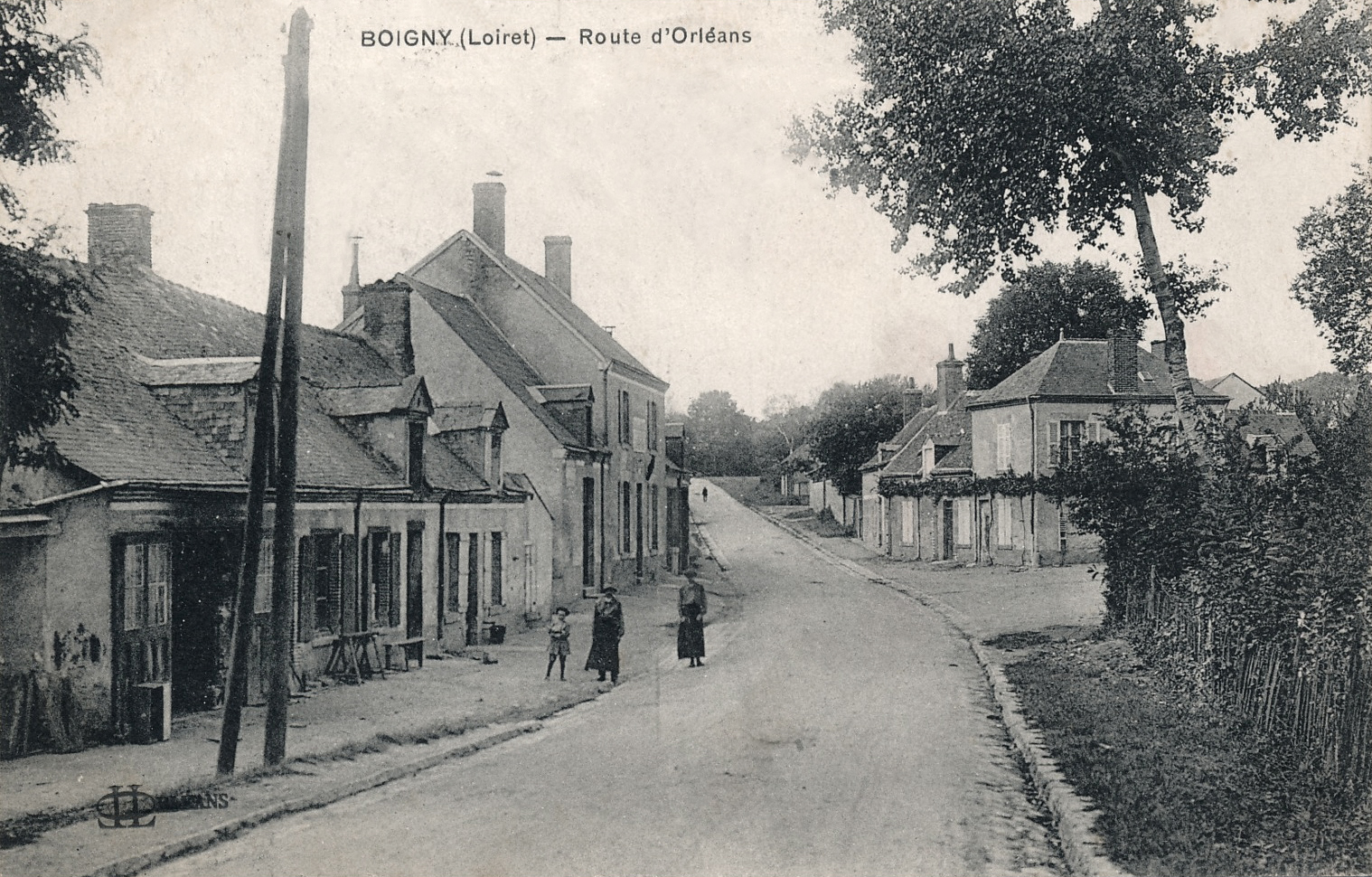
Le café et la place vers 1920
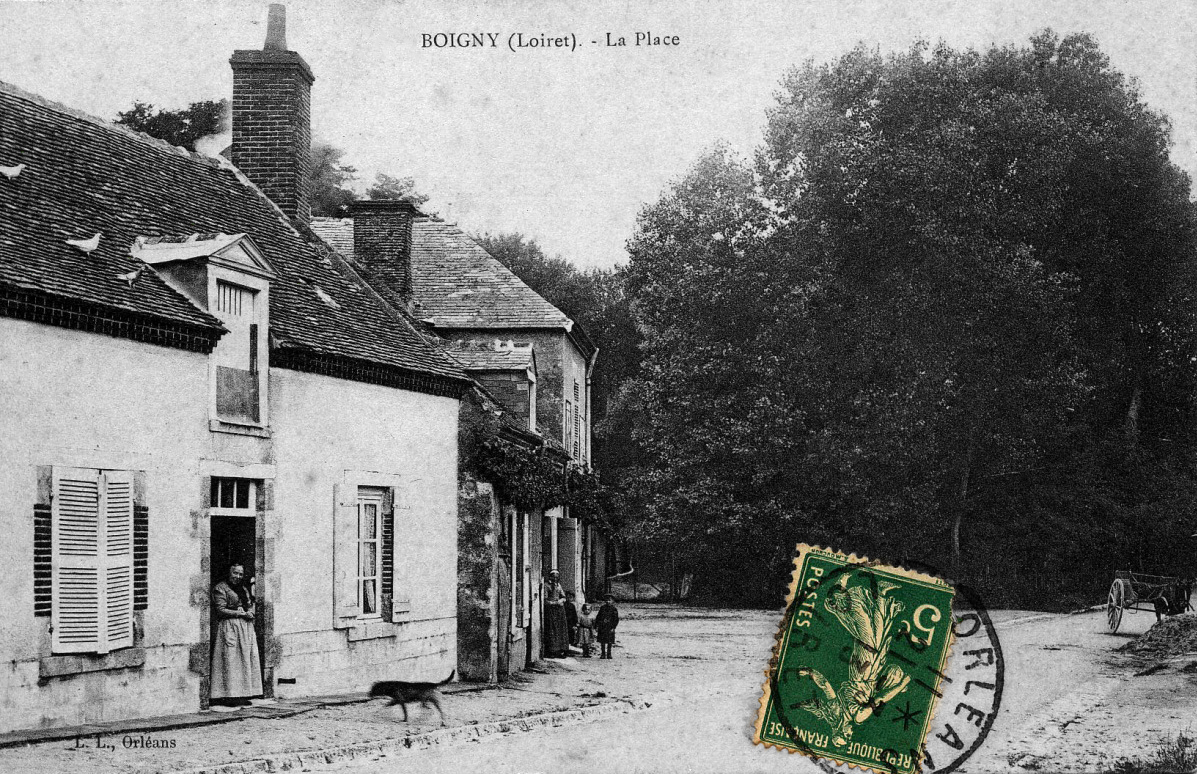
La future place des Chevaliers de St-Lazare vers 1910
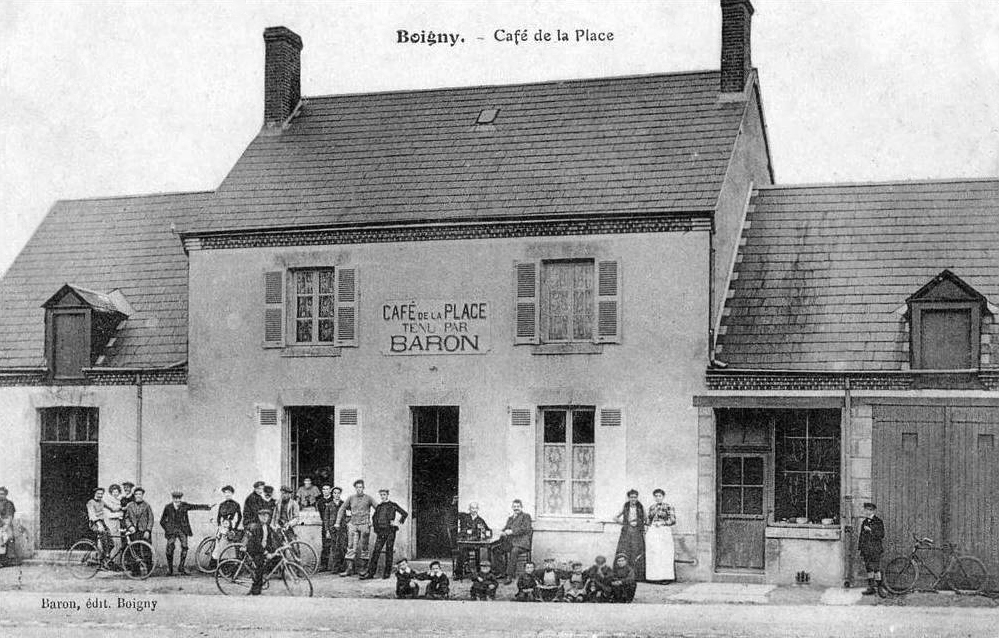
Le café de la Place vers 1920
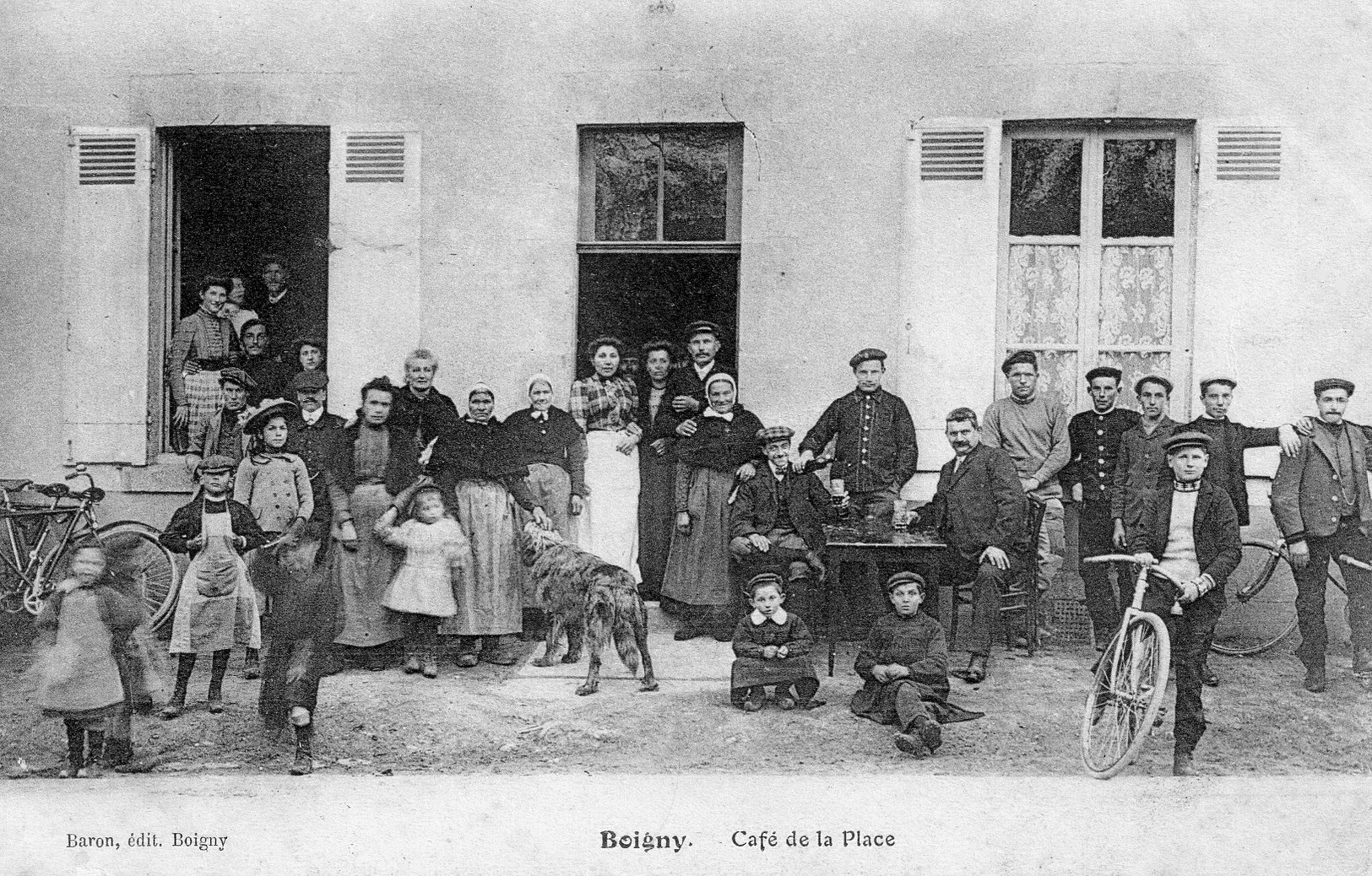
Le café de la Place (devenu café de l'Espérance puis café des Sports)

Café de l'Espérance (devenu café des Sports) et café de la Mairie (devenue boucherie)
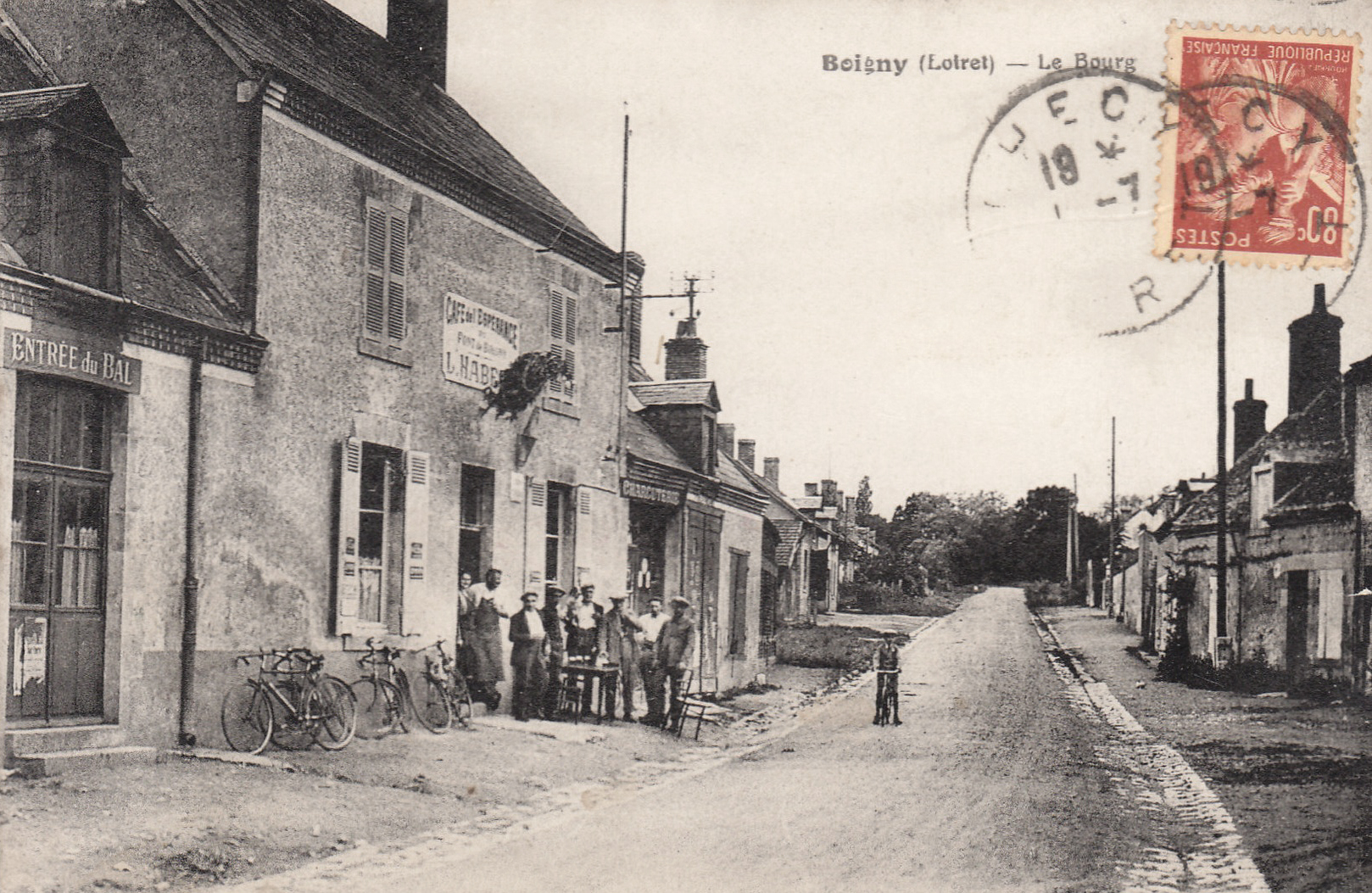
Le café de l'Espérance (actuel café des Sports) vers 1940
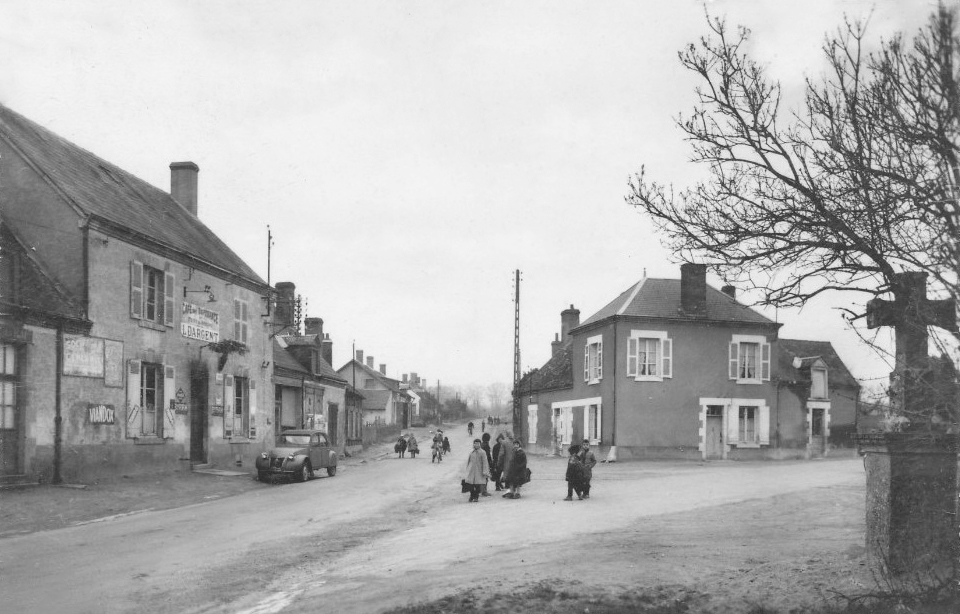
La place et le café de l'Espérance vers 1950
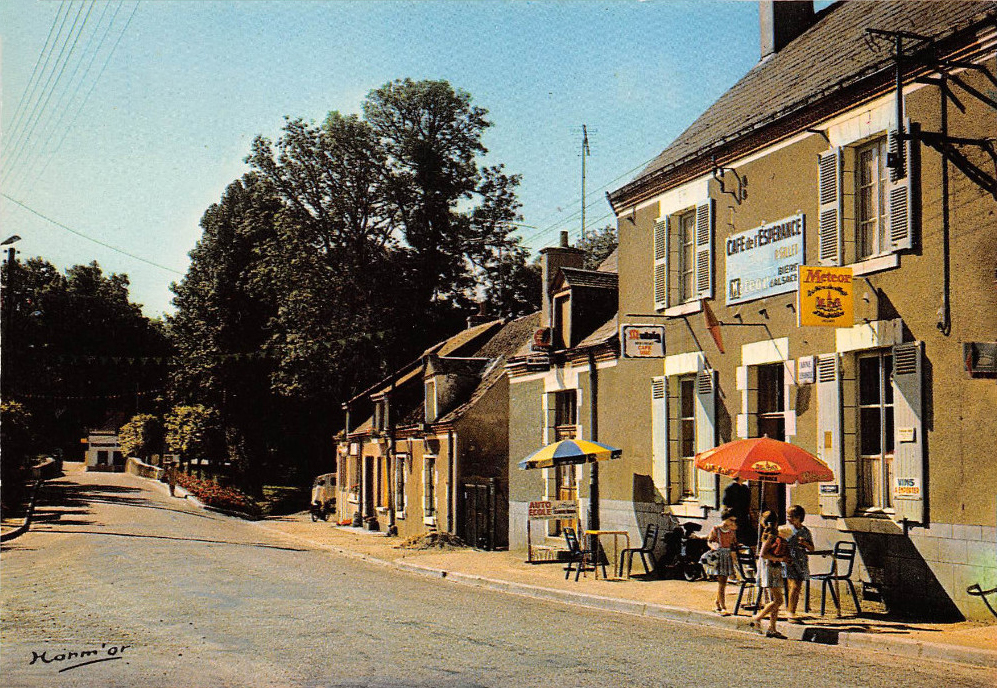
Le café de l'Espérance vers 1960
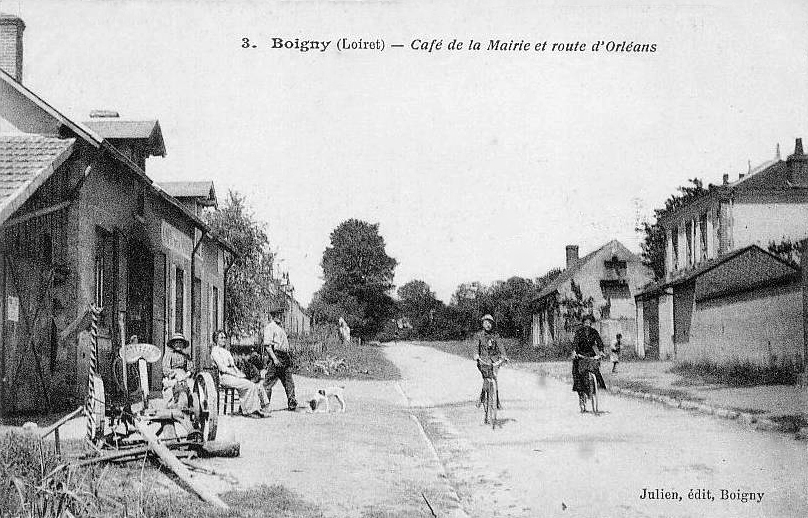
Café de la Mairie et route d'Orléans
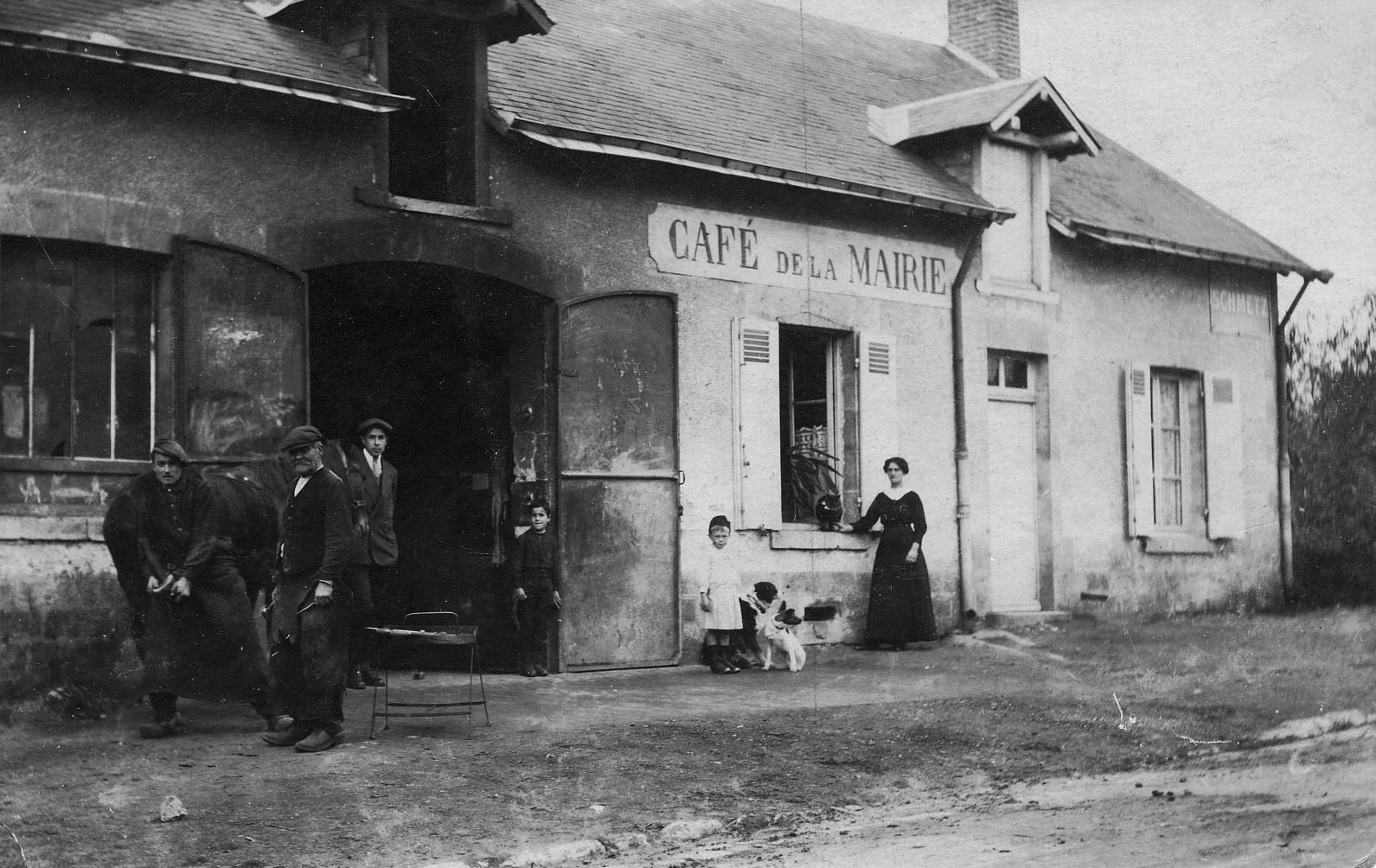
Café de la Mairie (future boucherie)

## Politique et administration

### Découpage territorial

#### Organisation territoriale issue de la Révolution française et de l'Empire
Le décret de l'Assemblée Nationale du 12 novembre 1789 décrète « il y aura une municipalité dans chaque ville, bourg, paroisse ou communauté de campagne ». En 1790, dans le cadre de la création des départements, le Loiret compte 367 municipalités, rattachées à 59 cantons et 7 districts. La municipalité de Boigny est rattachée au canton de Saint-Jean-de-Braye et au district d'Orléans. Le terme « commune », au sens de l’administration territoriale actuelle, est imposé par le décret de la Convention nationale du 10 brumaire an II (31 octobre 1793) : « La Convention nationale, sur la proposition d’un membre, décrète que toutes les dénominations de ville, bourg ou village sont supprimées et que celle de commune leur est substituée ». Ainsi la municipalité de Boigny devient formellement « commune de Boigny » en 1793.
Les cantons sont supprimés en tant que découpage administratif par une loi du 26 juin 1793, et ne conservent qu'un rôle électoral, permettant l’élection des électeurs du second degré chargés de désigner les députés,. La Constitution du 5 fructidor an III, appliquée à partir de vendémiaire an IV (1795) supprime les districts, considérés comme des rouages administratifs liés à la Terreur, mais maintient les cantons qui acquièrent dès lors plus d'importance en retrouvant une fonction administrative. Enfin, sous le Consulat, un redécoupage territorial visant à réduire le nombre de justices de paix ramène le nombre de cantons dans le Loiret de 58 à 31,. Boigny est rattaché au canton de Chécy et à l'arrondissement d'Orléans par arrêté du 9 vendémiaire an X (1er octobre 1801),,. En 1806, la commune est rattachée au canton d'Orléans-Nord-Est, un canton nouveau formé d'une commune de l'ancien canton d'Ingré, supprimé, de sept communes issues du canton de Neuville et de trois issues du canton de Patay.

#### Découpage et rattachements actuels
En 1982, la commune est rattachée au canton de Chécy.
Elle dépend du canton de Saint-Jean-de-Braye pour l'élection des conseillers départementaux depuis le redécoupage cantonal de 2014 entré en vigueur en 2015, et de la sixième circonscription du Loiret pour les élections législatives depuis le découpage électoral de 2010.
Sur le plan administratif, elle est rattachée à l'arrondissement d'Orléans, au département du Loiret et à la région Centre-Val de Loire.
La commune de Boigny-sur-Bionne est membre de l'intercommunalité Orléans Métropole, un établissement public de coopération intercommunale (EPCI) à fiscalité propre créé le 1er janvier 2002 dont le siège est à Orléans. Ce dernier est par ailleurs membre d'autres groupements intercommunaux. En 2020, il s'agit du Syndicat mixte aménagement desserte aérienne de l'Ouest du Loiret (SMAEDAOL), du Syndicat mixte des bassins versants de la Bionne et du Cens et du Syndicat mixte d'aménagement hydraulique (SMAH) du bassin de la Retrêve et de son affluent le ruisseau du Renard.

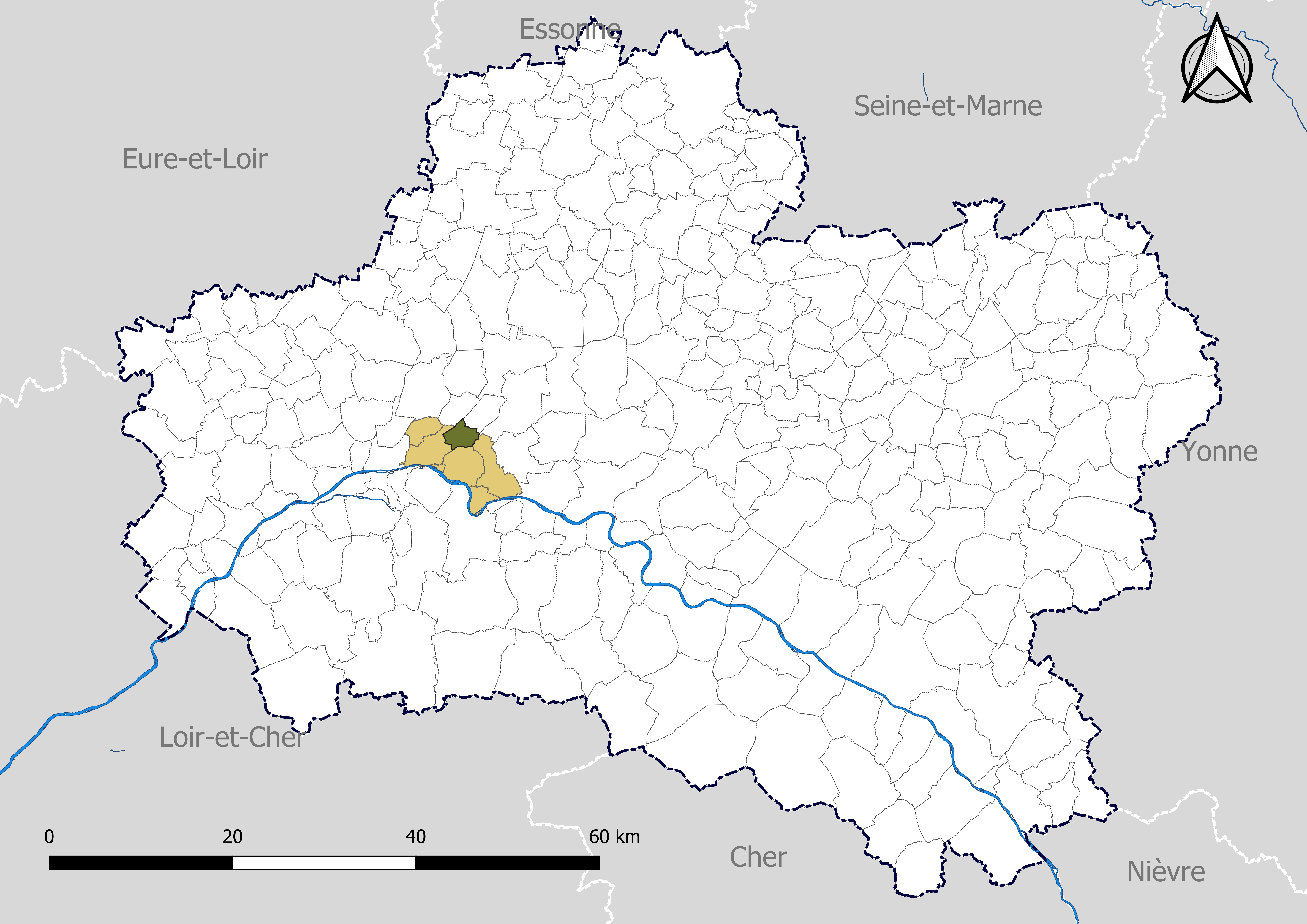
Boigny-sur-Bionne dans le canton de Saint-Jean-de-Braye en 2020.
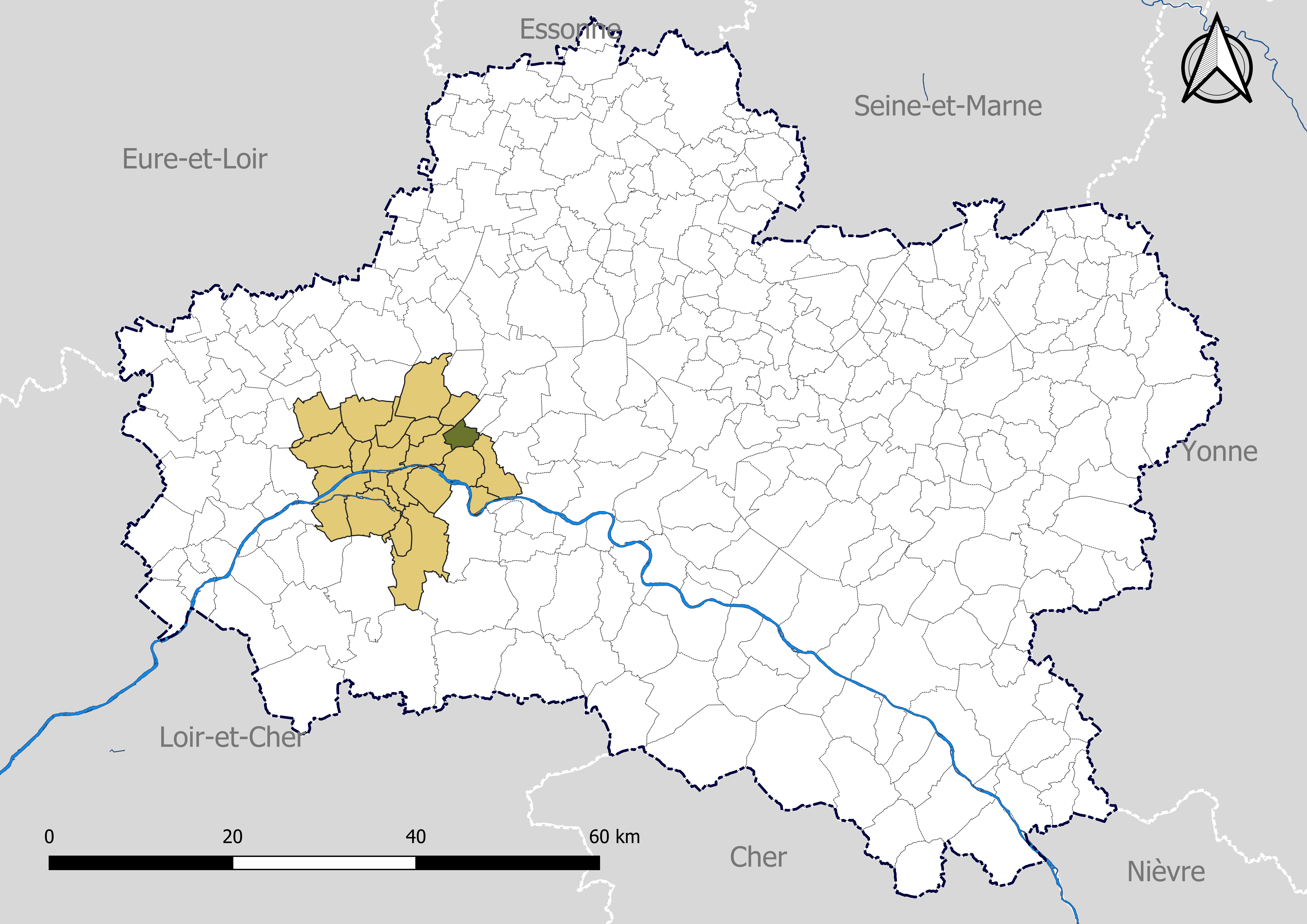
Boigny-sur-Bionne dans Orléans Métropole en 2020.
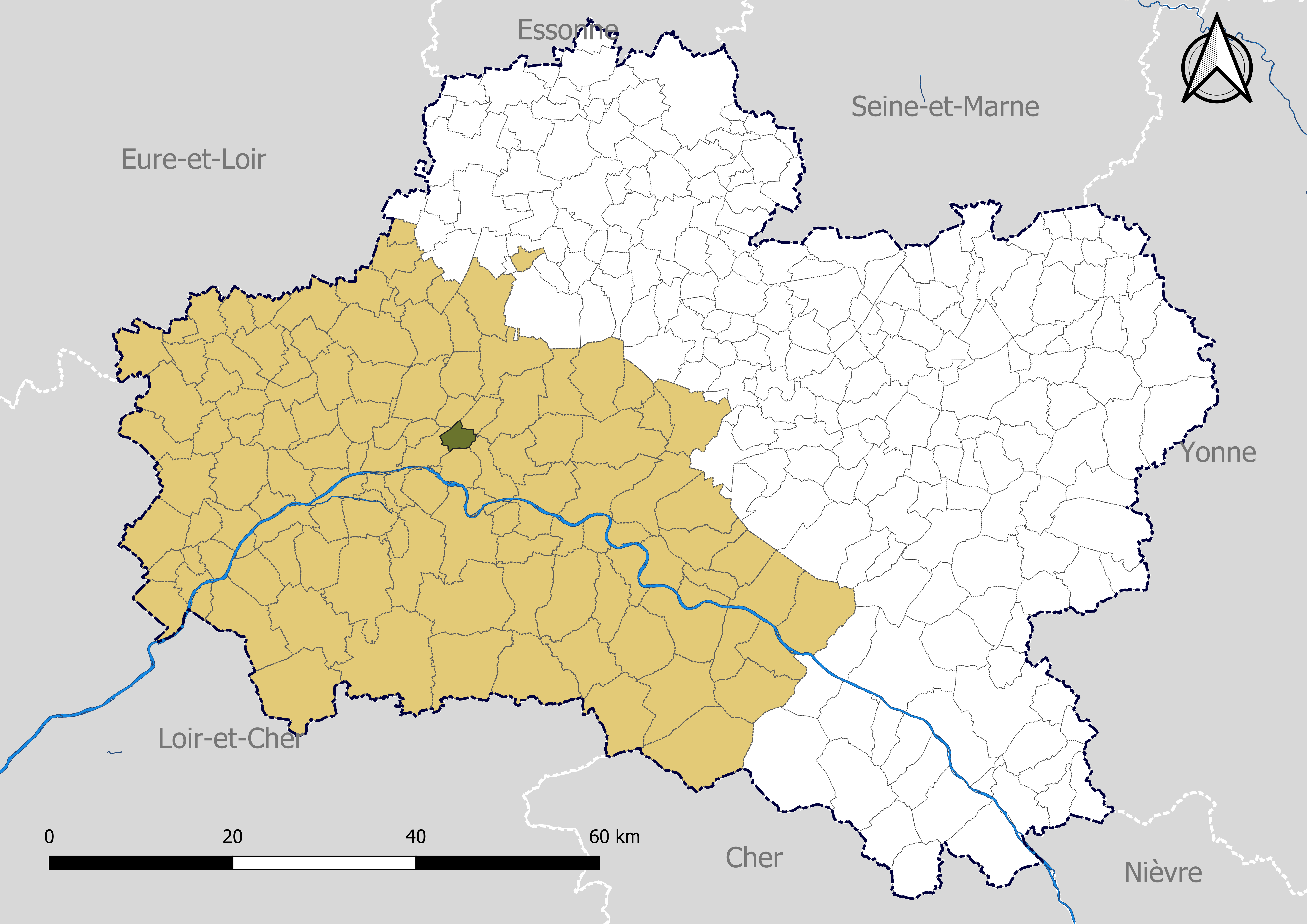
Boigny-sur-Bionne dans l'arrondissement d'Orléans en 2020.

### Politique et administration municipales

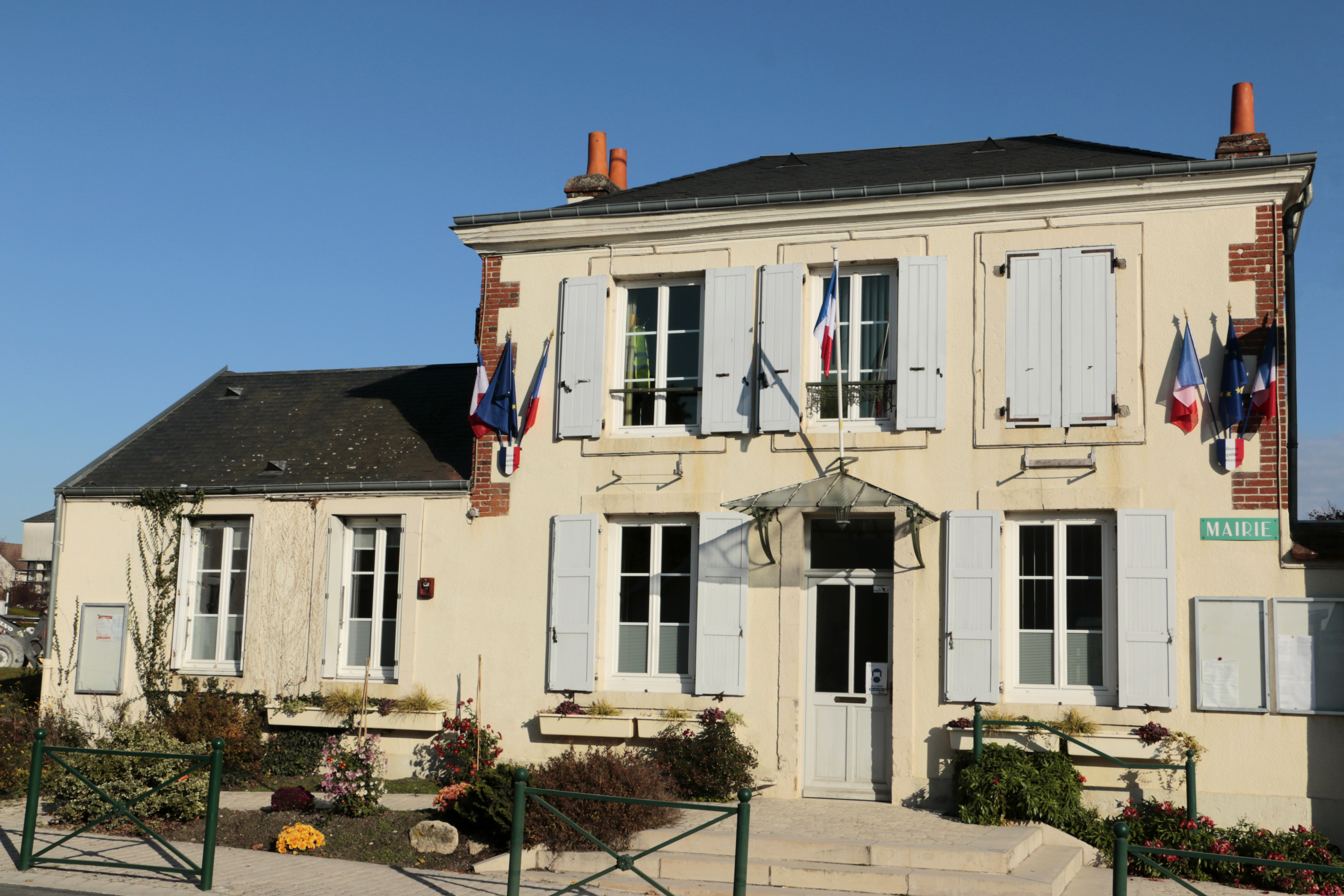
Mairie de Boigny.

#### Conseil municipal et maire
Depuis les élections municipales de 2014, le conseil municipal de Boigny-sur-Bionne, commune de plus de 1 000 habitants, est élu au scrutin proportionnel de liste à deux tours (sans aucune modification possible de la liste), pour un mandat de six ans renouvelable. Il est composé de 19 membres. L'exécutif communal est constitué par le maire, élu par le conseil municipal, parmi ses membres, pour un mandat de six ans, c'est-à-dire pour la durée du mandat du conseil. Luc Milliat est maire depuis 2014.

### Jumelages
La commune a été jumelée avec Ponchapt (Dordogne). Une rue de Boigny a été baptisée rue de Ponchapt.
Boigny fait partie du Comité solidarité Roumanie, qui lie l'ancien canton de Chécy à la commune de Hodod, en Roumanie.

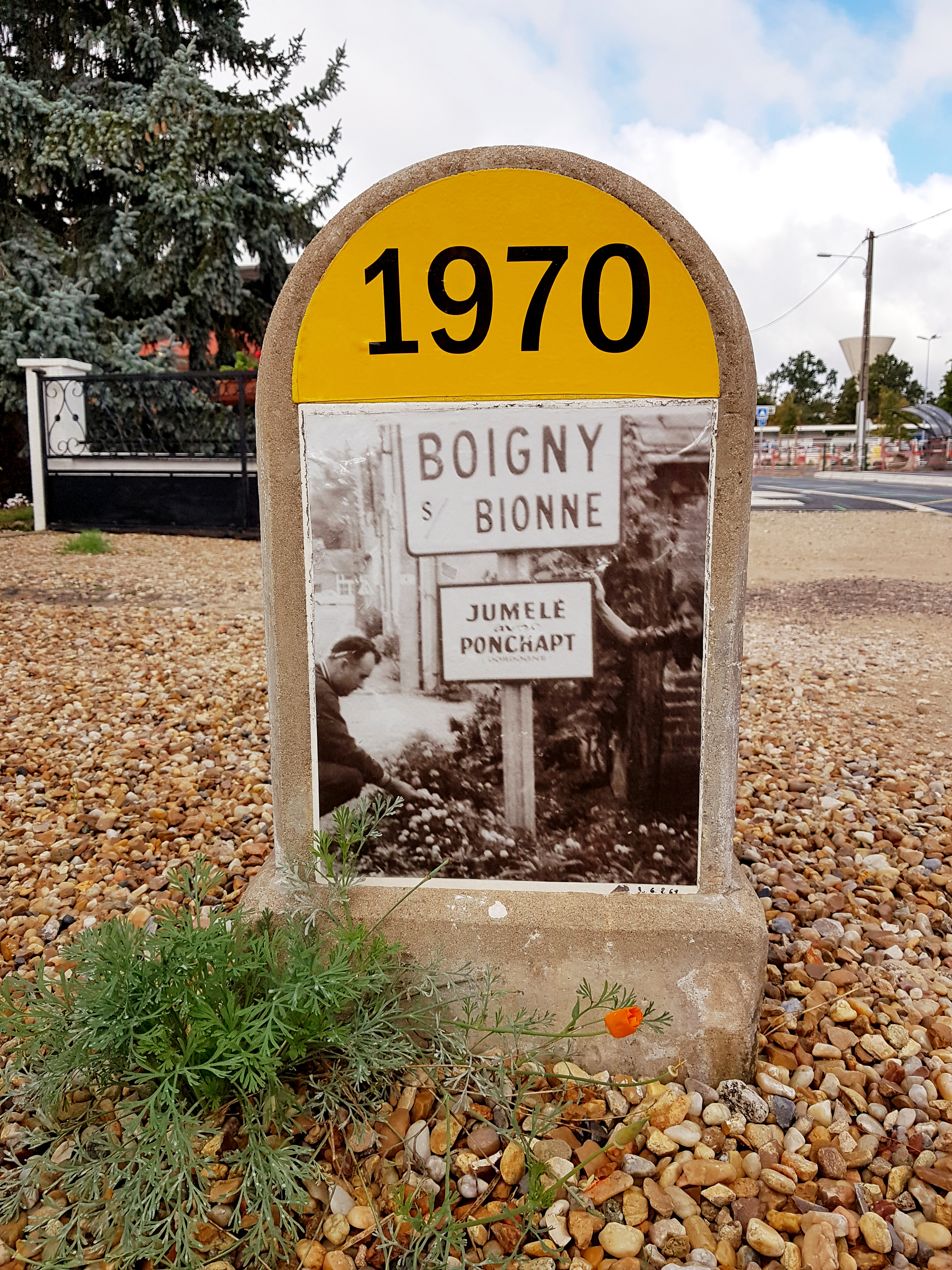
Souvenir du jumelage avec Ponchapt.
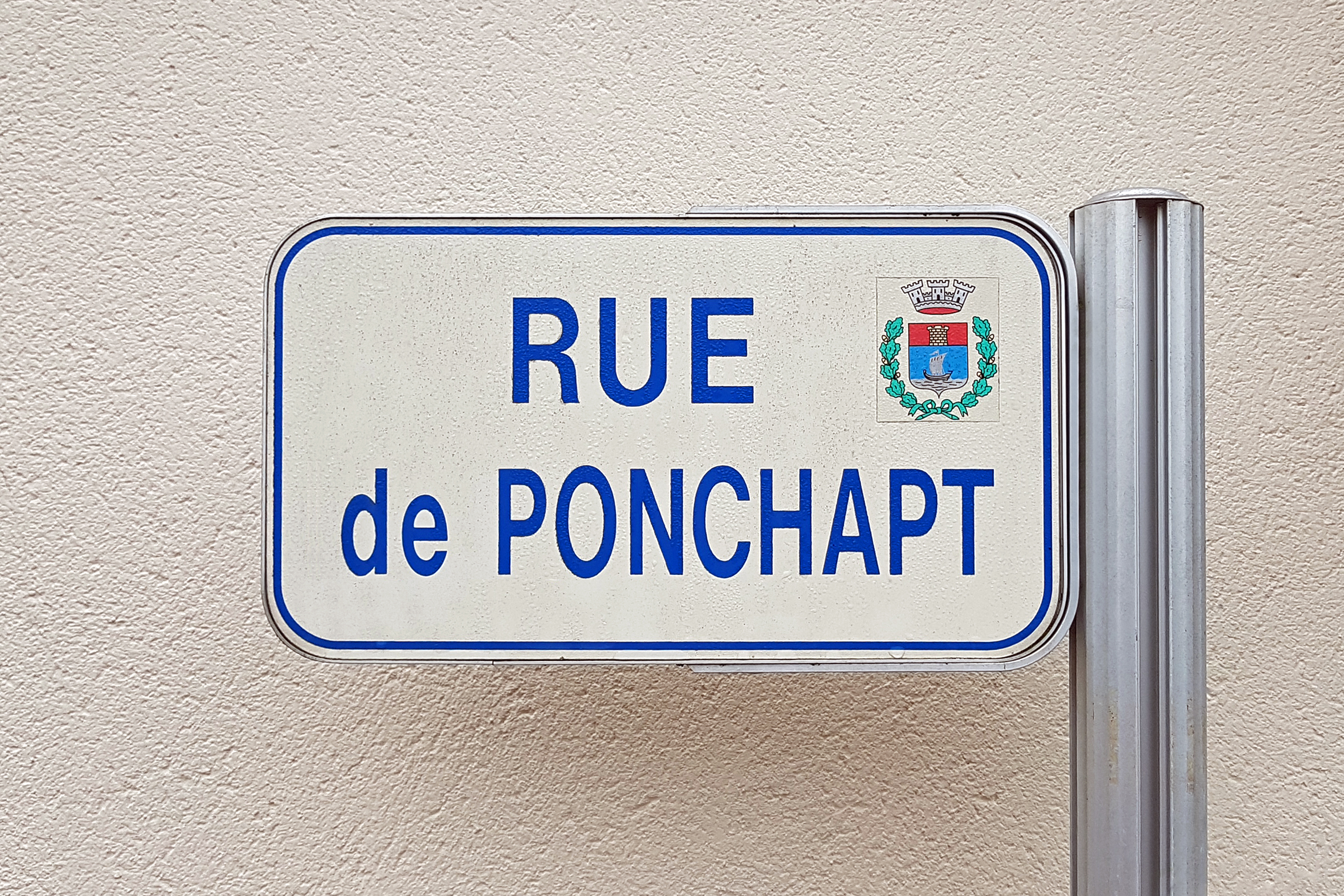
Rue de Ponchapt, partagée entre Chécy et Boigny.
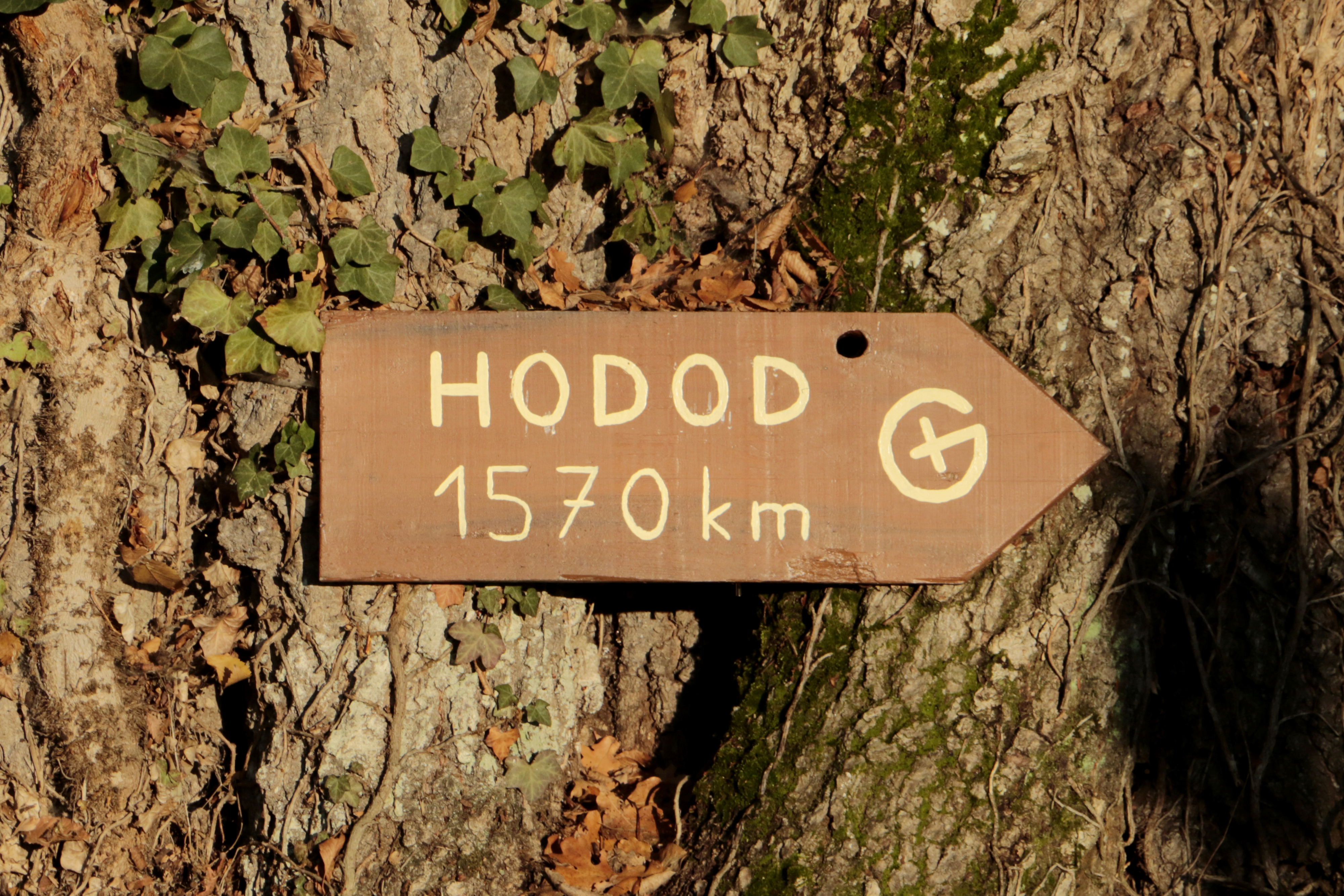
Panneau symbolique indiquant Hodod.

## Équipements et services publics

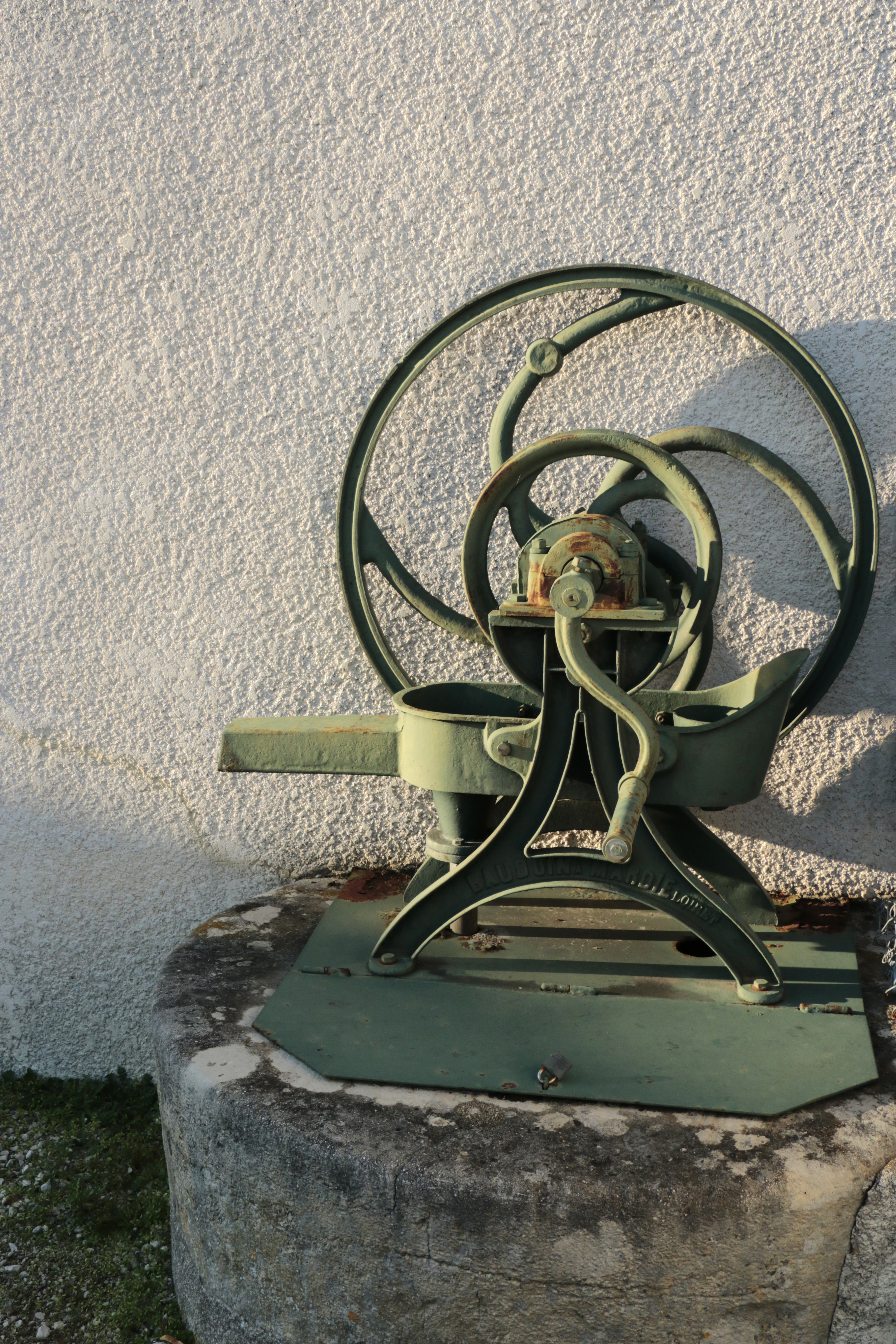
Ancien puits aux Tertres.

### Gestion de l'eau

#### Eau potable
Depuis l'adoption de la loi du 30 décembre 2006 sur l’eau et les milieux aquatiques, le service public d'eau potable est une compétence obligatoire des communes. Jusqu'au 1er janvier 2017, la production et la distribution de l'eau potable sur le territoire communal a été assurée en régie par le Syndicat intercommunal d'alimentation en eau potable (SIAEP) Vals Loire Bionne & Cens.
La gestion de l’eau étant une compétence obligatoire des communautés urbaines et des métropoles, la communauté urbaine d'Orléans s'est substituée à la commune pour la mise en œuvre du service public d'eau potable le 1er janvier 2017, puis c'est la métropole Orléans Métropole qui a pris cette compétence le 1er mai 2017.
La ville de Boigny-sur-Bionne est alimentée en eau potable par le forage Le moulin à vent, mis en service en 1981, pompant l'eau dans la nappe souterraine de la craie du séno-turonien.

#### Eaux usées

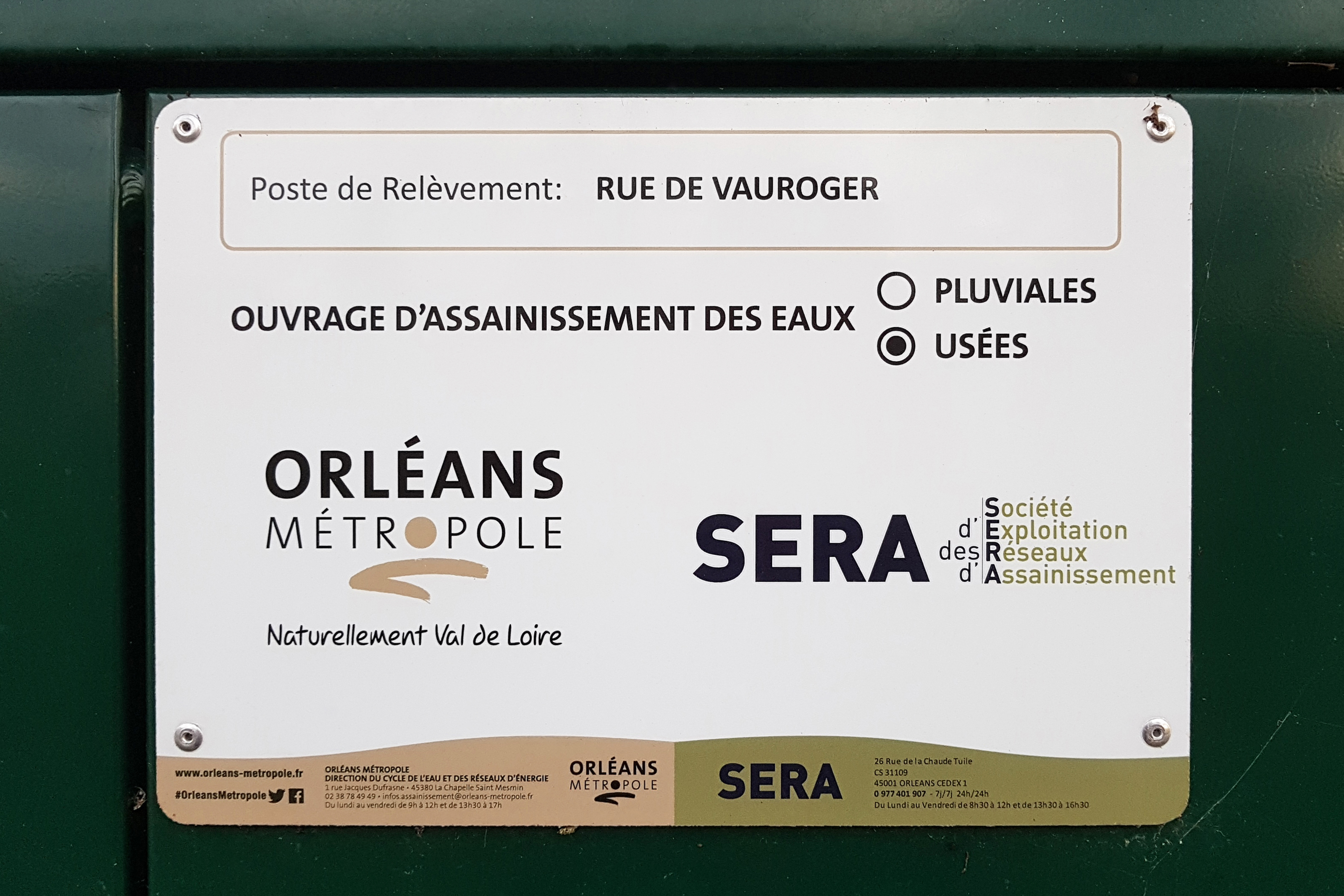
Station de relèvement des eaux usées.

La compétence assainissement, qui recouvre obligatoirement la collecte, le transport et l’épuration des eaux usées, l’élimination des boues produites, ainsi que le contrôle des raccordements aux réseaux publics de collecte, est assurée depuis le 1er janvier 2002 par la Communauté de l'Agglomération Orléans Val de Loire, puis le 1er janvier 2017 par la communauté urbaine et enfin depuis le 1er mai 2017 par Orléans Métropole.
Depuis le 1er mai 2016, la métropole a signé un contrat de délégation de service public avec la société Suez Environnement pour l'exploitation des réseaux et ouvrages de transport de 11 communes du territoire métropolitain dont Boigny-sur-Bionne. Le réseau comprend un réseau séparatif eaux usées de 14 537 ml et un réseau d'eaux pluviales de 10 779 ml. Sur la commune, on compte 9 stations de relevage pour les eaux usées. Ces stations peuvent contenir de une à quatre pompes dont les puissances varient de 1,3 kW à 140 kW (soit de 3 l/s à 450 l/s).
Un zonage d'assainissement, qui délimite les zones d'assainissement collectif, les zones d'assainissement non collectif et le zonage pluvial a été réalisé par l’AgglO et a été approuvé par délibération du conseil de communauté du 15 avril 2004.
La commune est raccordée à la station d'épuration de Chécy. Cet équipement, d'une capacité de 25 000 EH, a été mis en service le 1er janvier 1980. Depuis mai 2016, son exploitation est assurée par Veolia.

### Gestion des déchets

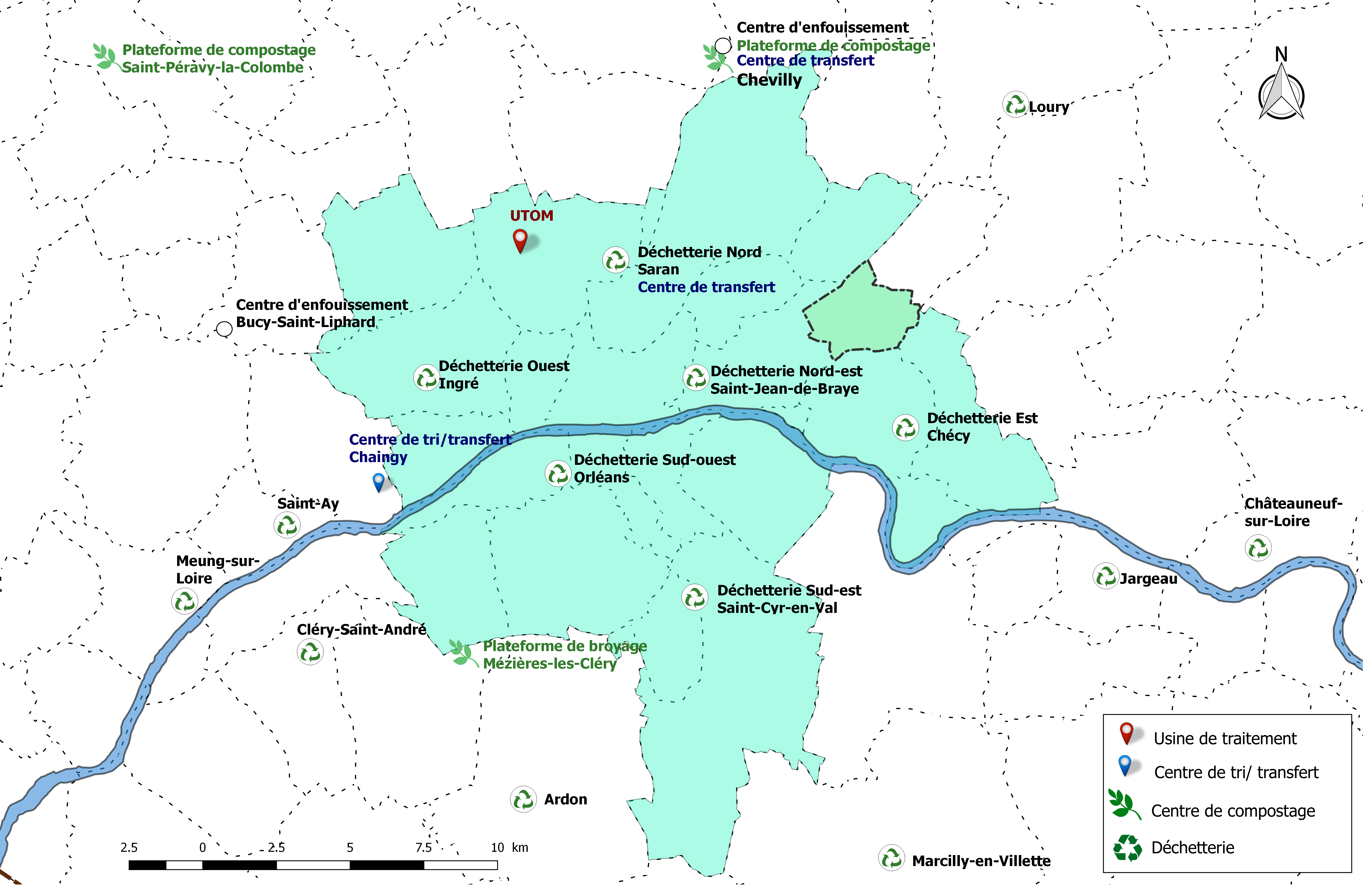
Sites de collecte, de traitement et de valorisation des déchets de la communauté urbaine d'Orléans Métropole, avec localisation de la commune de Boigny-sur-Bionne.

La collecte, le traitement et la valorisation des déchets est une compétence exclusive de la communauté urbaine Orléans Métropole depuis 2000 (l'intercommunalité était alors communauté de communes). La collecte des déchets ménagers (résiduels et multimatériaux) est effectuée en porte-à-porte sur toutes les communes de la communauté urbaine. Un réseau de six déchèteries accueille les encombrants et autres déchets spécifiques (déchets verts, déchets dangereux, gravats, cartons…).
Une unité de traitement permettant la valorisation matière des déchets ménagers recyclables (corps creux, corps plats et multimatériaux) et la valorisation énergétique (incinération) des déchets résiduels est en service sur la commune de Saran depuis 1996. Elle est exploitée par la société Orvade, filiale du groupe Veolia.

### Enseignement
Boigny-sur-Bionne est située dans l’académie d'Orléans-Tours et dans la circonscription d’Orléans Est.
La commune possède une école maternelle et primaire, l’école Montesquieu. L'école maternelle compte 3 classes, pour environ 70 élèves (2018), l'école primaire compte 6 classes, soit environ 140 élèves. L'école compte également une classe plume qui accueille sept enfants autistes.
À proximité immédiate du village, l'école privée Notre-Dame est située sur la commune de Chécy.

### Santé
La commune s'est dotée en 2023 d'une Maison de Santé Pluriprofessionnelle, regroupant médecins généralistes et infirmiers.

## Population et société

### Démographie
L'évolution du nombre d'habitants est connue à travers les recensements de la population effectués dans la commune depuis 1793. Pour les communes de moins de 10 000 habitants, une enquête de recensement portant sur toute la population est réalisée tous les cinq ans, les populations de référence des années intermédiaires étant quant à elles estimées par interpolation ou extrapolation. Pour la commune, le premier recensement exhaustif entrant dans le cadre du nouveau dispositif a été réalisé en 2004.

En 2022, la commune comptait 2 106 habitants, en évolution de −2,41 % par rapport à 2016 (Loiret : +1,89 %, France hors Mayotte : +2,11 %).
| 1793 | 1800 | 1806 | 1821 | 1831 | 1836 | 1841 | 1846 | 1851 |
| ---- | ---- | ---- | ---- | ---- | ---- | ---- | ---- | ---- |
| 226  | 195  | 207  | 218  | 348  | 315  | 310  | 352  | 335  |

| 1856 | 1861 | 1866 | 1872 | 1876 | 1881 | 1886 | 1891 | 1896 |
| ---- | ---- | ---- | ---- | ---- | ---- | ---- | ---- | ---- |
| 339  | 306  | 336  | 333  | 326  | 332  | 326  | 324  | 328  |

| 1901 | 1906 | 1911 | 1921 | 1926 | 1931 | 1936 | 1946 | 1954 |
| ---- | ---- | ---- | ---- | ---- | ---- | ---- | ---- | ---- |
| 298  | 292  | 300  | 230  | 230  | 205  | 222  | 212  | 224  |

| 1962 | 1968 | 1975  | 1982  | 1990  | 1999  | 2004  | 2006  | 2009  |
| ---- | ---- | ----- | ----- | ----- | ----- | ----- | ----- | ----- |
| 238  | 276  | 1 596 | 1 516 | 1 619 | 1 890 | 2 067 | 2 106 | 2 139 |

| 2014  | 2019  | 2022  | - | - | - | - | - | - |
| ----- | ----- | ----- | - | - | - | - | - | - |
| 2 189 | 2 094 | 2 106 | - | - | - | - | - | - |

La commune a connu un fort accroissement de population entre 1968 et 1975, avec la construction en masse de logements destinés aux salariés d'IBM (l'entreprise comptait alors une implantation à Saint-Jean-de-Braye, et une dans le nord de Boigny), passant de 276 habitants en 1968 à 1 596 habitants en 1975. La croissance démographique a ensuite repris dans les années 2000, pour atteindre un total de 2 105 habitants en 2020.

### Vie associative
La commune compte une quinzaine d'associations sportives, et autant d'associations culturelles ou de loisirs,,
,,
,.

### Manifestations

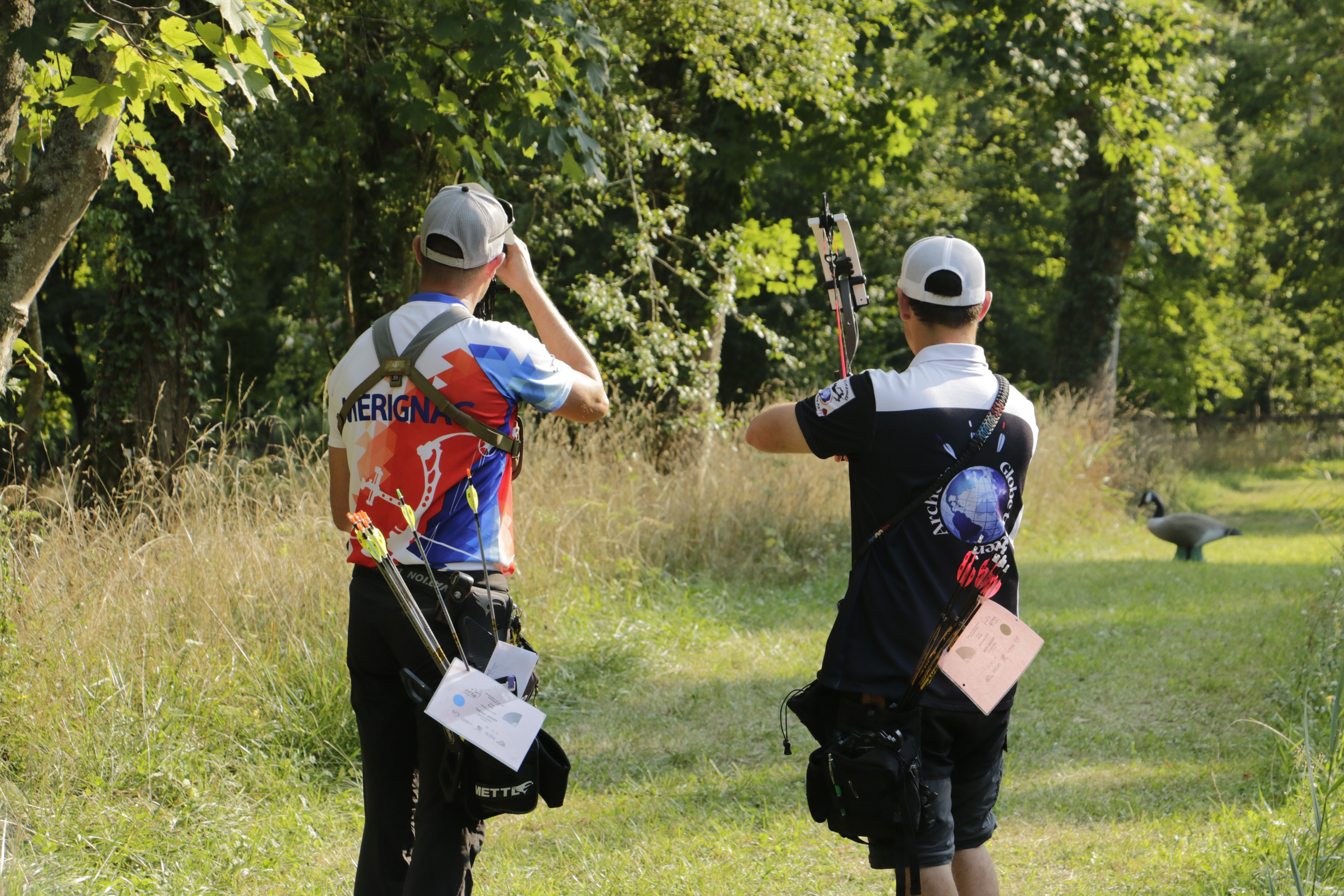
Championnat de France 2025 de tir 3D.

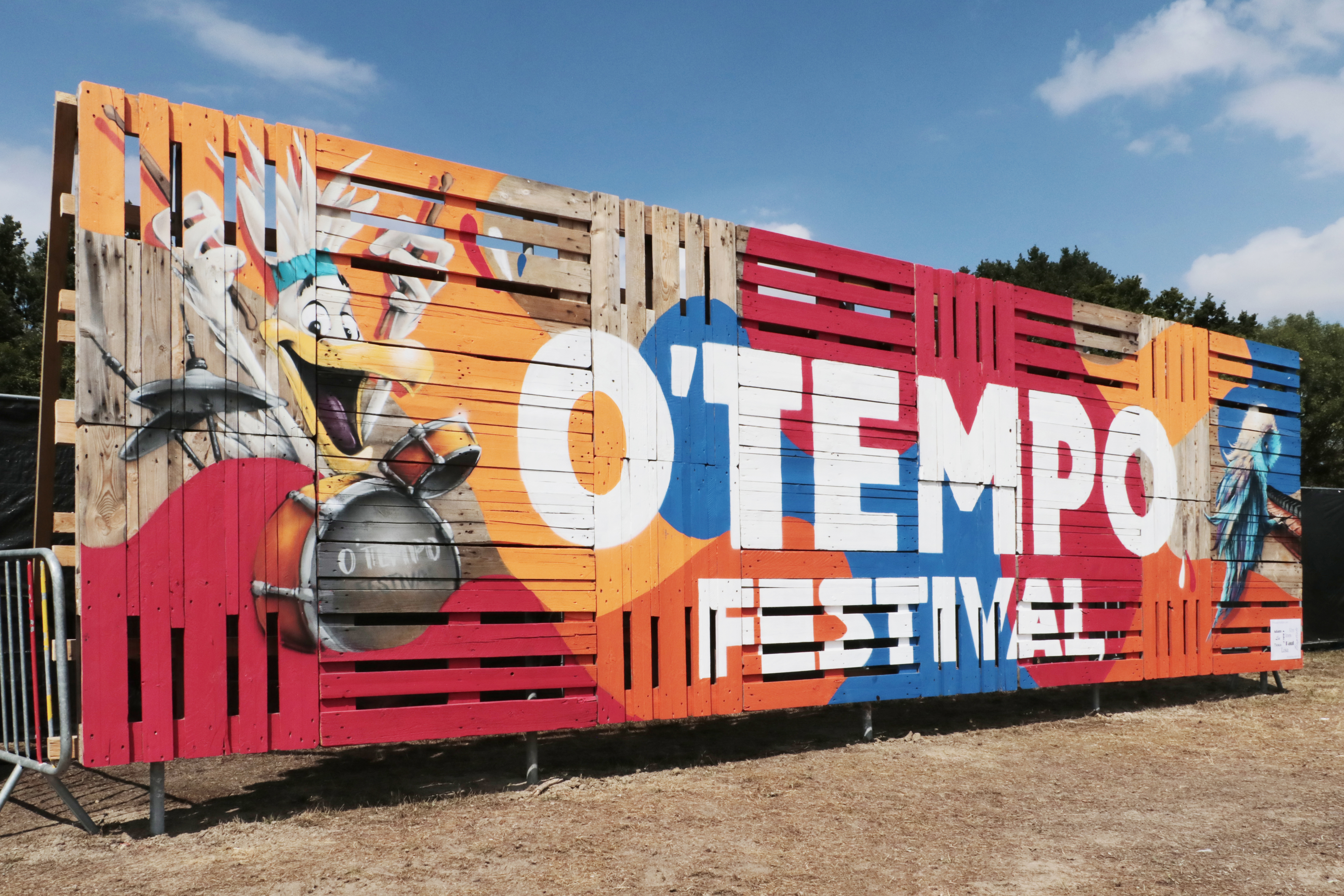
Festival O'Tempo 2022.

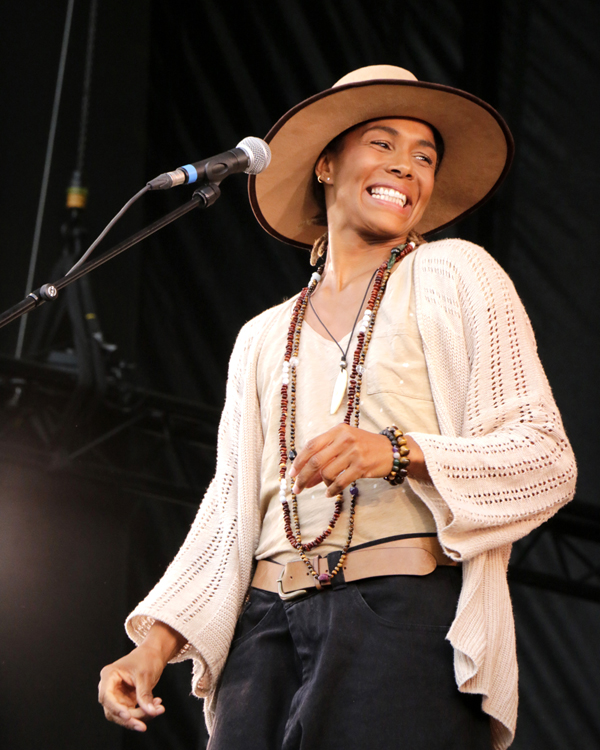
Ayọ au festival O'Tempo le 29 août 2021.

La fête patronale a lieu le troisième dimanche de juin, pour la Saint Pierre,,,.
Début juillet se tient l'Île aux artistes, qui réunit peintres, illustrateurs, sculpteurs, sur l'île de la Bionne,,.
En 2021, Boigny organise pour la première fois une marche dans le cadre d'Octobre rose,. L'opération est reconduite sous la même forme en 2022 et 2023. En 2024, elle prend un format différent, avec un marathon de zumba.
En 2025, la commune a accueilli le Championnat de France de tir à l'arc 3D,.

#### Festival O'Tempo
Depuis 2021, la commune accueille le festival de musique populaire O'Tempo, le dernier week-end d'août.
La première édition — à jauge limitée pour cause de Covid-19 — rassemble 5 000 spectateurs venus voir Madame Monsieur, Gaël Faye, 47Ter, Ayọ, et Hoshi,,,.

En 2022, près de 10 000 spectateurs répondent présents pour La Rue Kétanou, Tryo, Céphaz, Tibz, Joyce Jonathan, et Ben,,,,,.

En 2023, le festival attire 8 000 spectateurs venus voir Danakil, Matmatah, La Grande Sophie, Malo', La Zarra, Trois cafés gourmands,.

En 2024, le festival compte 8 000 spectateurs, et reçoit Pierre de Maere, Claudio Capéo, Black M, et Superbus,,,,.

L'édition 2025 doit accueillir Youssoupha, Cali, Sanseverino, et Jérémy Frérot.

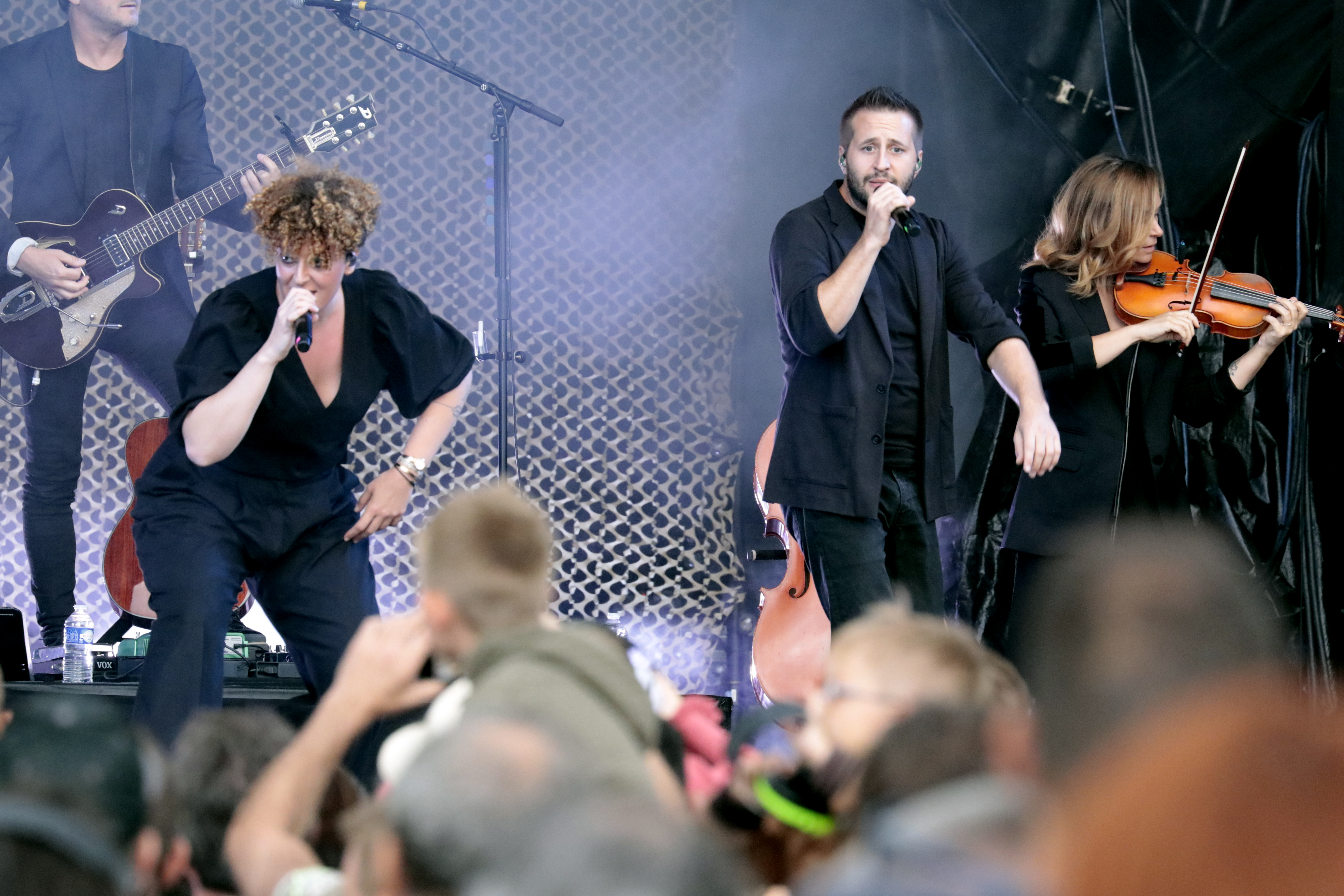
Trois cafés gourmands, le 27 août 2023
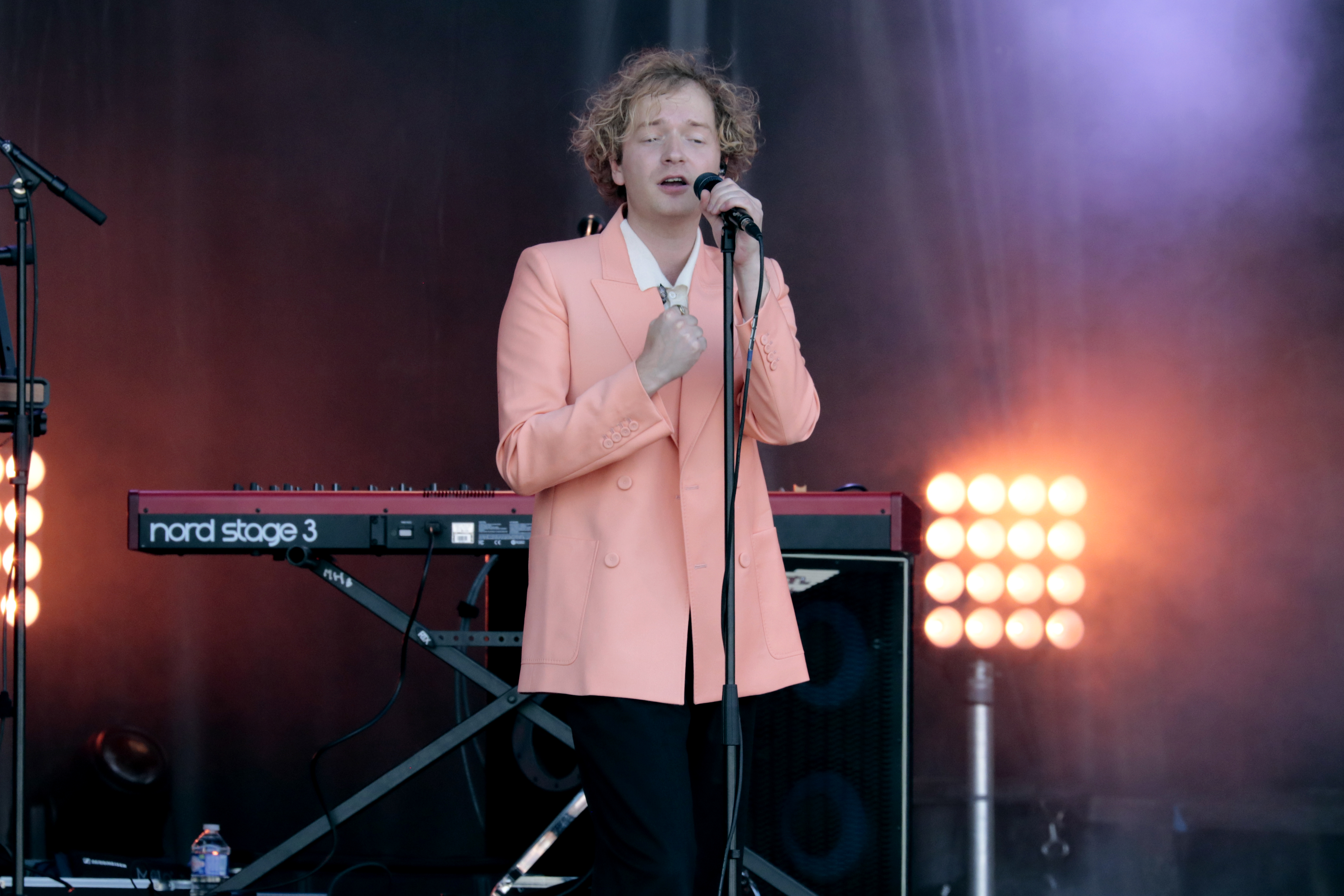
Malo', le 27 août 2023
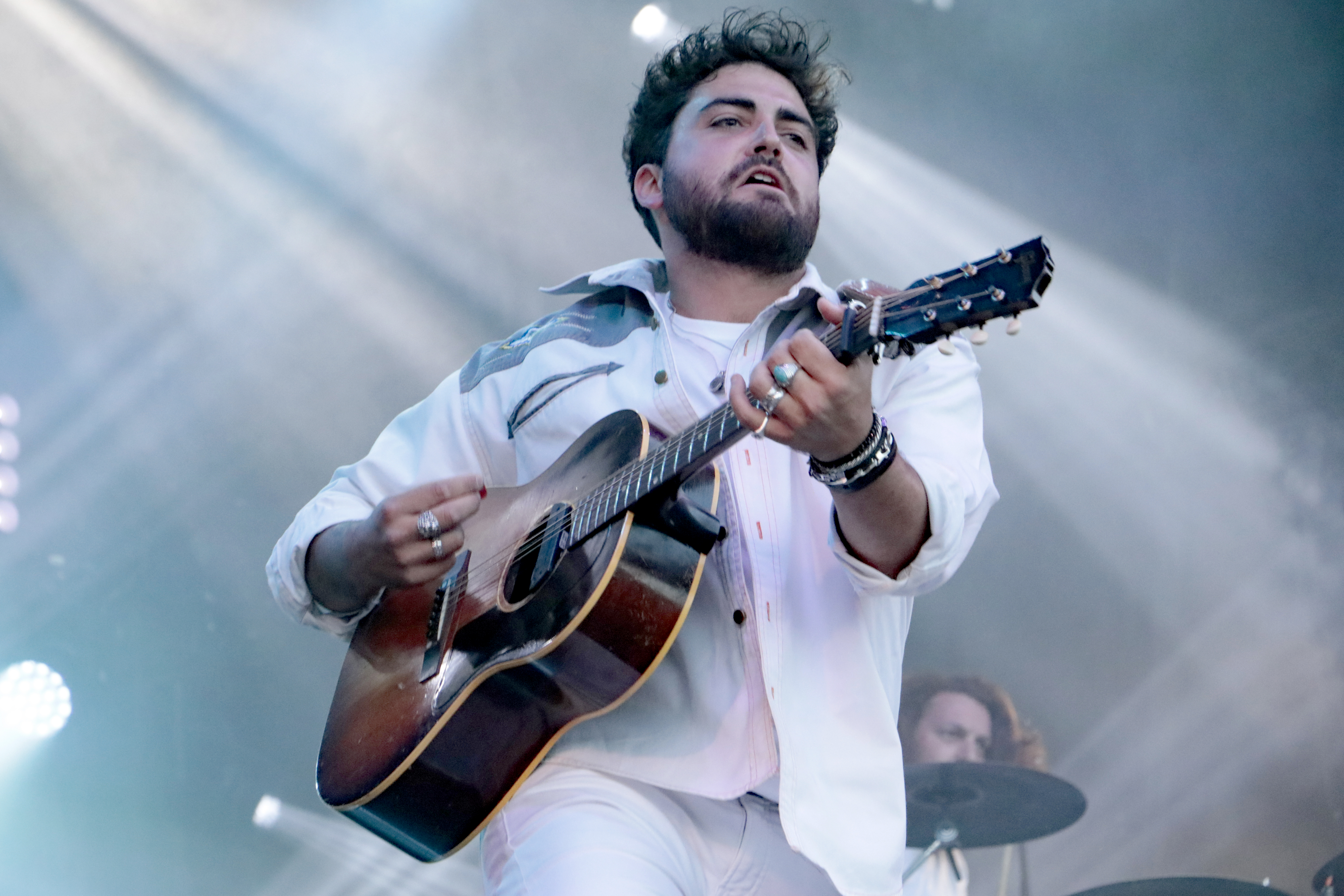
Tibz, le 27 août 2022

## Économie

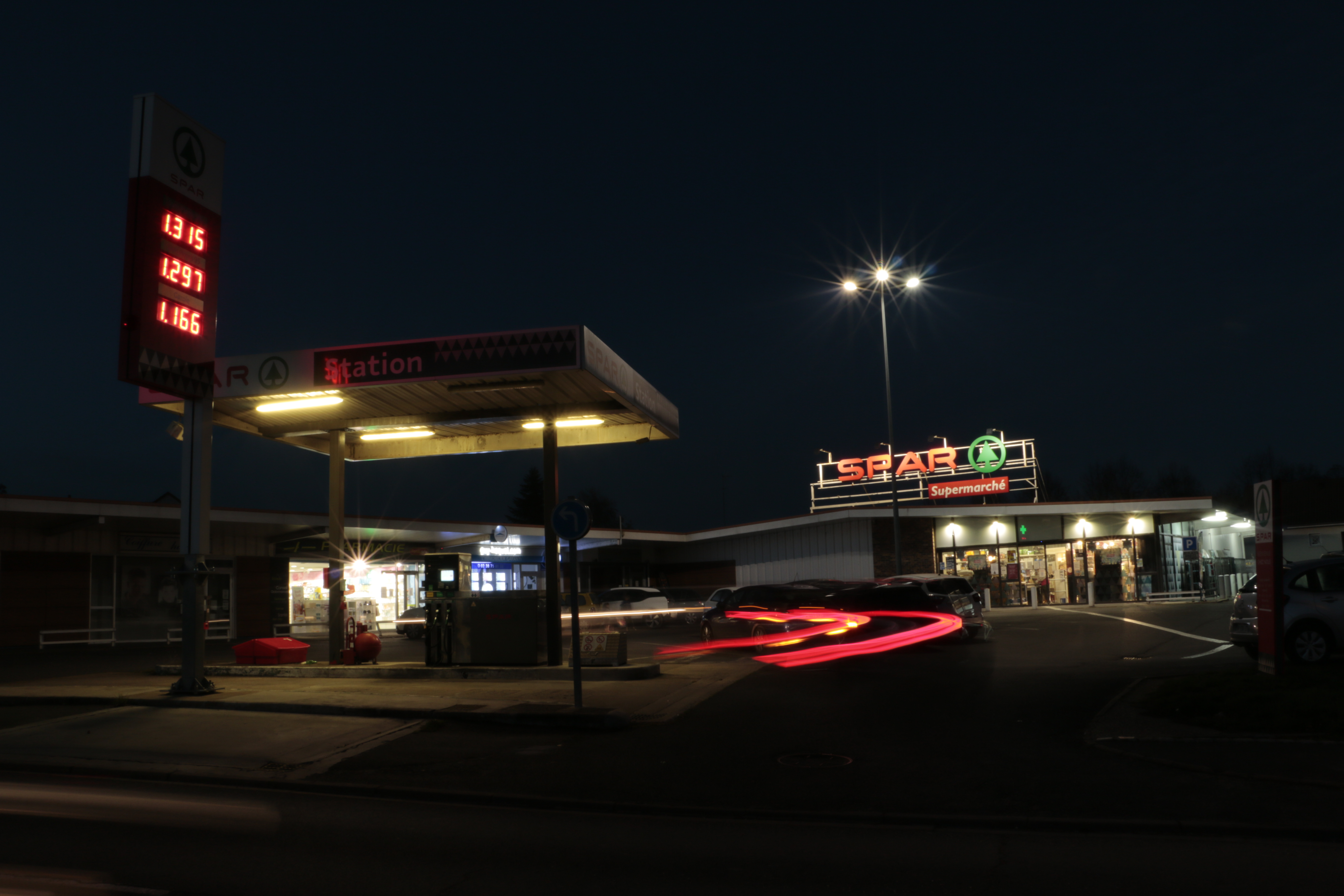
Centre commercial de Boigny-sur-Bionne.

Boigny s'est développée dans les années 1970 avec l'implantation d'un site d'IBM au nord de la commune, devenu par la suite Lexmark,.
En 2000, l'ancien site Lexmark — Les Trois Arches — a été le premier entrepôt français d'Amazon,,. Se trouvant à l'étroit, Amazon a déménagé à Saran, toujours dans la métropole orléanaise, en 2007.
Plusieurs grandes entreprises sont implantées à Boigny-sur-Bionne :
- Alstef (équipements pour aéroports)[158],[159],[160],[161],[162],[163],[164],[165],[166],[167]
- Dior (cosmétiques)[168]
- GXO (logistique et transport routier)[169],[170]
- IBM (solutions informatiques)
- Intelcia (centre d'appel)[171],[172]
- Jardibric (matériel d'arrosage) (siège français)
- Konecranes (engins de levage) (siège français)[173]
- Lemken (équipements agricoles) (siège français)[174],[175]
- Office national des forêts (ONF) (direction territoriale Centre-Ouest-Aquitaine)
- L'Oréal (cosmétiques)[176],[177]
- Renault Retail Group, filiale de Renault (distribution de véhicules automobiles)[178]
- Bureau Veritas (siège régional)
- WashTec (de) (portiques de lavage automobile) (siège français)[179],[180]

Le vinaigrier Martin-Pouret a transféré son activité de Fleury-les-Aubrais à Boigny-sur-Bionne en août 2024,,,,,,,,,,,.
Boigny-sur-Bionne héberge également une dizaine de petites et moyennes entreprises, comme Noblinox (biens d'équipement), ou le site logistique de la chocolaterie Alex Olivier, et compte une vingtaine d'artisans et commerçants.

## Culture locale et patrimoine

### Lieux et monuments
- Pont médiéval sur la Bionne, probablement d’origine romaine (voie romaine d’Orléans à Sens).

Une stèle commémorative rappelle qu'un détachement de l’armée Patton emprunta ce pont durant la Seconde Guerre mondiale le 17 août 1944.

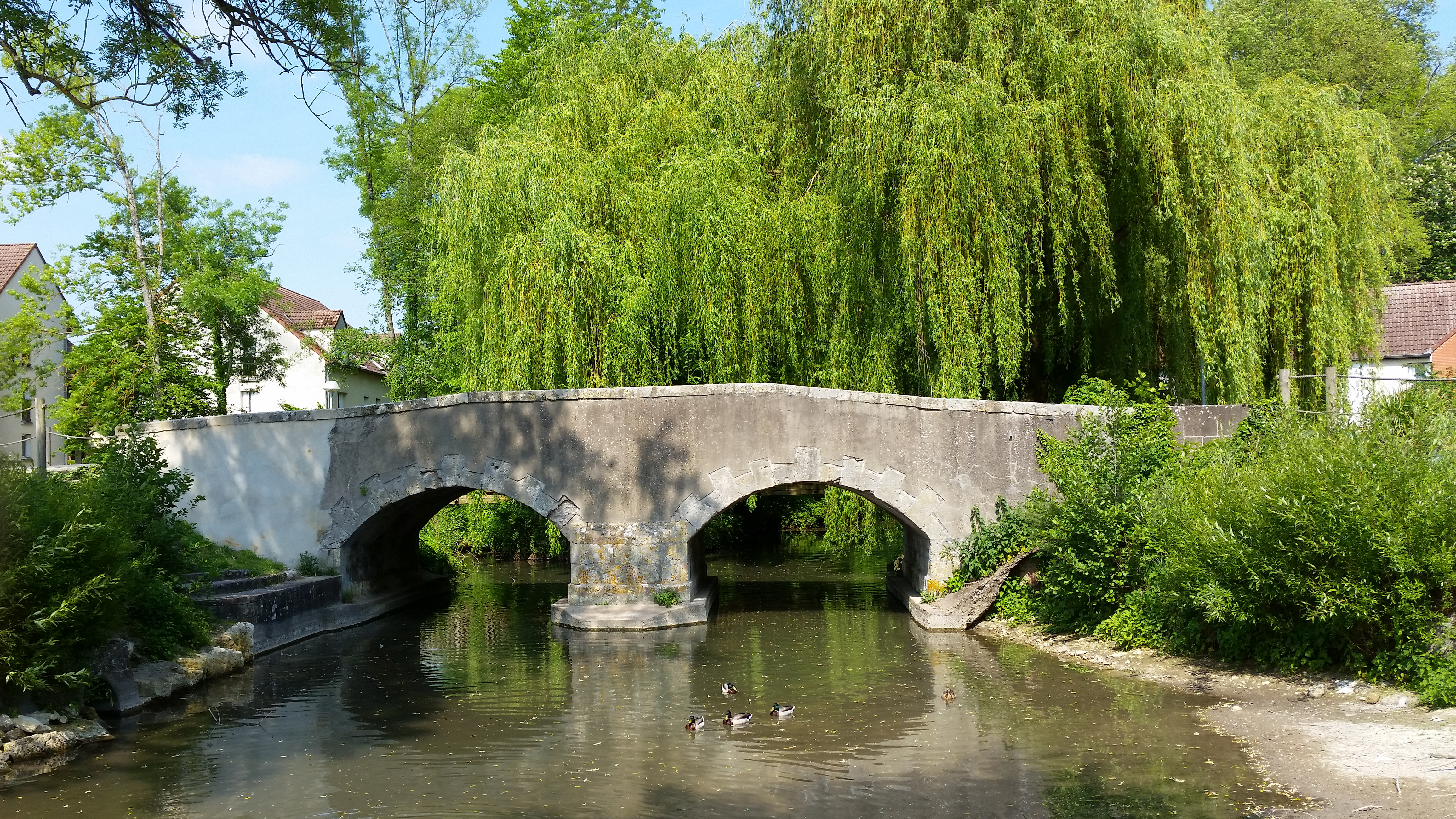
Pont médiéval sur la Bionne
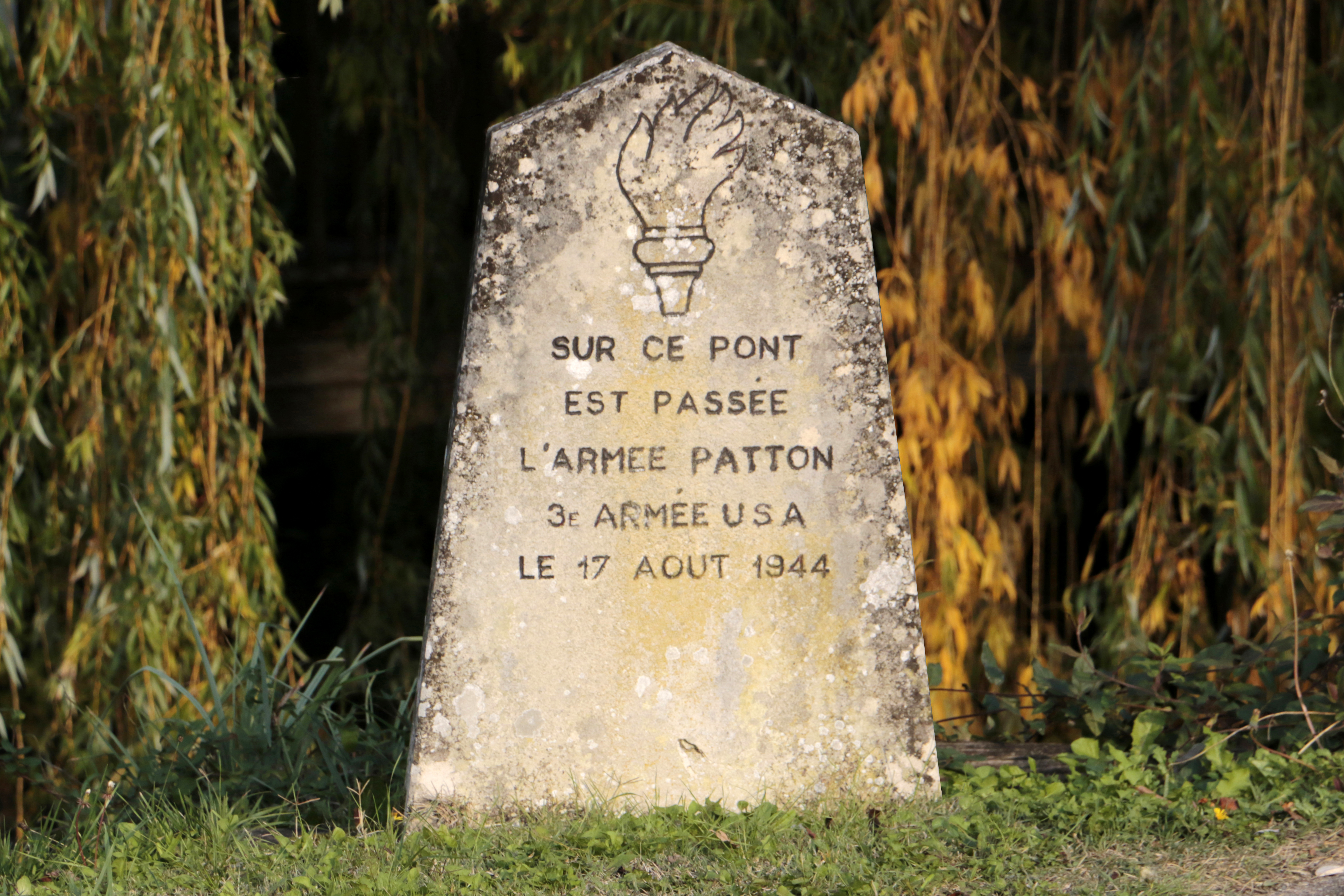
Stèle rappelant le passage d'un détachement de l'armée Patton
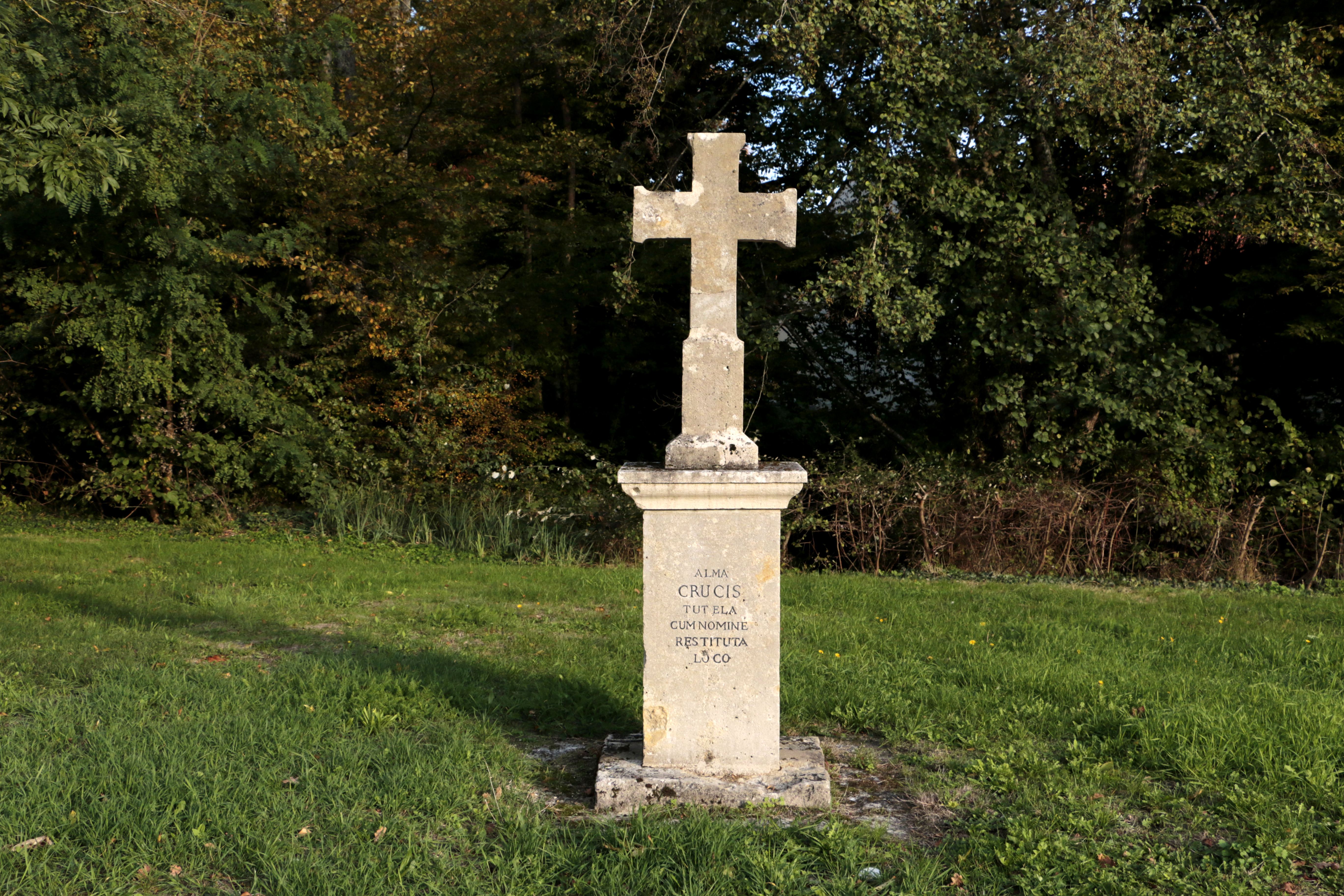
Croix sur la place des Chevaliers de St Lazare

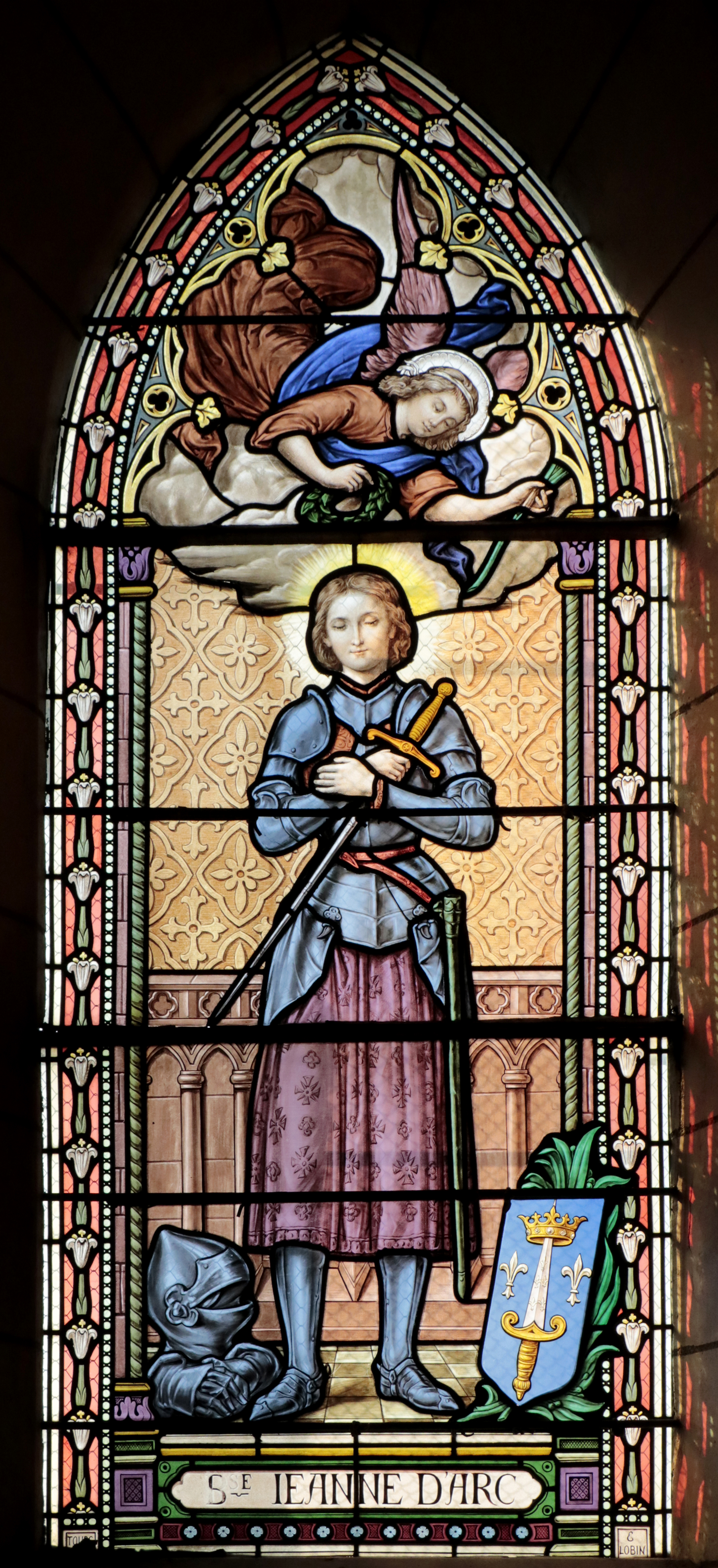
Vitrail représentant Jeanne d'Arc dans l'église Saint-Pierre-ès-Liens.

- Église Saint-Pierre-ès-Liens du XIe siècle, reconstruite au XIIe siècle puis modifiée aux XVe et XVIIIe siècles[196].

L'église abrite une copie de La Vierge aux rochers, restaurée en 2020,.
Le caquetoire, présumé détruit à la Révolution, a été recréé en 2023,,.
L'église a connu un début d'incendie en décembre 2024, avec des dégâts heureusement limités,.

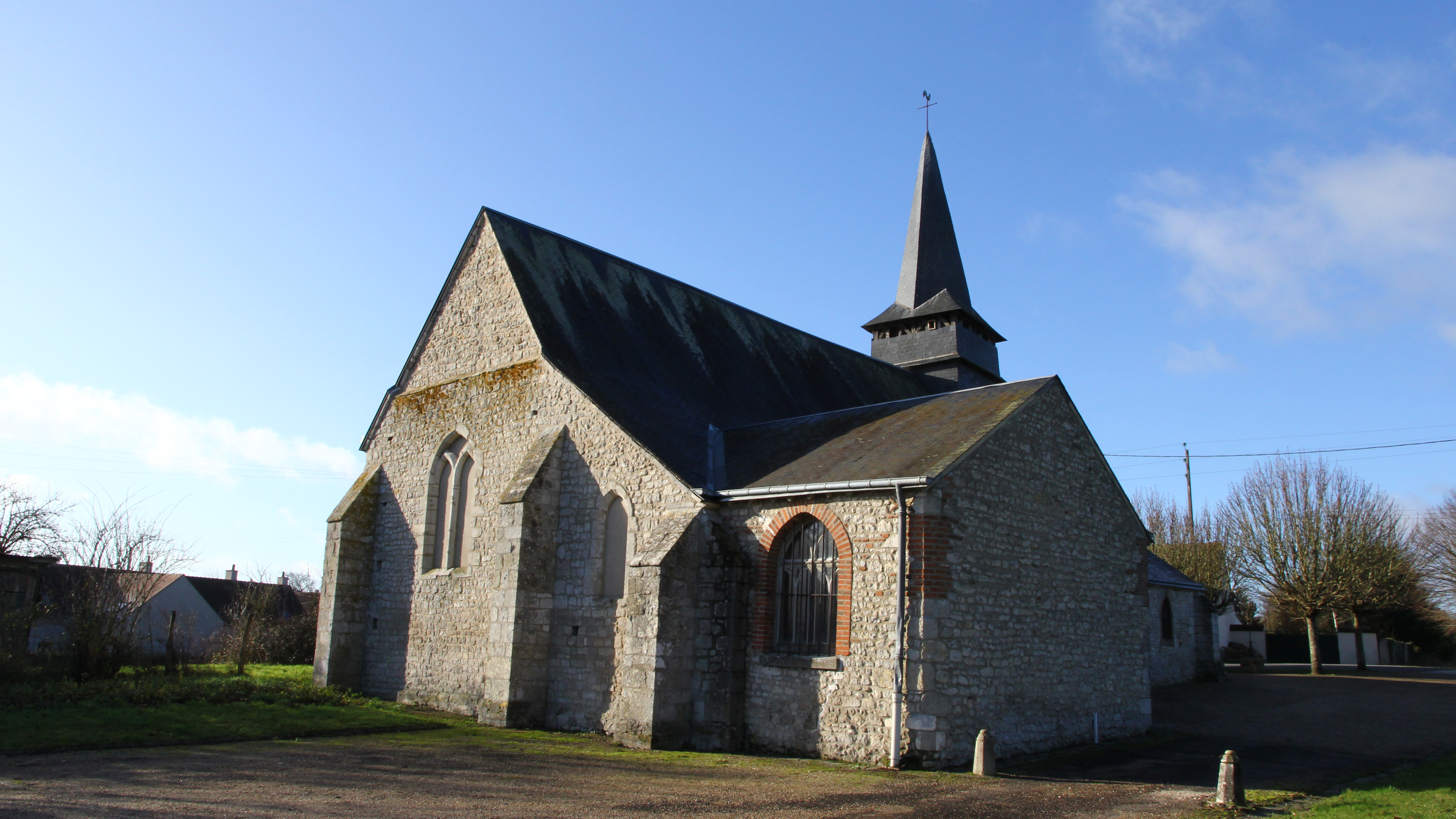
Église Saint-Pierre-ès-Liens du XIe siècle
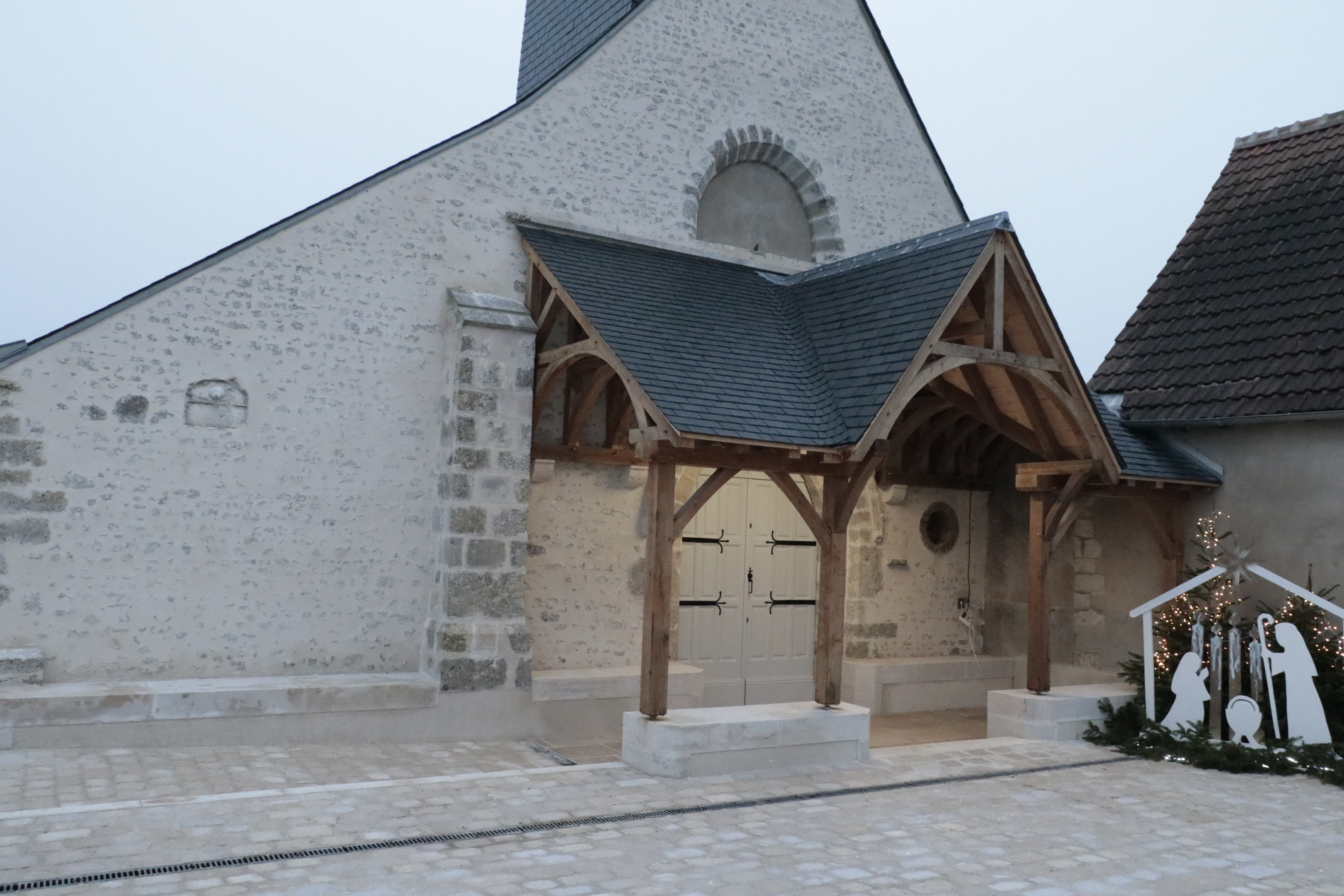
Caquetoire, recréé en 2023
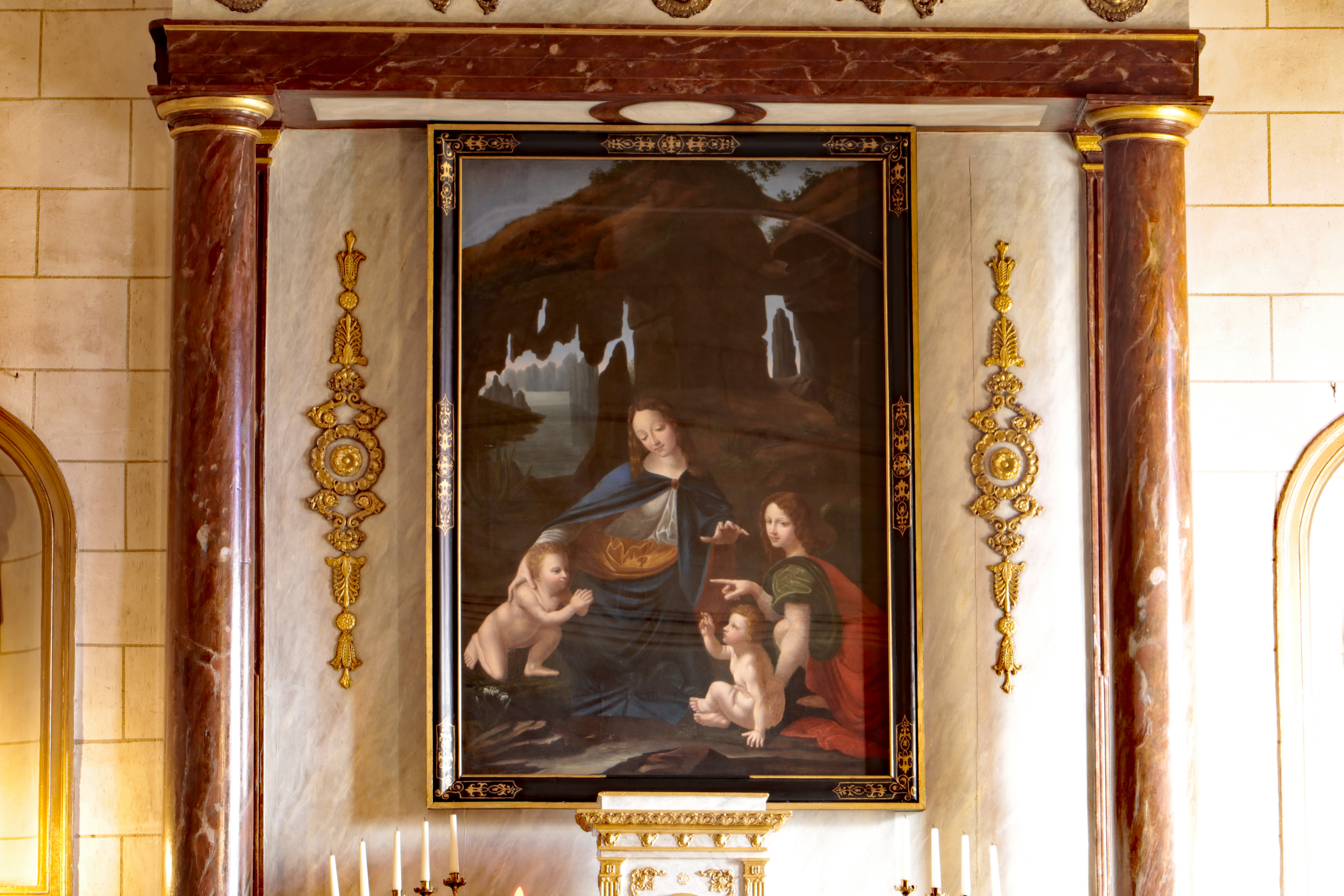
Copie de la Vierge aux rochers de Léonard de Vinci dans l'église Saint-Pierre-ès-Liens
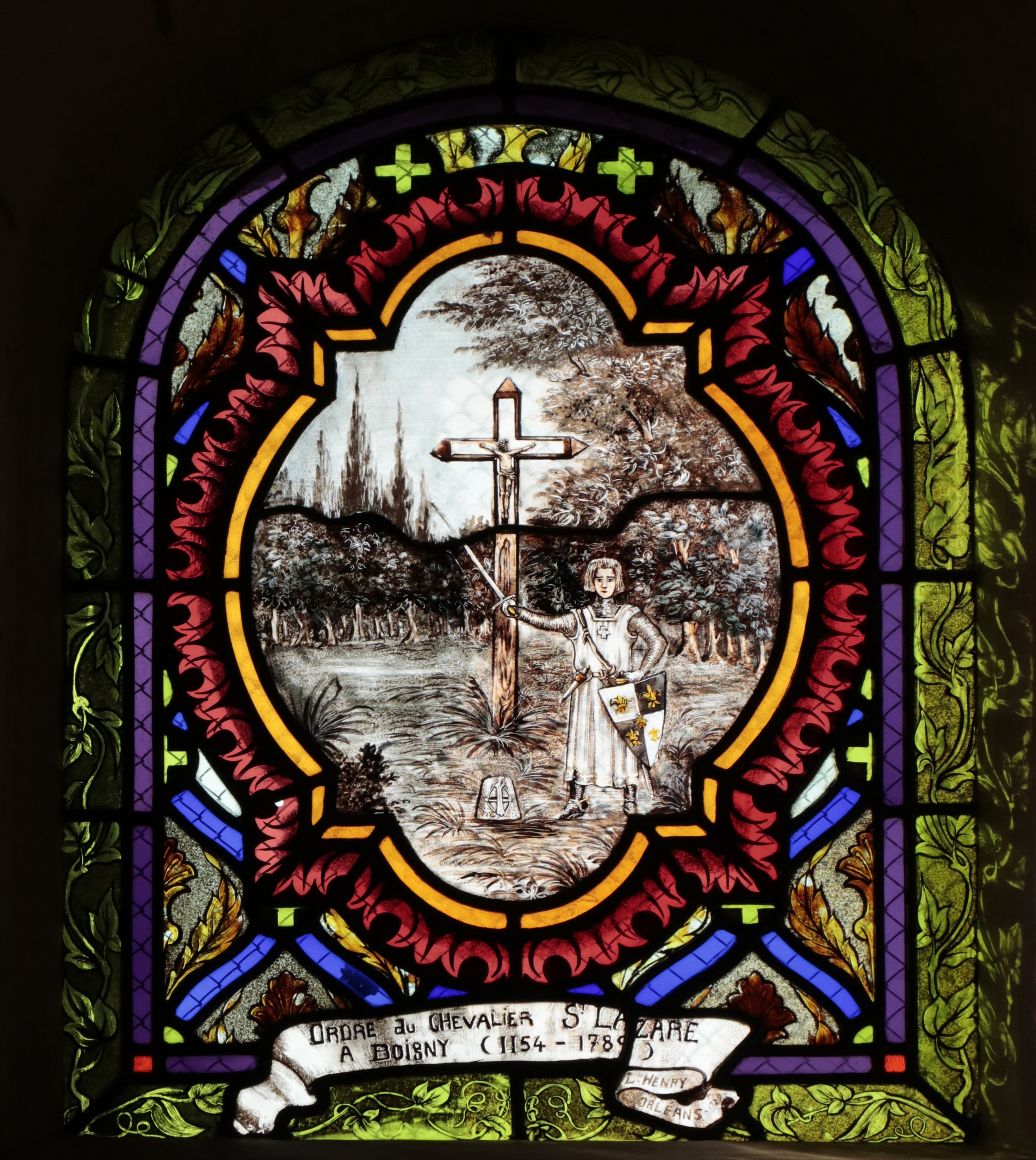
Vitrail de l'Ordre de Saint-Lazare
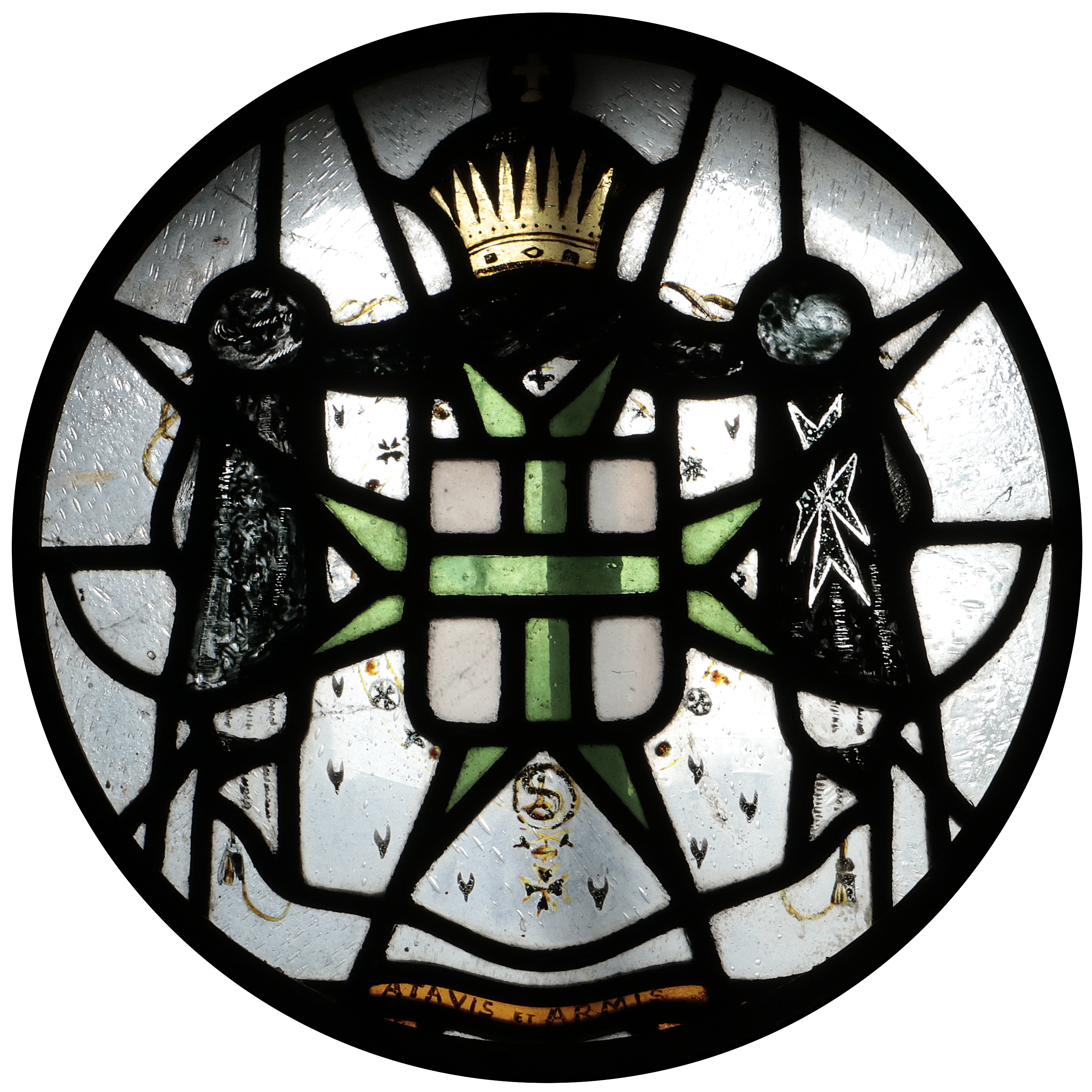
Vitrail de l'Ordre des chevaliers de Saint-Lazare

- Tour-pigeonnier du XVIIe siècle, en partie effondrée le 7 janvier 1998 et restaurée depuis ;
- Tour de guet, en partie effondrée le 1er juin 2016 et restaurée en 2019[204],[205],[206],[207],[208] ;
- Château de La Commanderie ;
- Château de La Salle du XIXe siècle (disparu) ;
- Vinaigrerie Martin-Pouret, dernière vinaigrerie à travailler selon le procédé d'Orléans, en activité depuis 1797 et déménagée à Boigny en 2024, ouverte à la visite[209].

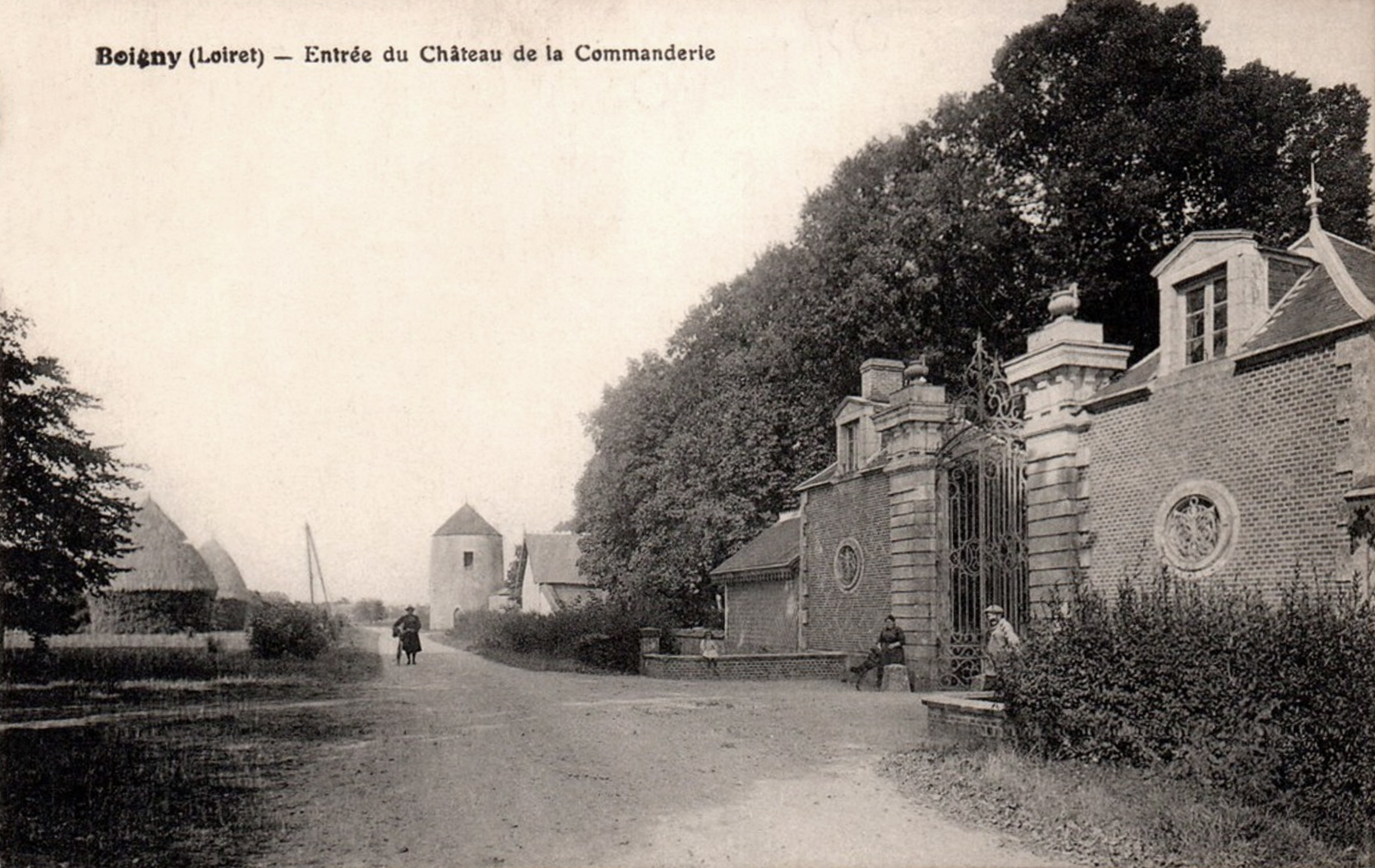
L'entrée du château de la Commanderie
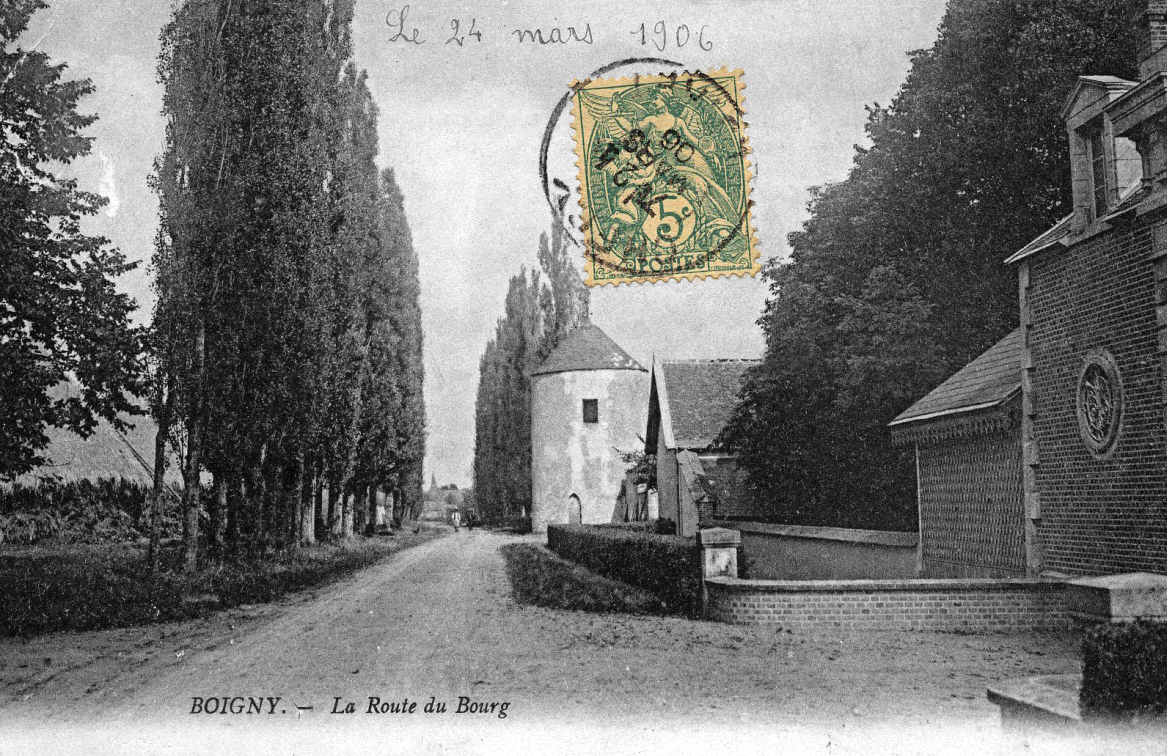
La route du bourg (future rue de la Commanderie) vers 1900
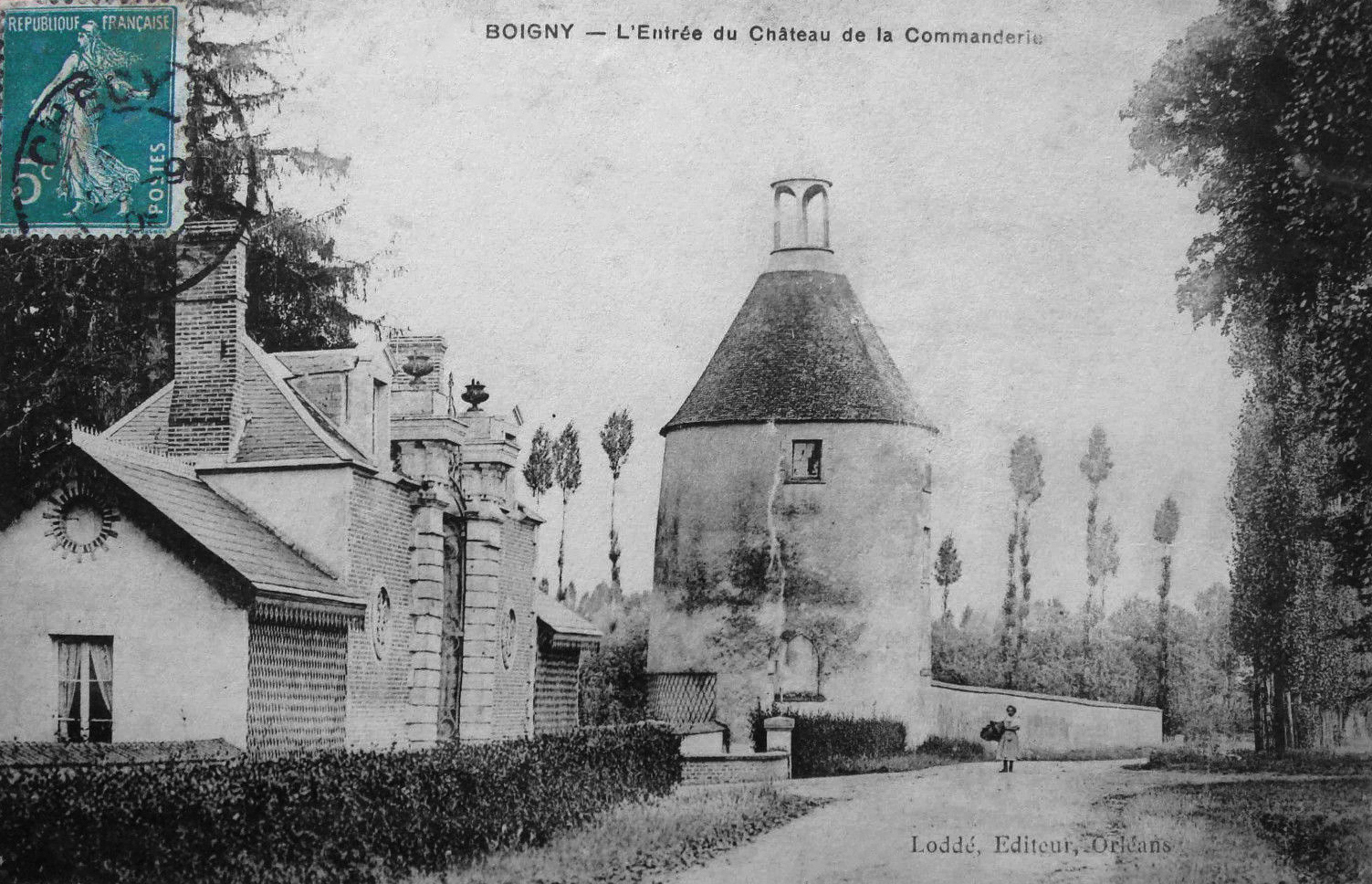
L'entrée du château de la Commanderie vers 1910
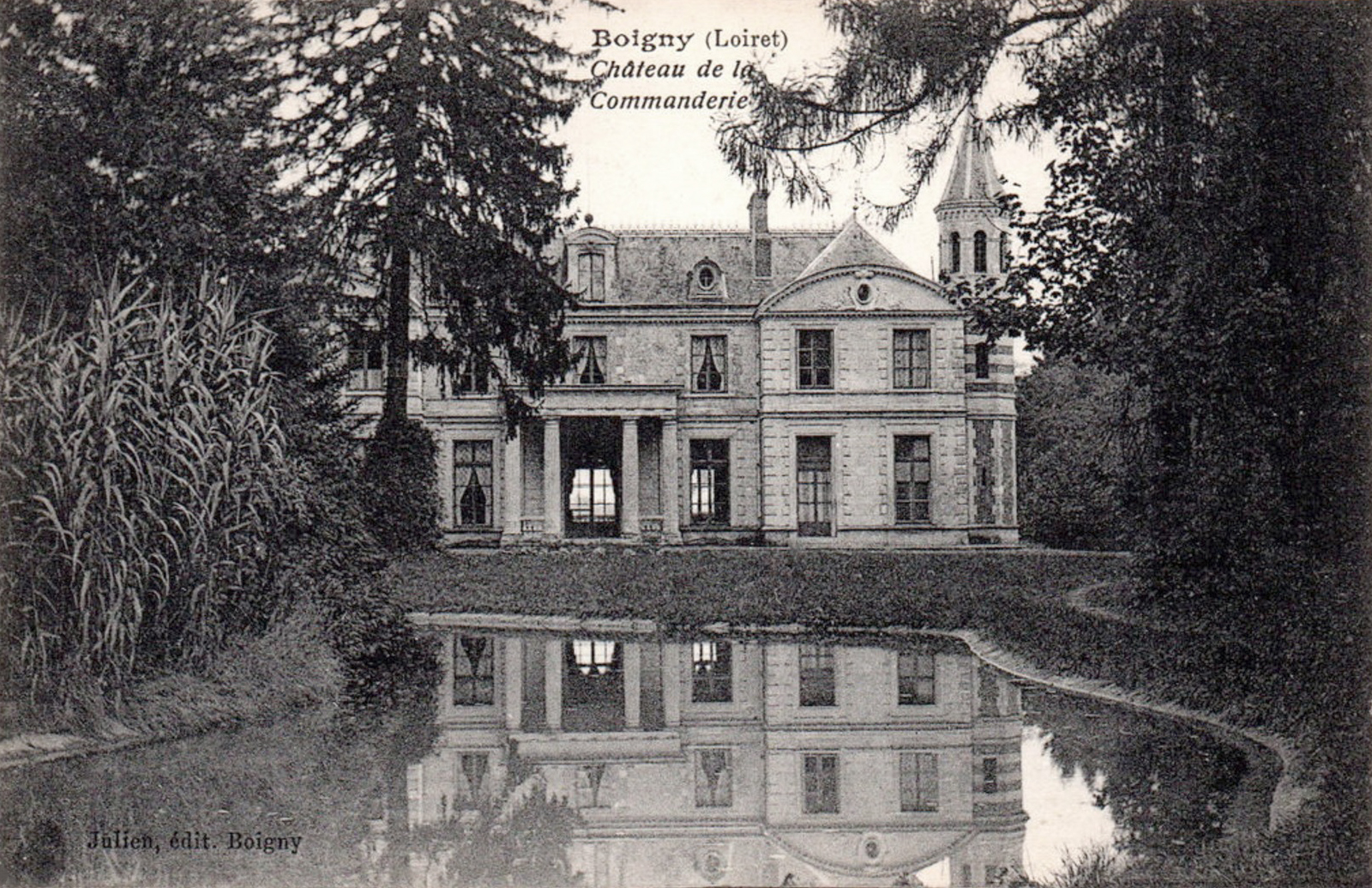
Le château de la Commanderie

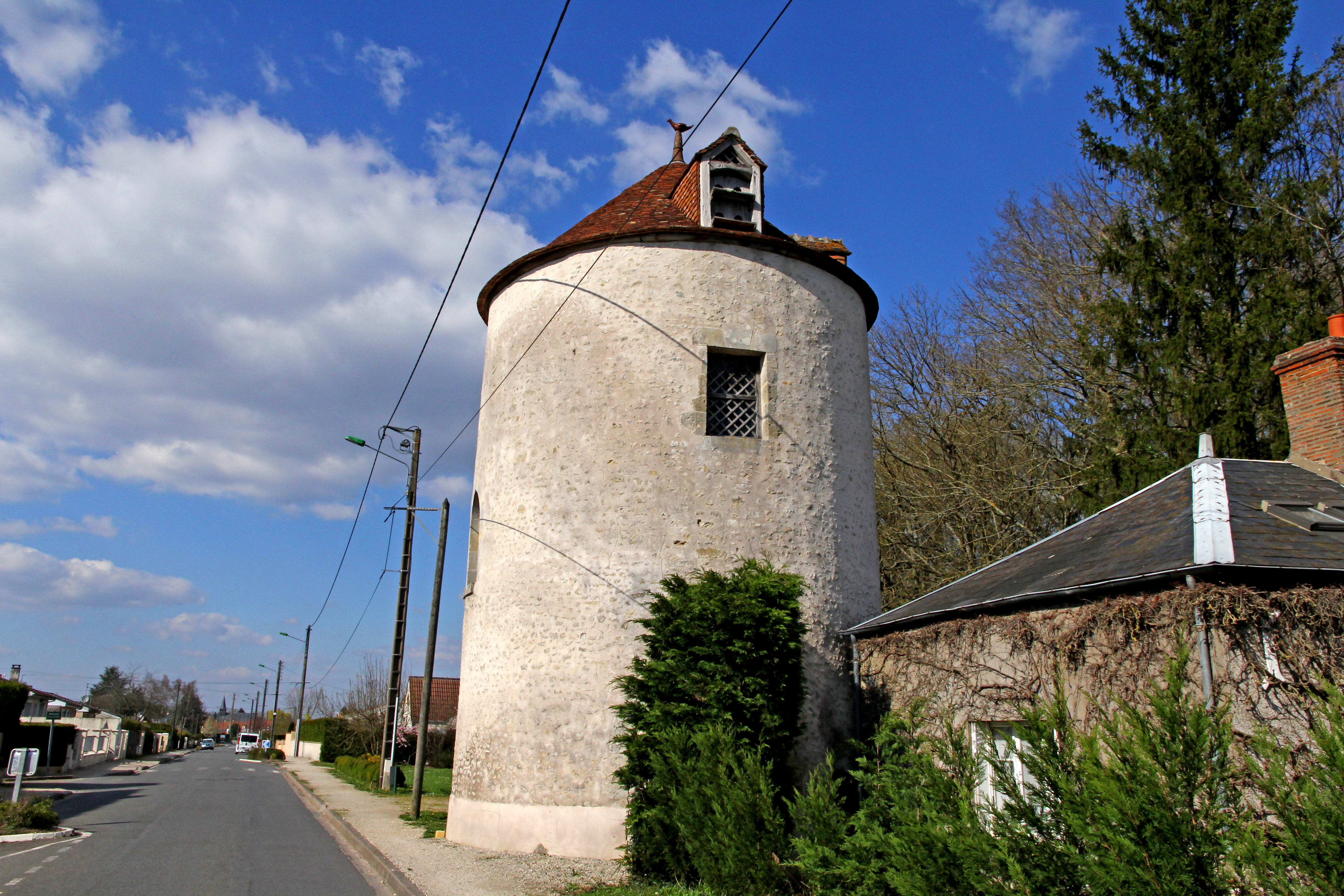
Tour-pigeonnier du XVIIe siècle
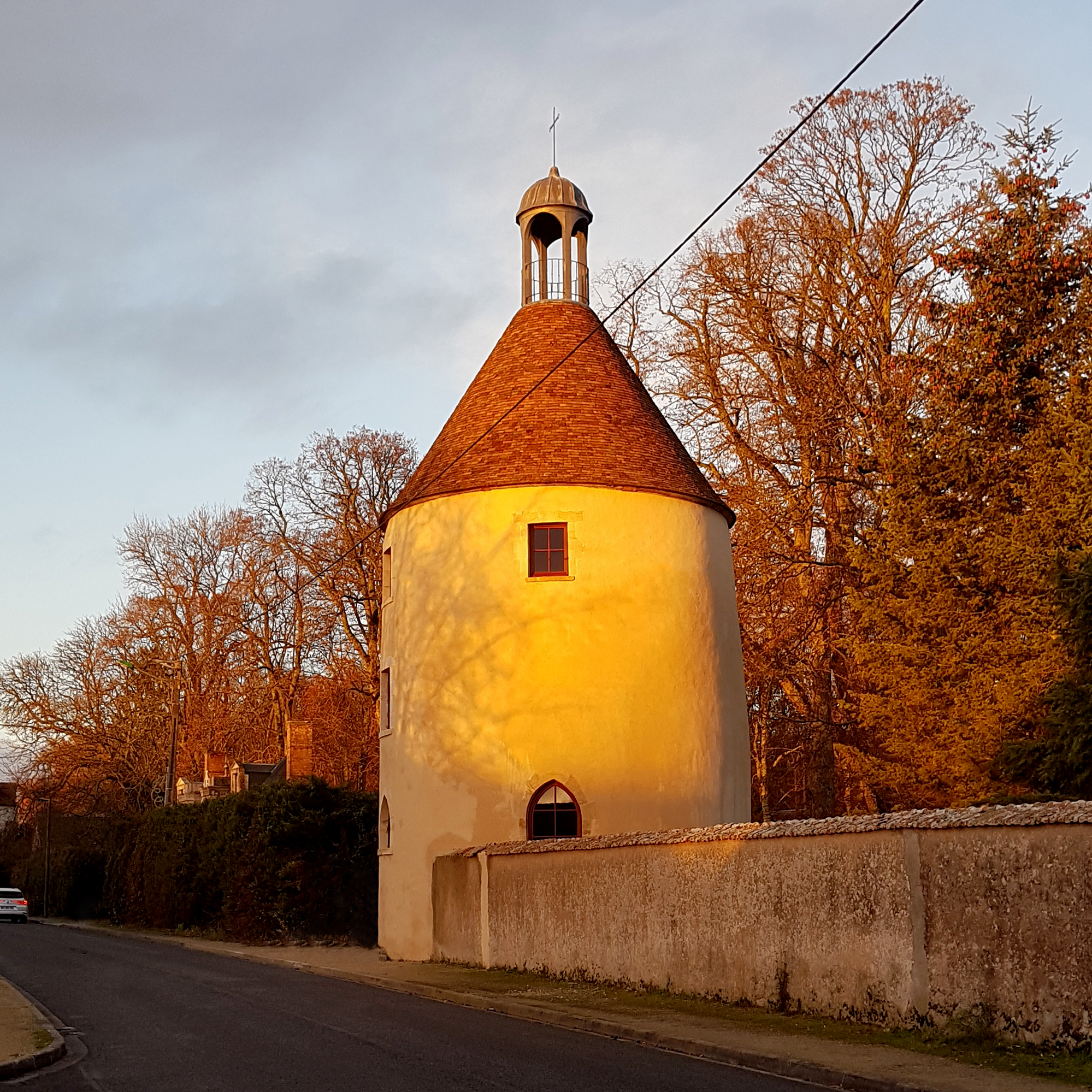
Tour de guet
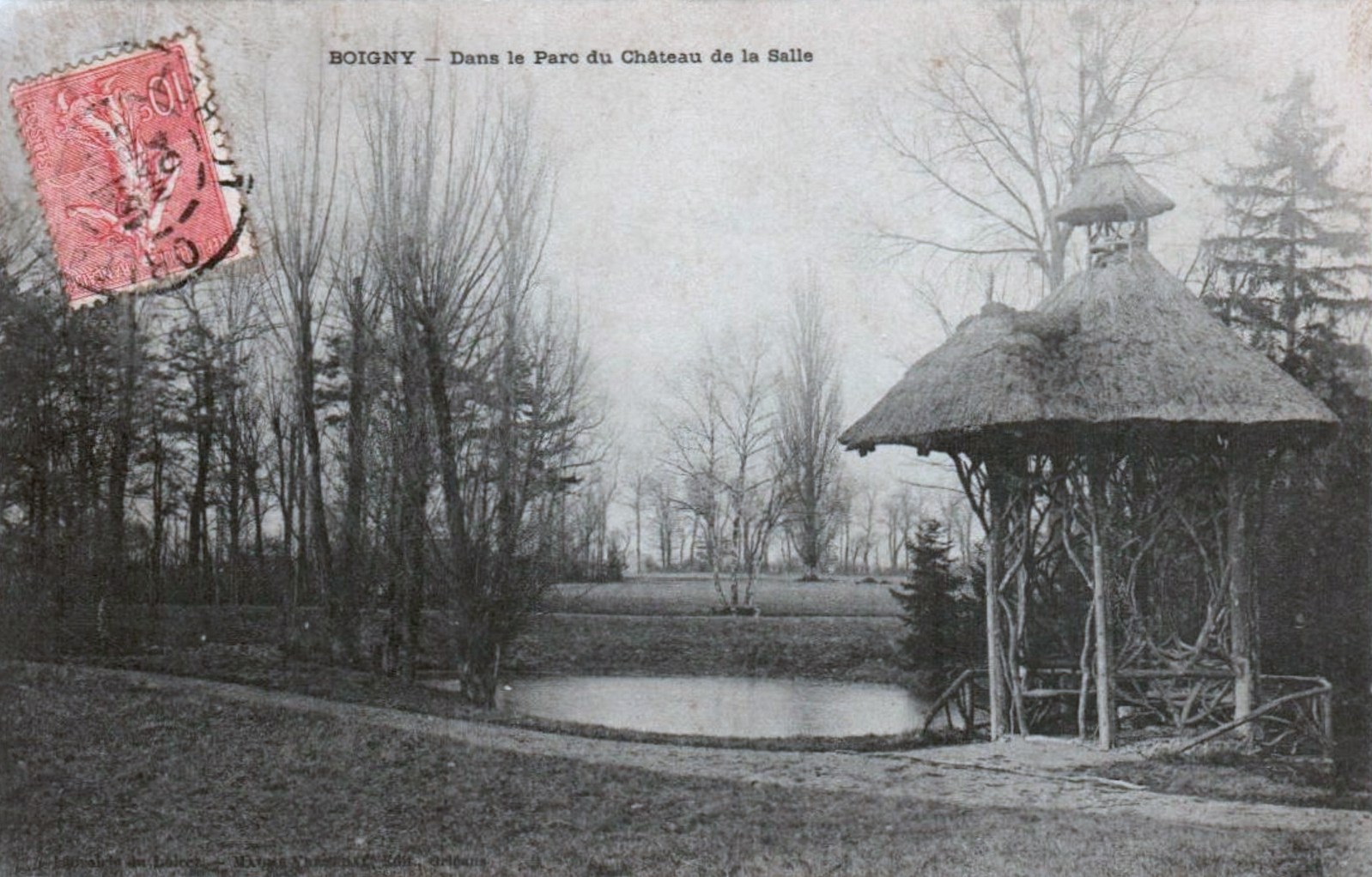
Parc du château de la Salle vers 1900
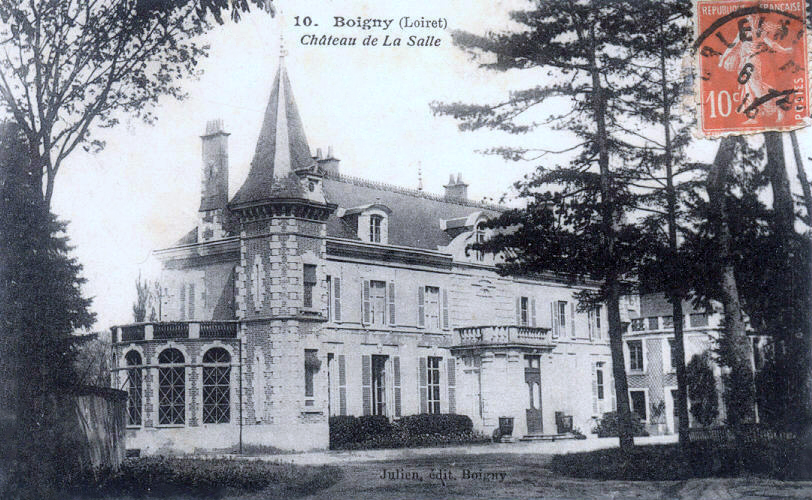
Château de la Salle (disparu)

### Personnalités liées à la commune

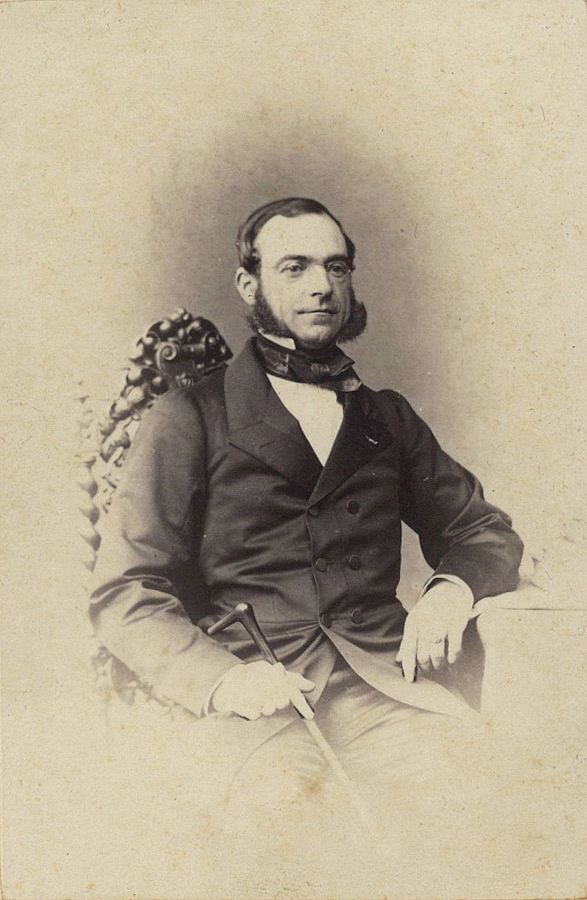
Portrait d'Eugène Vignat en 1863 par Augustin Monvel

En plus de la rue Montesquieu, seulement quatre rues de Boigny portent le nom d'un personnage : 
- Louis VII le Jeune
- Constance de Castille
- L'abbé Leluc, curé de Boigny (première moitié du XXe siècle)
- Firmin Chappellier, conseiller municipal et bienfaiteur de la commune

Une des salles municipales porte par ailleurs le nom de Pierre Brulé, maire de 1962 à 1977.
- Eugène Vignat (1815-1895), maire d'Orléans de 1856 à 1869, a été propriétaire du château de La Salle[210].
- André Thoreau (1899-1985), résistant français, Compagnon de la Libération, est né à Boigny.

#### Ouvrages
- Louis Marie Prudhomme, Dictionnaire géographique et méthodique de la République française en 120 départements, volume 1, Paris, Louis Marie Prudhomme, 1798, 673 p. (lire en ligne).
- Abbé Patron, Département du Loiret : Dictionnaire des communes, Paris, Comédit, 1870, réédité en 1991, 511 p. (ISBN 978-2-909112-01-5 et 2-909112-01-2)
- Camille Bloch, Cahiers de doléances du bailliage d'Orléans pour les États généraux de 1789 - tome 1, Orléans, Ministère de l'Instruction publique, 1906 (lire en ligne)
- Camille Bloch, Cahiers de doléances du bailliage d'Orléans pour les États généraux de 1789 - tome 2, Orléans, Ministère de l'Instruction publique, 1907 (lire en ligne)
- Christian Poitou, Paroisses et communes de France - Loiret, Paris, CNRS, 1982, 533 p. (ISBN 2-222-02930-9).
- Collectif, Loiret : un département à l'élégance naturelle, Paris, Bonneton, 1998, 319 p. (ISBN 978-2-86253-234-9)
- Collectif, Communes d’hier, communes d’aujourd’hui : Les communes de la France métropolitaine, 1801-2001. Dictionnaire d’histoire administrative, Paris, INED, 2003, 408 p. (ISBN 978-2-7332-1028-4, présentation en ligne)

#### Études et rapports
Démographie
- Dossier complet - chiffres détaillés, INSEE, 8 octobre 2024

Architecture, urbanisme et paysage
- Carré d'Arche architectes, Centre de loisirs de la Caillaudière, L’Observatoire CAUE de l’architecture, de l’urbanisme et du paysage, 1993
- Atelier Tudelle architectes, Extension du centre de loisirs de la Caillaudière, L’Observatoire CAUE de l’architecture, de l’urbanisme et du paysage, 2004
- Atelier Tudelle architectes, Vestiaires du stade Paul-Douady, L’Observatoire CAUE de l’architecture, de l’urbanisme et du paysage, 2001
- Boigny-sur-Bionne : une autre vision du centre-bourg. Réflexion sur l'aménagement et le devenir du centre-bourg, Université de Tours, 2011
- Antoine Skarbek & BO architecture, Construction d’un immeuble de 17 logements comprenant un local commercial et cabinet médical, 2022
- Olivier Striblen SAS, Cours arborées de l’école élémentaire Montesquieu, L’Observatoire CAUE de l’architecture, de l’urbanisme et du paysage, 2022
- Accompagnement à l'installation des entreprises à Boigny-sur-Bionne, Agence régionale de la biodiversité, 2022

Archéologie
- Rapports d’activité 2021 des CTRA, Commissions territoriales de la recherche archéologique, 2023, p. 47.
- Boigny-sur-Bionne, ZAC de la Clairière, tranche 1, in Bilan scientifique 2019. Direction régionale des affaires culturelles Centre-Val-de-Loire, Service Régional de l’Archéologie, Orléans, 2022, p. 167-169.
- Karine Payet-Gay et al. Boigny-sur-Bionne, le bourg, le clos de la poêlerie. Rapport final d’opération – diagnostic archéologique. Service de l’archéologie préventive, direction de l’aménagement et du patrimoine, 2019.
- Jérôme Besson, Les riches racines de Boigny-sur-Bionne, Premiers résultats des fouilles archéologiques à la ZAC de la Clairière, Tranche 1, Notice, Archeodunum, 2019
- Jérôme Besson, Riche passé et mur tombé à Boigny-sur-Bionne, ZAC de la Clairière, Tranche 2, Notice, Archeodunum, 2022
- Jérôme Besson, Kathleen Dupinay, et al., Boigny-sur-Bionne, ZAC de la Clairière, Une villa antique sous le bourg paroissial, Rapport de recherche (5 volumes, 1 906 pages), Archeodunum, 25 mars 2024.

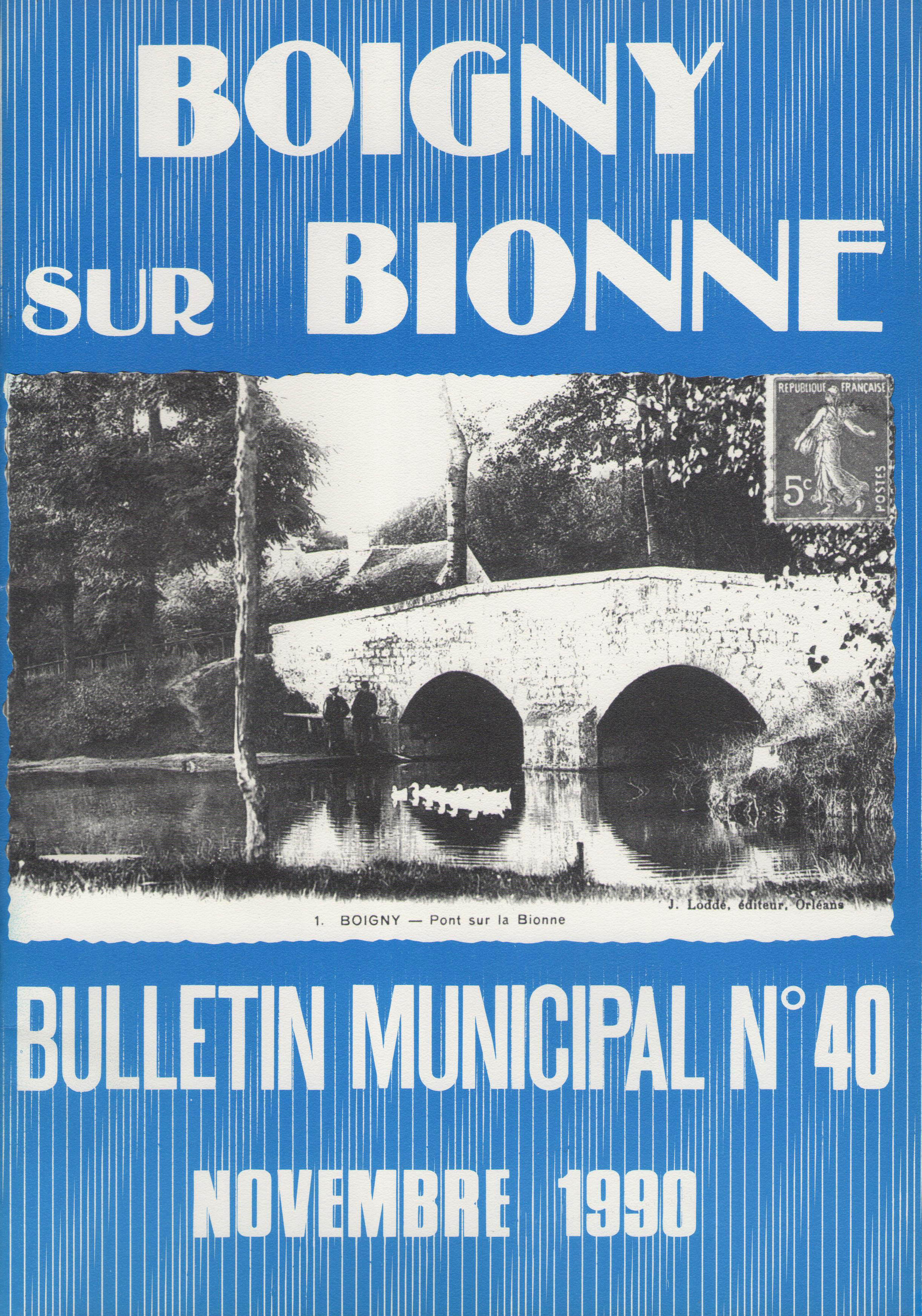
Bulletin municipal n° 40, novembre 1990.

#### Cahiers de l'associationBoigny Patrimoine et Histoire
1. Inventaire des objets du patrimoine
2. Pierre Brulé, Boigny au fil des ans
3. Cartes postales
4. Les Chevaliers de Saint Lazare
5. Thierry Pointet, L'eau, la flore, la faune
6. René Sobrero, La Vierge aux rochers
7. Daniel Koch, L’évolution de l’informatique
8. Joël Charpentier, Boigny de 1945 à nos jours (2 tomes)

#### Publications municipales
- L'Écho de Boigny, bulletin municipal d'information (trimestriel).
- Livret d'accueil des nouveaux habitants (édition 2023).

### Filmographie
Histoire et patrimoine
- Roger Prenois, Communions (activités nautiques dans la Bionne de 9:50 à 10:20), 1957, 13 min, muet, noir et blanc, sur Ciclic.
- Émile Lauquin, Pèlerinage du 19 juin 1965, 1965, 3 min, muet, noir et blanc, 16 mm, sur Ciclic.
- André et Jacqueline Poupinel, Pèlerinage de mai 1977, pèlerinage du 1er septembre 1978, 1977-1978, 15 min, muet, couleur, super 8, sur Ciclic.
- A. Couturier et J. Boucher, [vidéo] La fresque du château d'eau sur Vimeo (2000, 5 min).
- Philippe Absous / Novimage, Le pigeonnier (2001, 9 min) (non disponible en ligne).
- Catherine Bernard, « Constat d'état préalable à la restauration de la Vierge aux Rochers de l'église de Boigny-sur-Bionne », 2022, 2 min.
- Claude Humbert, [vidéo] Rue de Verdun sur Vimeo, documentaire sur les Boignaciens morts pour la France pendant la Première Guerre mondiale (2018, 12 min).
- Claude Humbert, [vidéo] Boigny, 2019 après J.C. sur Vimeo, reportage sur les fouilles archéologiques 2019 (2020, 11 min).
- Claude Humbert, Boigny, 2 500 ans d'occupation, documentaire sur les fouilles archéologiques 2021 (2023, 26 min) (non disponible en ligne).

Environnement
- France Nature Environnement, « L'opération zéro pesticide et le témoignage des communes de Boigny-sur-Bionne et d'Orléans », 2009 (4 min).
- France Nature Environnement, « Solutions alternatives aux eaux pluviales : retour d'expérience de la ville de Boigny-sur-Bionne », 2021 (9 min).
- Riportair, [vidéo] Inondation juin 2016 sur Vimeo (2016, 3 min).
- Claude Humbert, « Boigny, 31 mai 2016, reportage de  sur la crue exceptionnelle de la Bionne », 2016 (3 min).
- Claude Humbert, « Territoire engagé pour la nature », 2021 (1 min).
- Claude Humbert, « À la rencontre de la biodiversité », 2021 (1 min).
- Groupe Richard, « Retour sur la restauration de la Bionne faite en avril 2022 », 2022 (2 min).
- Agence de l'eau, « Dans le bain de l'action ép. 2 - La restauration écologique de la Bionne à Boigny-sur-Bionne », 2023 (3 min), avec Jérôme Pitorin.

Société
- France 3 Centre-Val de Loire, « Loiret : la classe Plume spécialement aménagée pour les enfants autistes », 2016 (6 min).
- PEP45, « Visite virtuelle de la classe Plume », 2023 (4 min).
- Familles Rurales, « Collecte de la banque alimentaire », 2017 (2 min).

Économie
- France 2, « Amazon.com » [vidéo], sur ina.fr, 29 août 2000 (3 min).
- France 3, « Boigny-sur-Bionne : implantation d'Amazon.com » [vidéo], sur ina.fr, 29 août 2000 (2 min).
- France 3, « Boigny sur Bionne : Amazon.fr comment ça marche » [vidéo], sur ina.fr, 16 novembre 2000 (1 min).
- France 3, « Boigny-sur-Bionne : menace sur Amazon.fr » [vidéo], sur ina.fr, 25 juillet 2001 (2 min).
- [vidéo] Alstef - Trophées de l'Entreprise du Loiret 2011 sur Dailymotion (2011, 3 min).
- Riportair, [vidéo] Jardibric sur Vimeo (2015, 3 min).
- Lemken, « Lemken France - Nouveau siège », 2017 (2 min).
- Riportair, [vidéo] Washtec sur Vimeo (2018, 4 min).
- « Cosmetic Park - Avancement du chantier », 2019 (2 min).
- « Construction de l'entrepôt Dior au Cosmetic Park », 2020 (2 min).
- France Bleu, [vidéo] Lancement du chantier de la vinaigrerie Martin Pouret sur Dailymotion (2023, 1 min).
- La République du Centre, « Visite des nouveaux locaux de la vinaigrerie Martin-Pouret, à Boigny-sur-Bionne », 2024 (2 min).

Actualité et vie quotidienne
- « Pèlerinage du 18 juin 2017 », 2017 (7 min).
- « Pèlerinage du 17 juin 2018 », 2018 (2 min).
- « Pèlerinage du 16 juin 2024 », 2024 (9 min).
- Claude Humbert, « Vœux du maire pour l'année 2021 », 2021 (5 min).
- Claude Humbert, « Vœux du maire pour l'année 2022 », 2022 (5 min).
- Claude Humbert, « Inauguration du nouveau centre-bourg », 2021 (2 min).
- Claude Humbert, « La Mascarade prend l'air », 2021 (2 min).
- Claude Humbert, « Fête de la Saint Pierre », 2021 (1 min).
- Claude Humbert, « Rentrée en fête et en musique », 2021 (1 min).
- Claude Humbert, « Octobre rose, édition 2021 », 2021 (1 min).
- Claude Humbert, « Cérémonie du 11 novembre 2021 », 2021 (1 min).
- [vidéo] Premier festival O'Tempo. J - 3 sur Vimeo (2021, 2 min).
- [vidéo] Premier festival O'Tempo sur Vimeo (2021, 2 min).
- [vidéo] Deuxième festival O'Tempo. J - 1 sur Vimeo (2022, 15 s).